# Emléktáblák Gyulán
A Gyula szócikkhez kapcsolódó képgaléria, amely helyi, országos vagy nemzetközi hírű személyekkel, valamint épületekkel, műtárgyakkal, helynevekkel és eseményekkel összefüggő emléktáblákat tartalmaz.

## Galéria

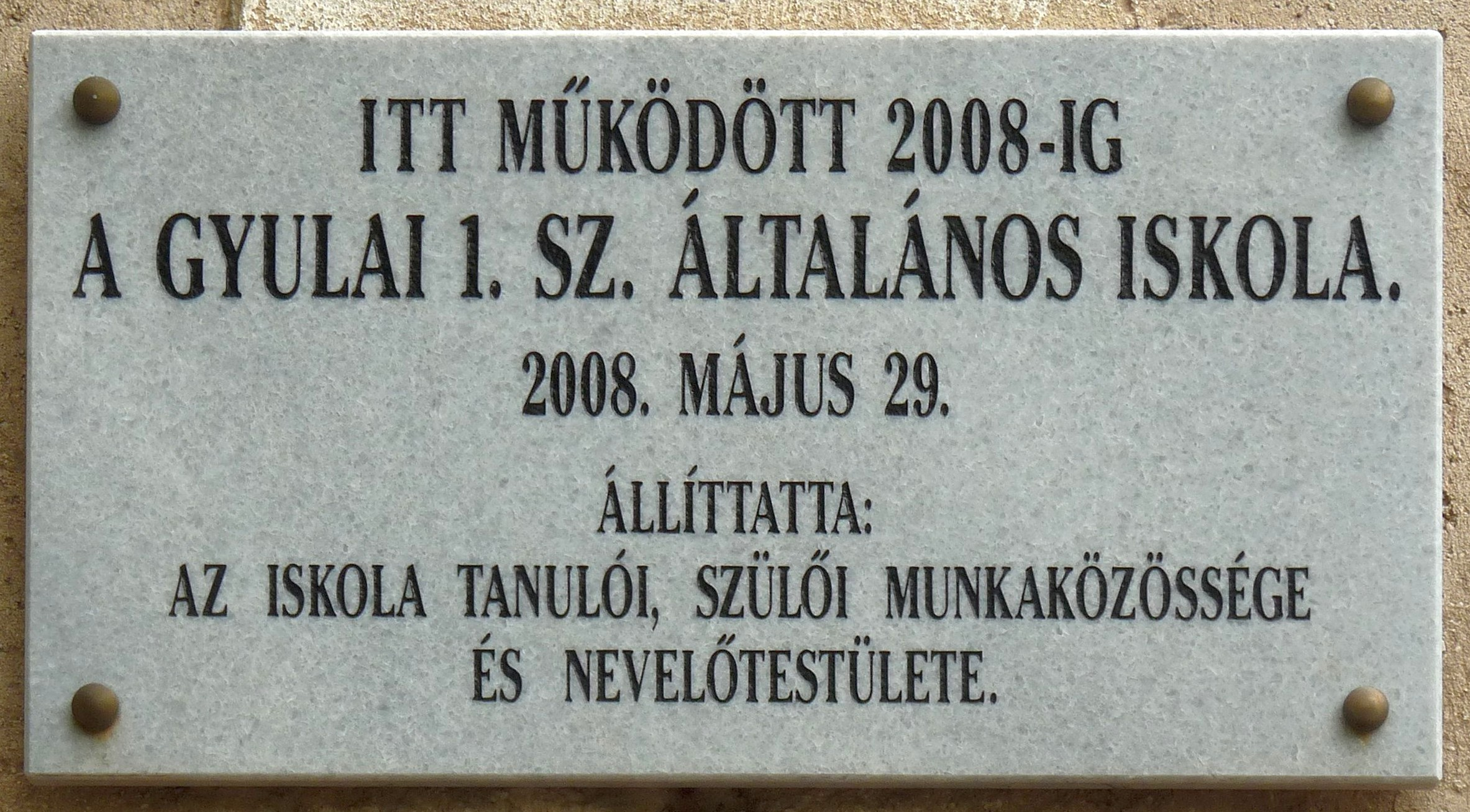
Az 1. sz. általános iskola, Kossuth Lajos utca 24.
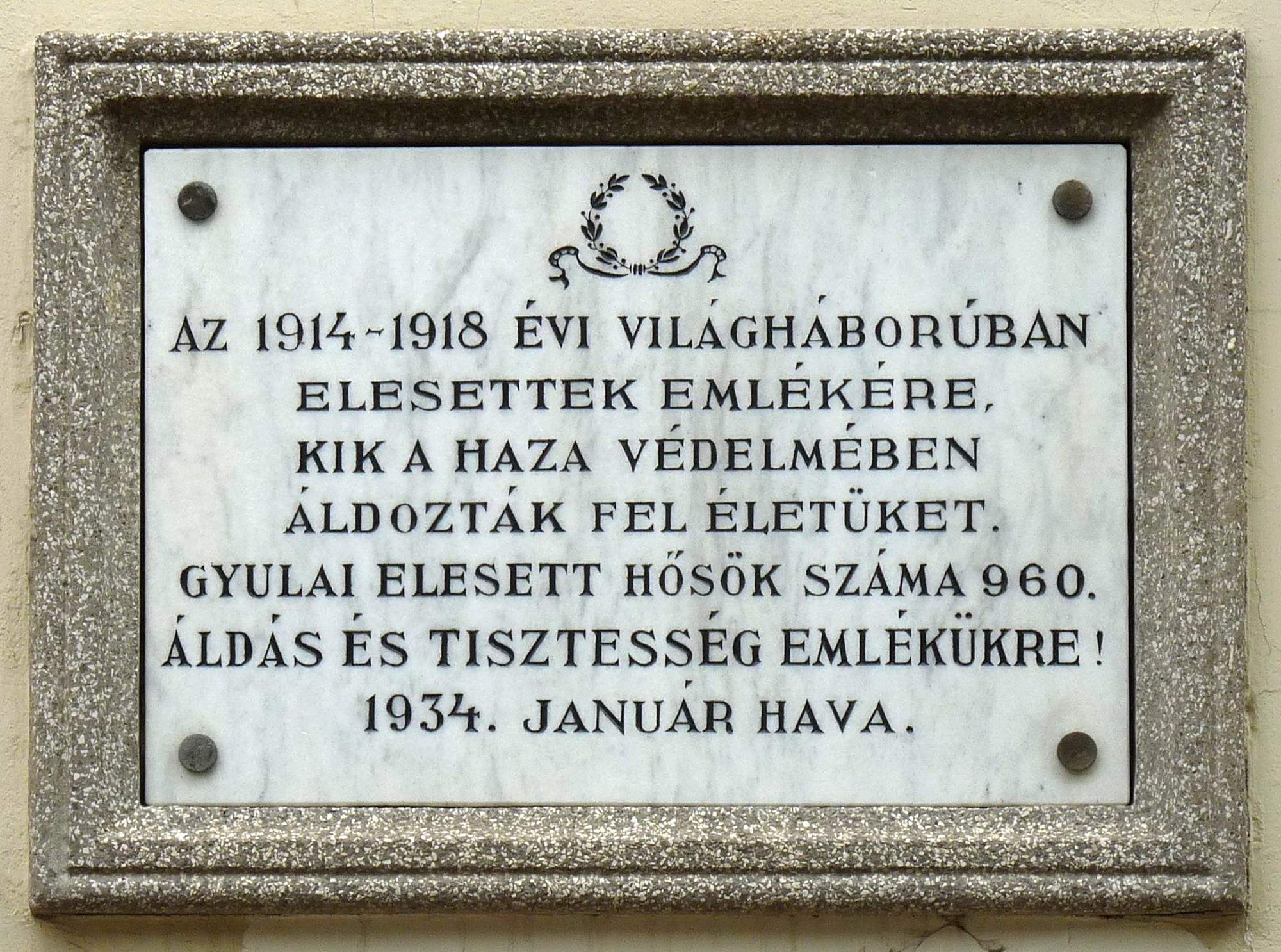
Az 1. világháború hősei, Városház utca 13.
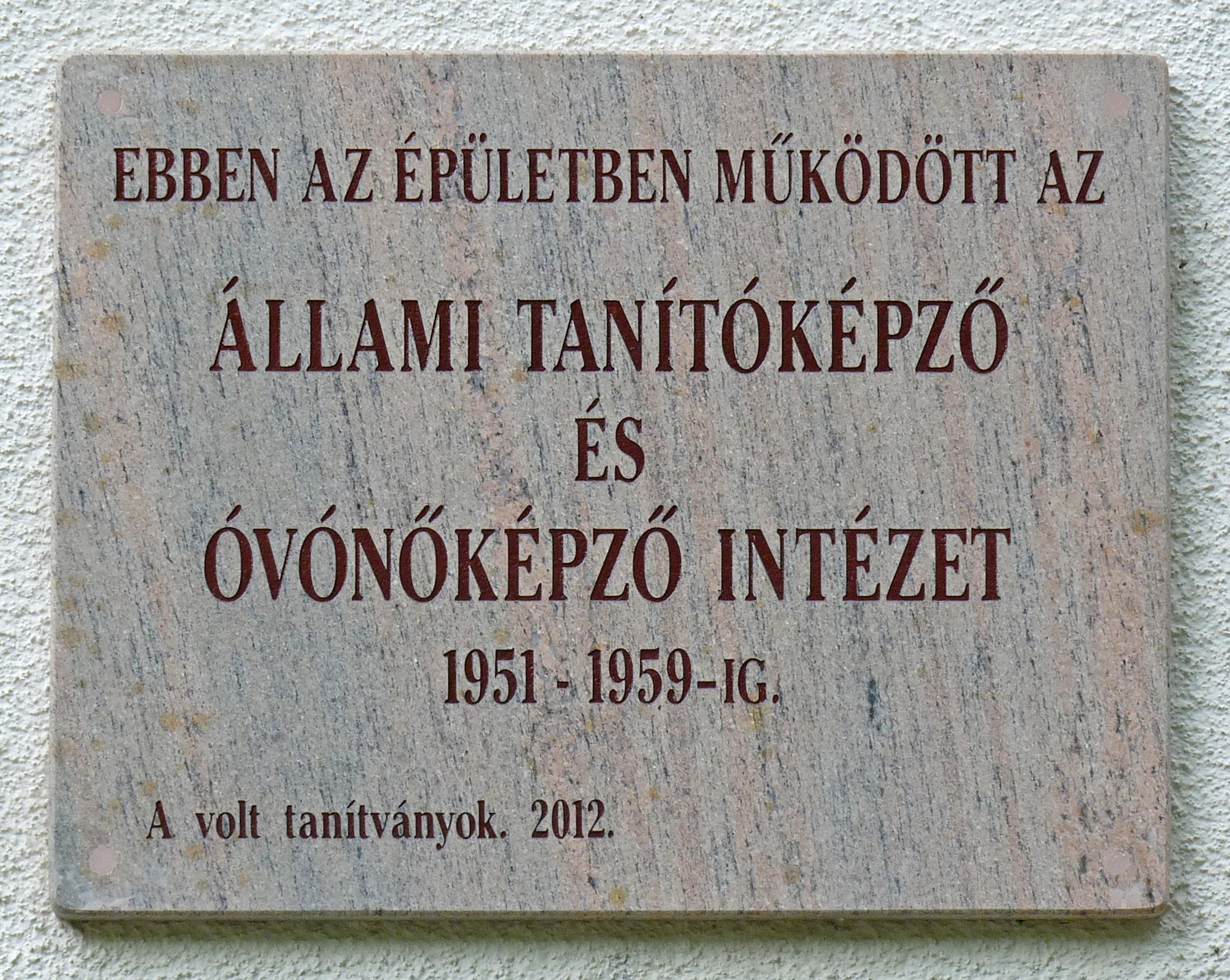
Állami Tanítóképző és Óvónőképző Intézet, Béke sugárút 49.
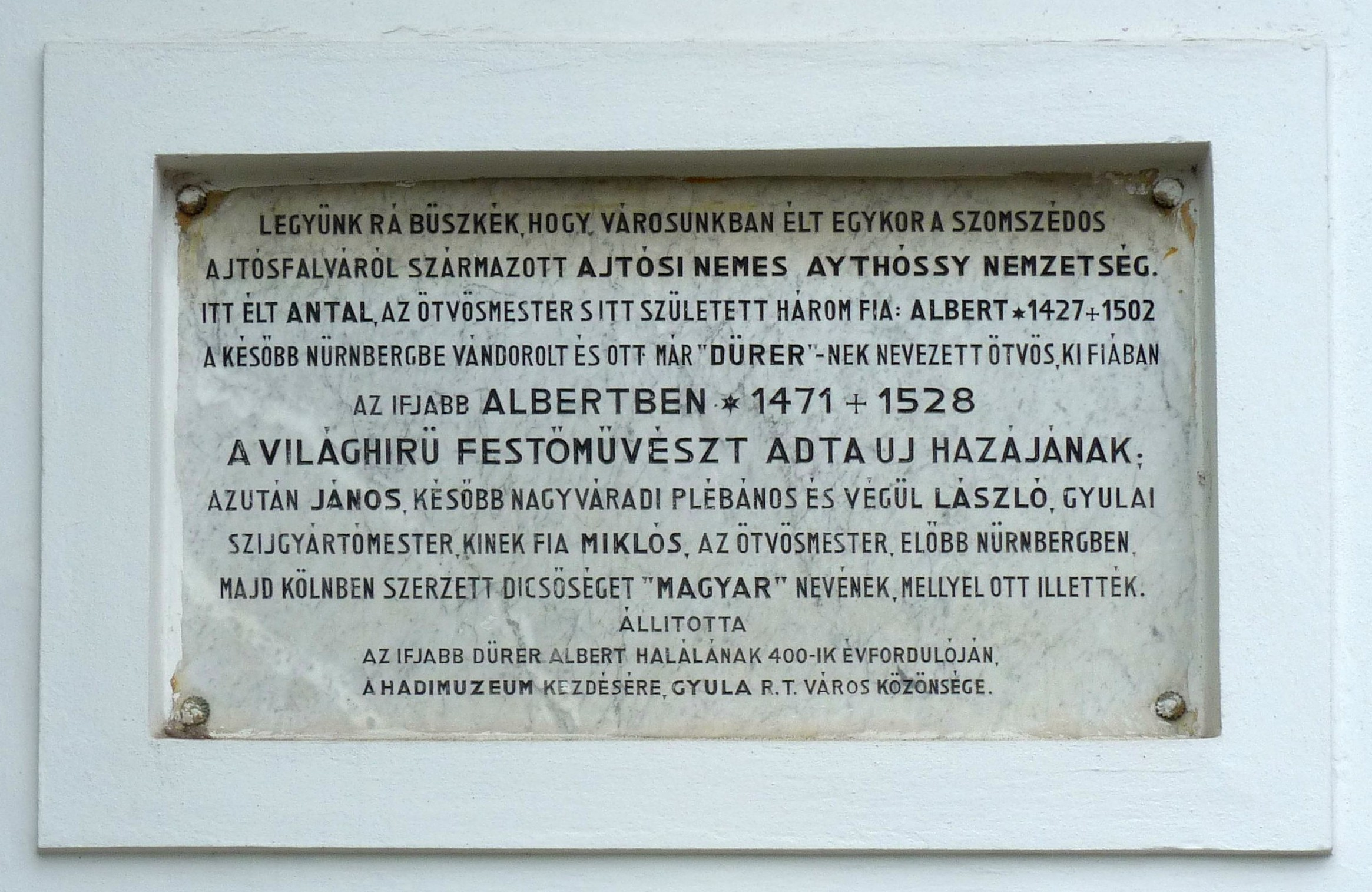
Albrecht Dürer, Dürer Albert utca 1.
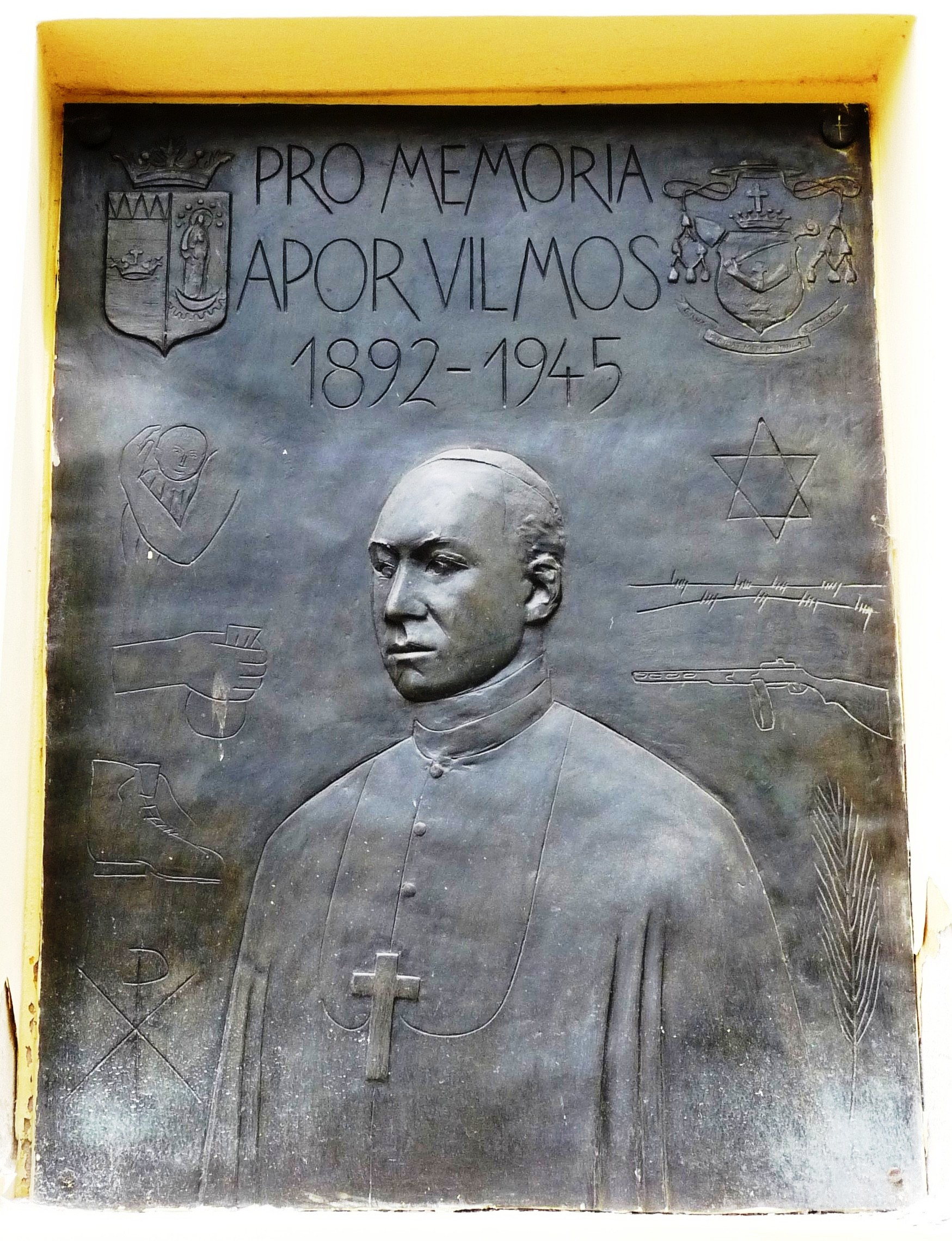
Apor Vilmos, Harruckern tér alkotó: Bakos Ildikó
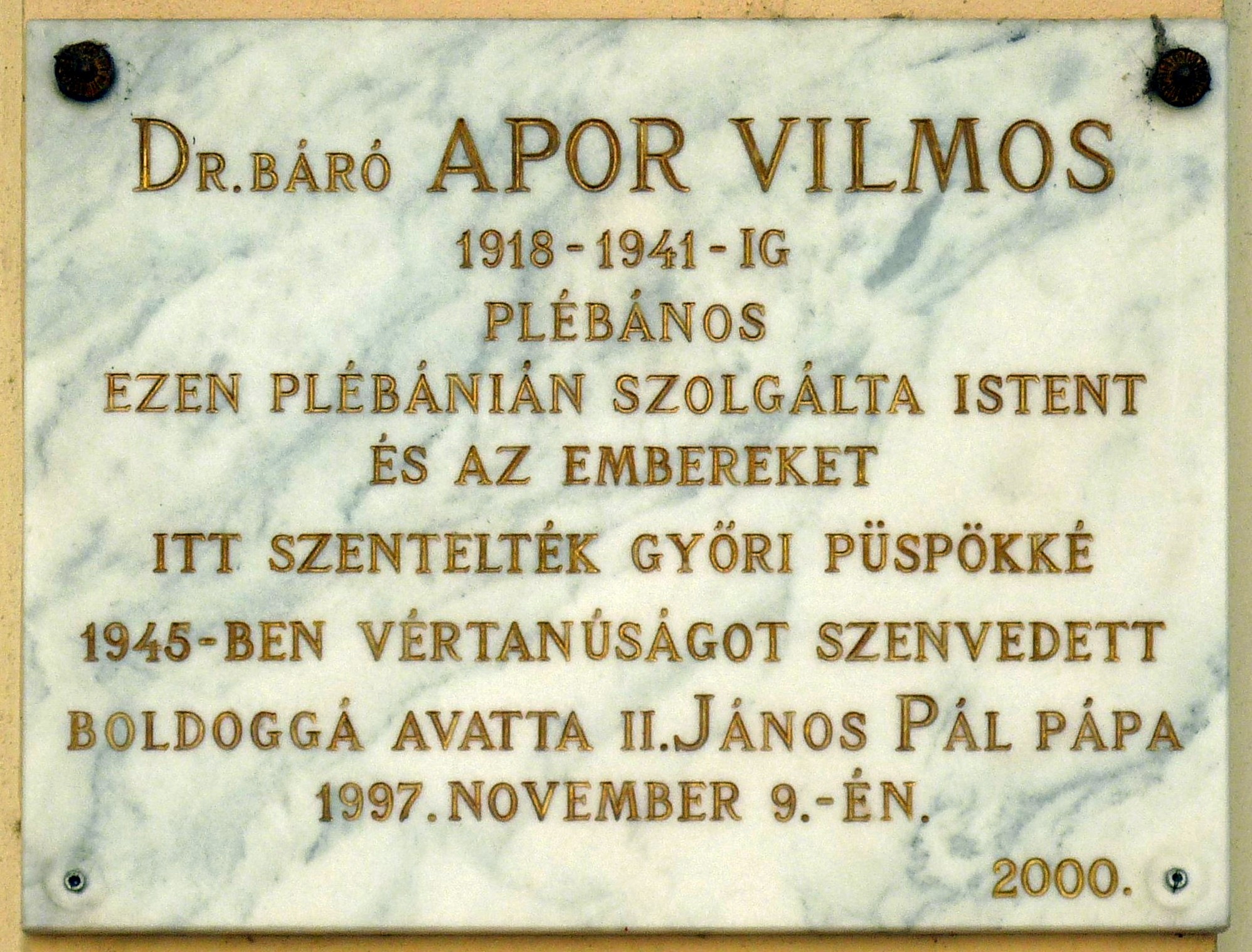
Apor Vilmos, Harruckern tér 1.
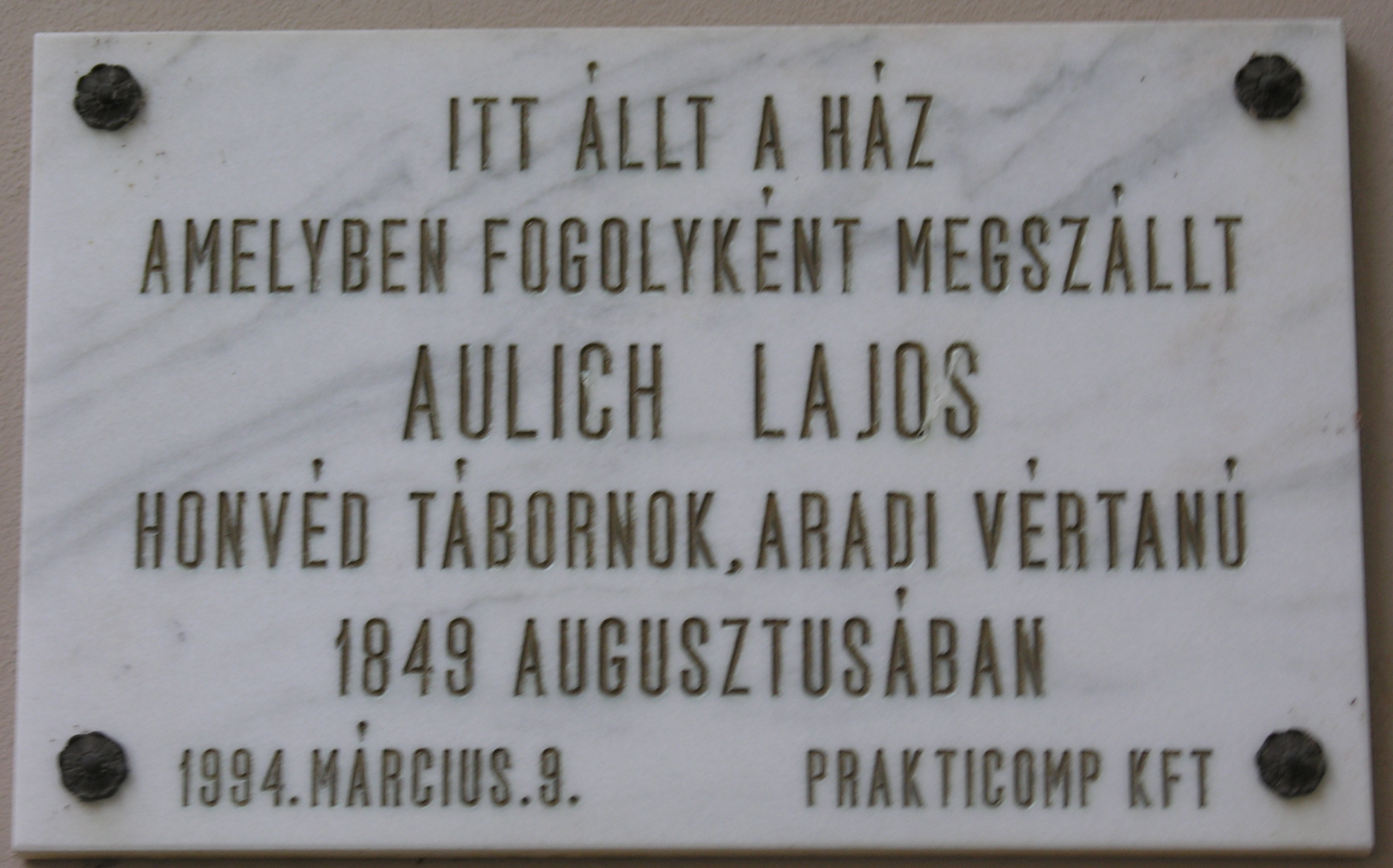
Aulich Lajos, Pálffy utca 1.
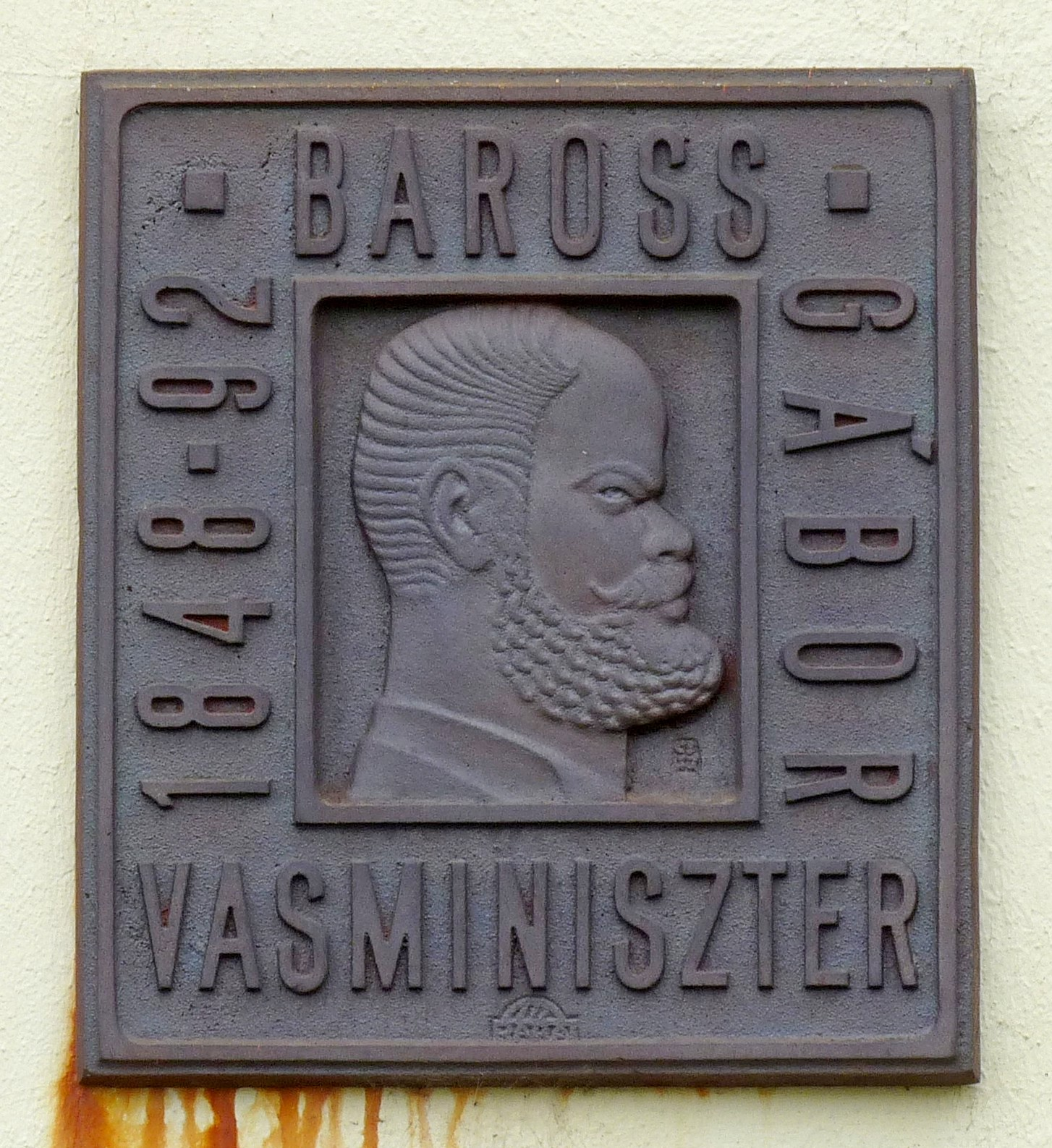
Baross Gábor, Baross utca 2. alkotó: Csányi Szabolcs
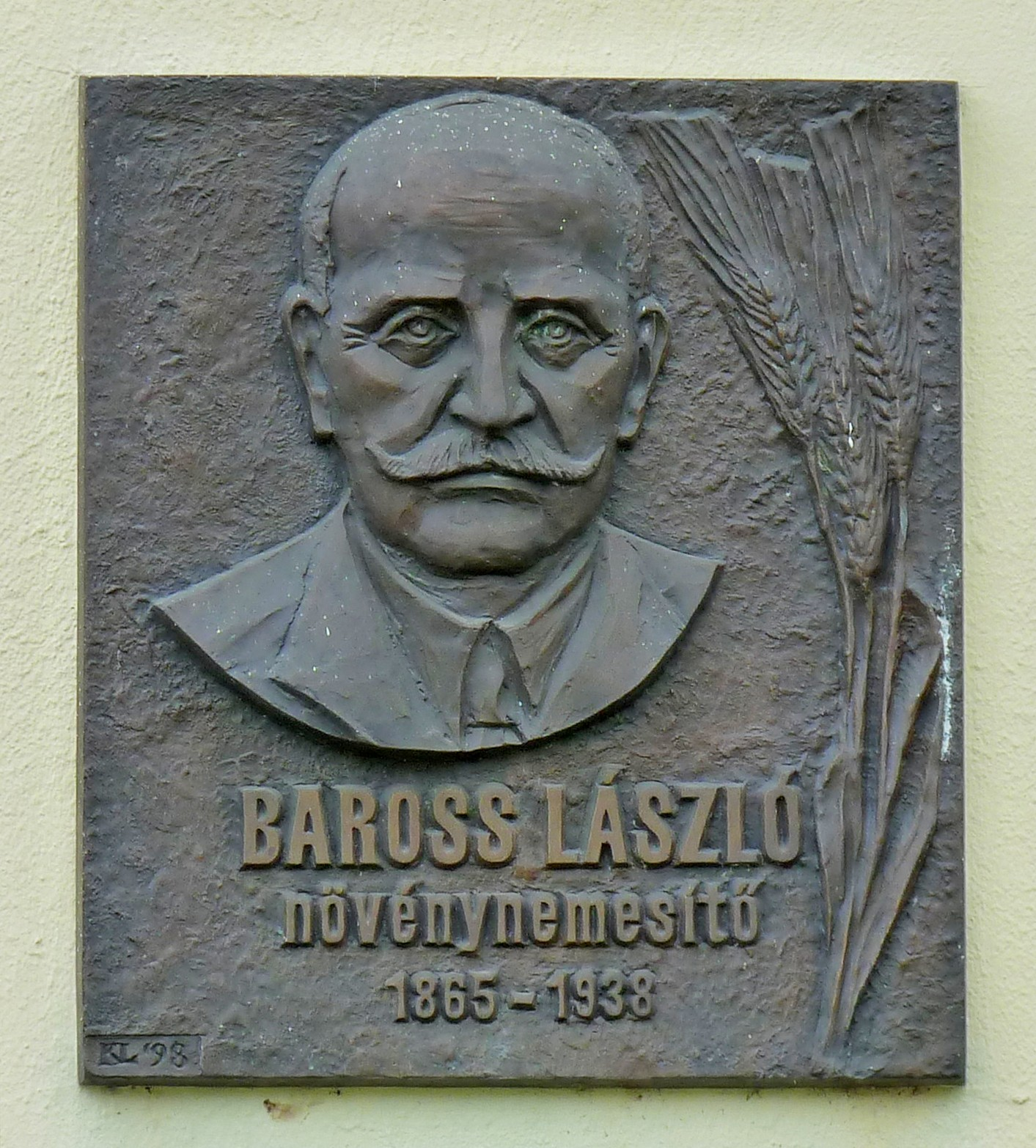
Baross László, Baross utca 2. alkotó: Kiss György László
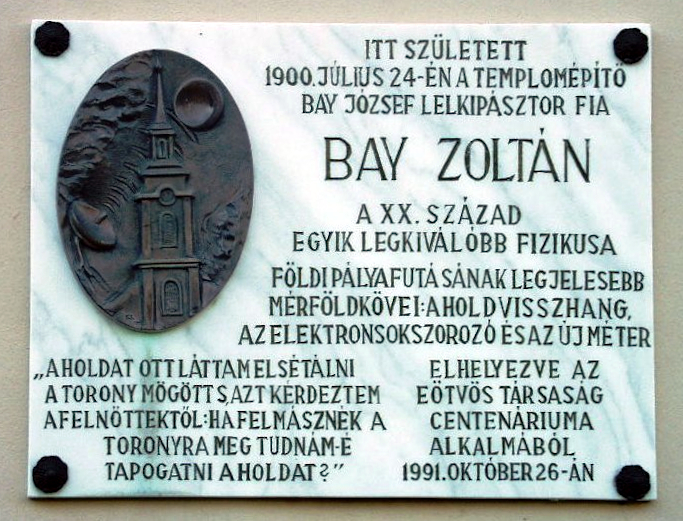
Bay Zoltán, Illyés Gyula utca 7.
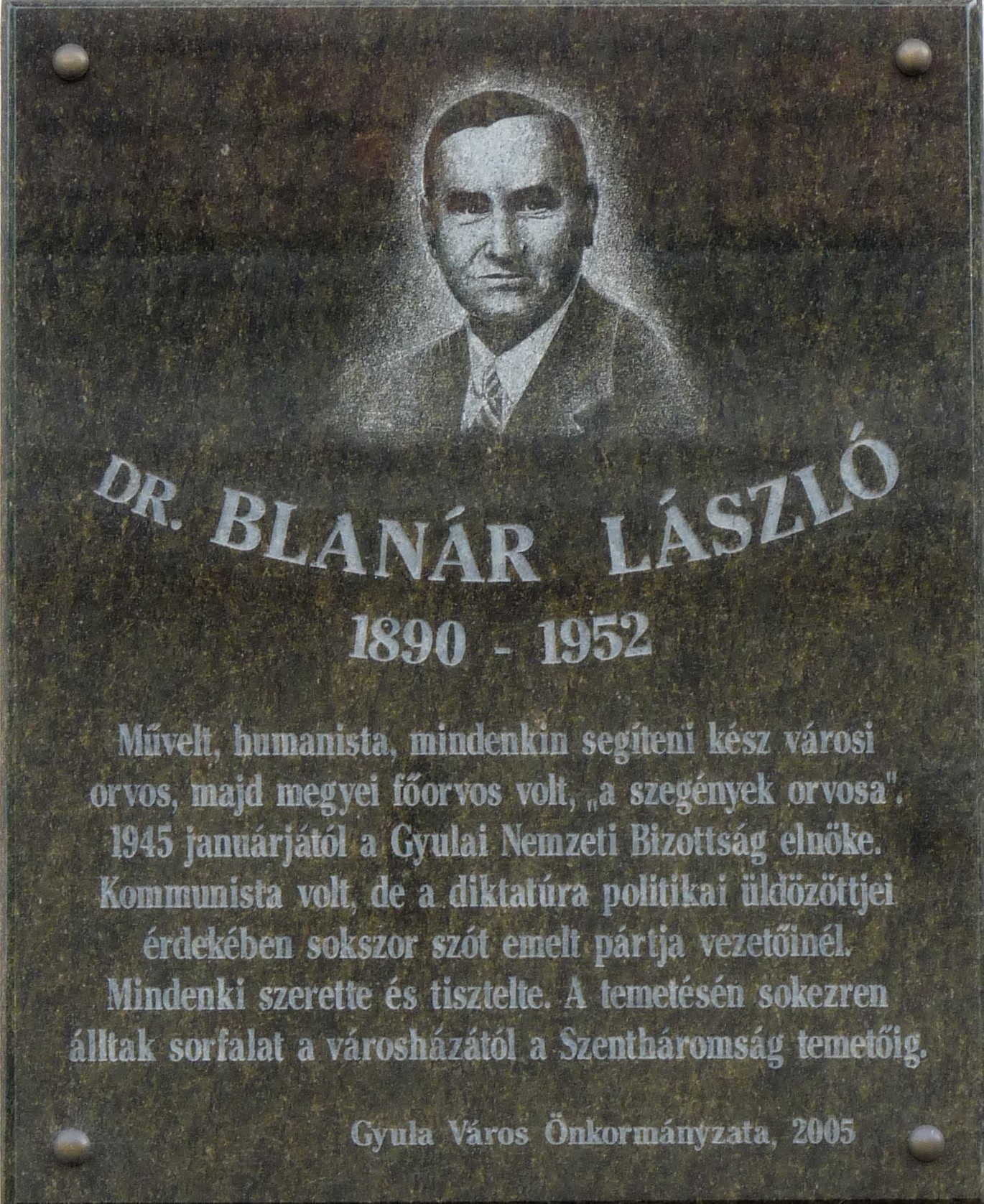
Blanár László, Blanár László utca 1.
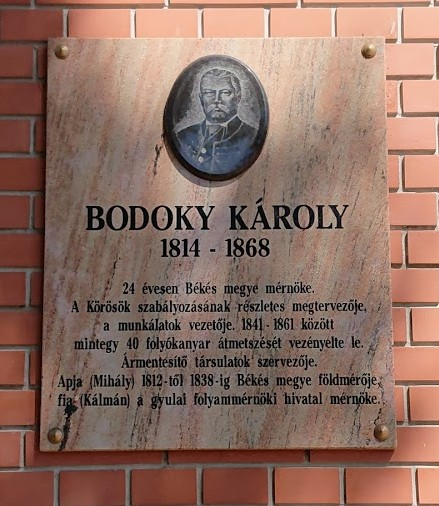
Bodoky Károly emléktábla, Bodoky utca 9.
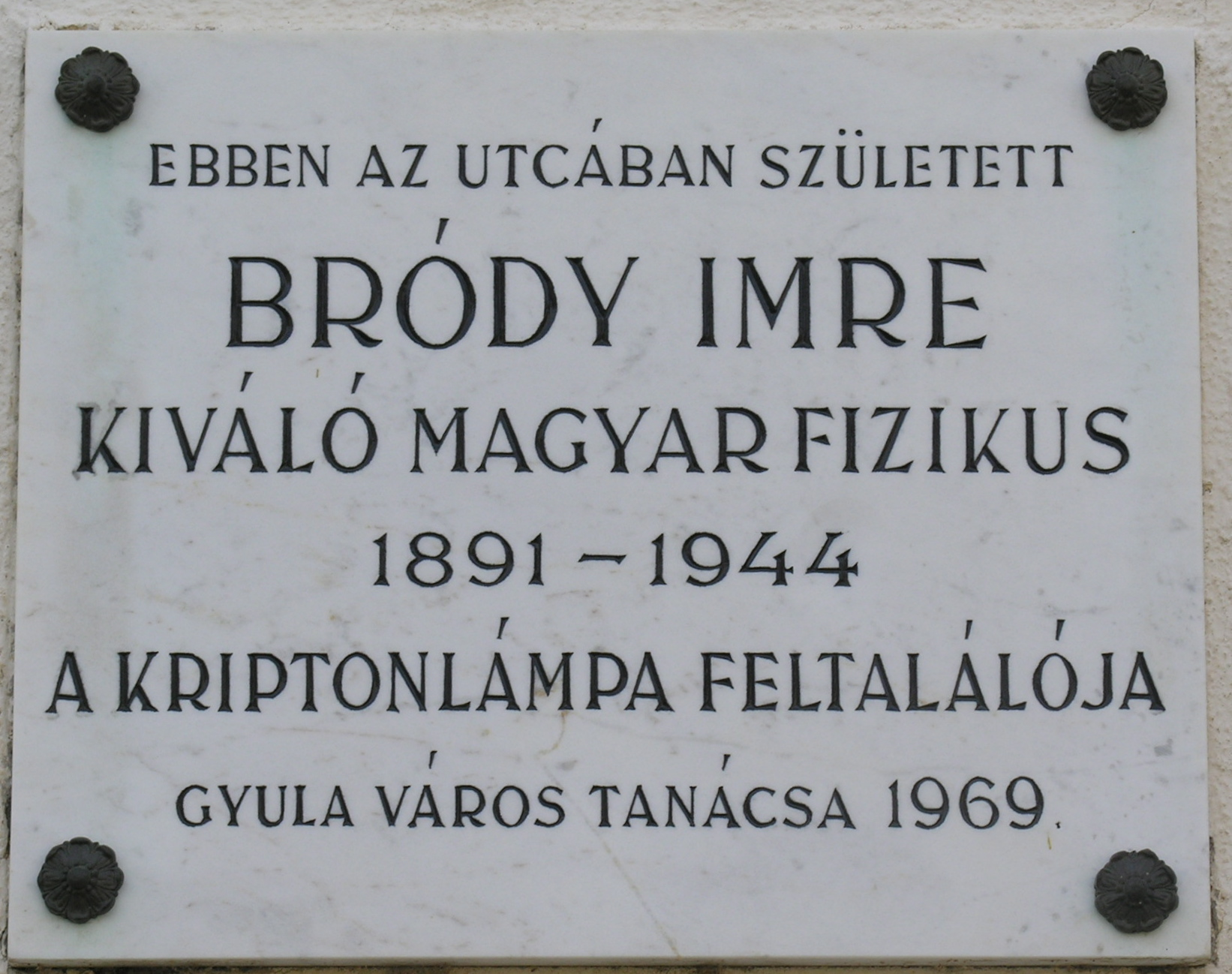
Bródy Imre, Blanár László utca 1.
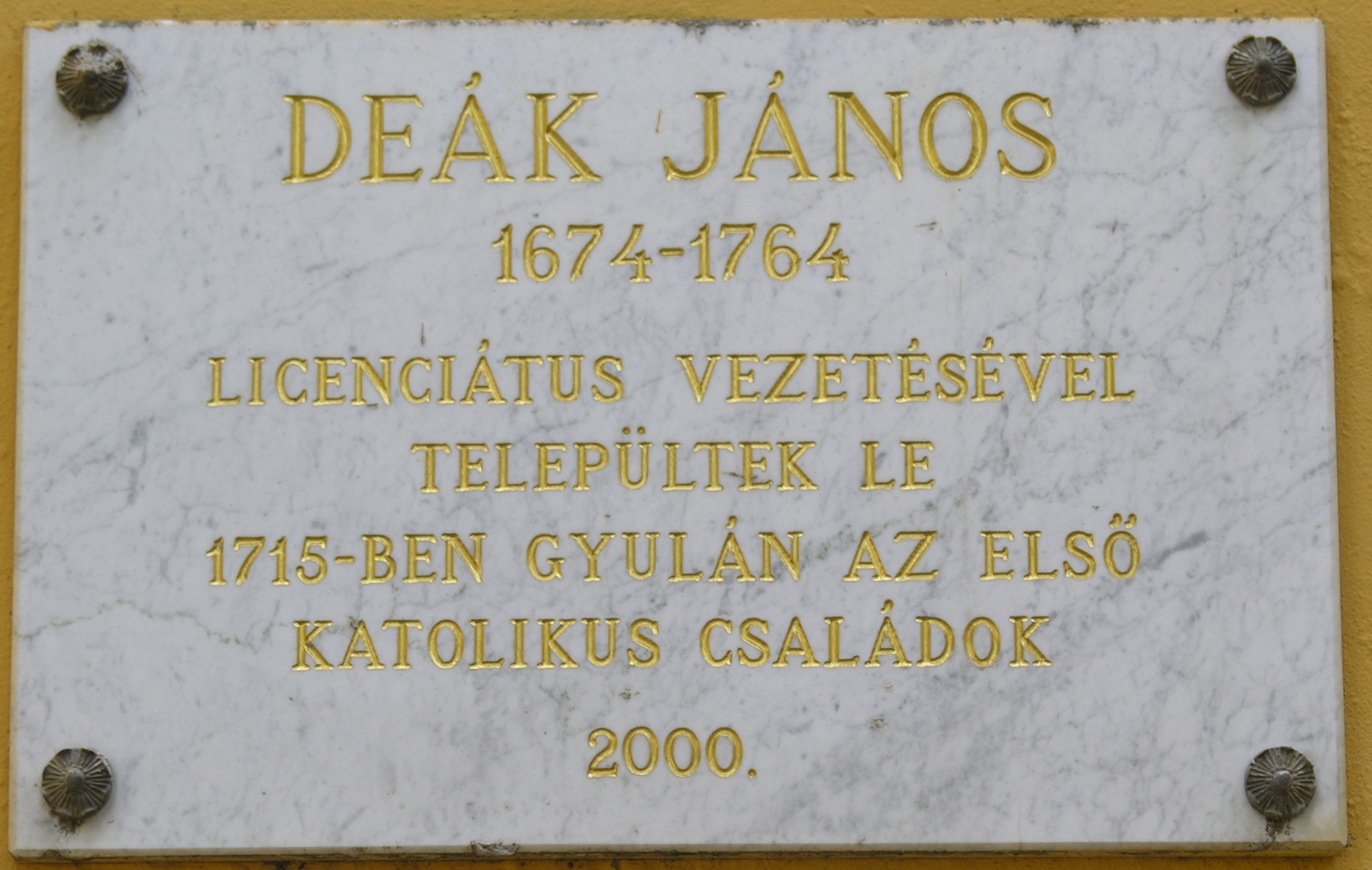
Deák János, Harruckern tér
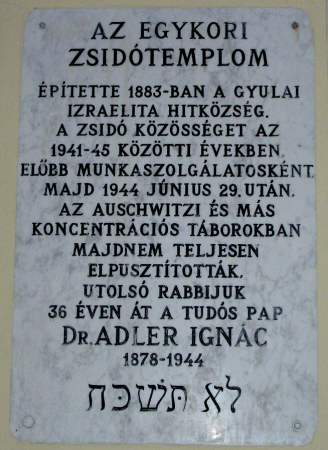
Egykori zsinagóga, Bartók Béla utca 3.
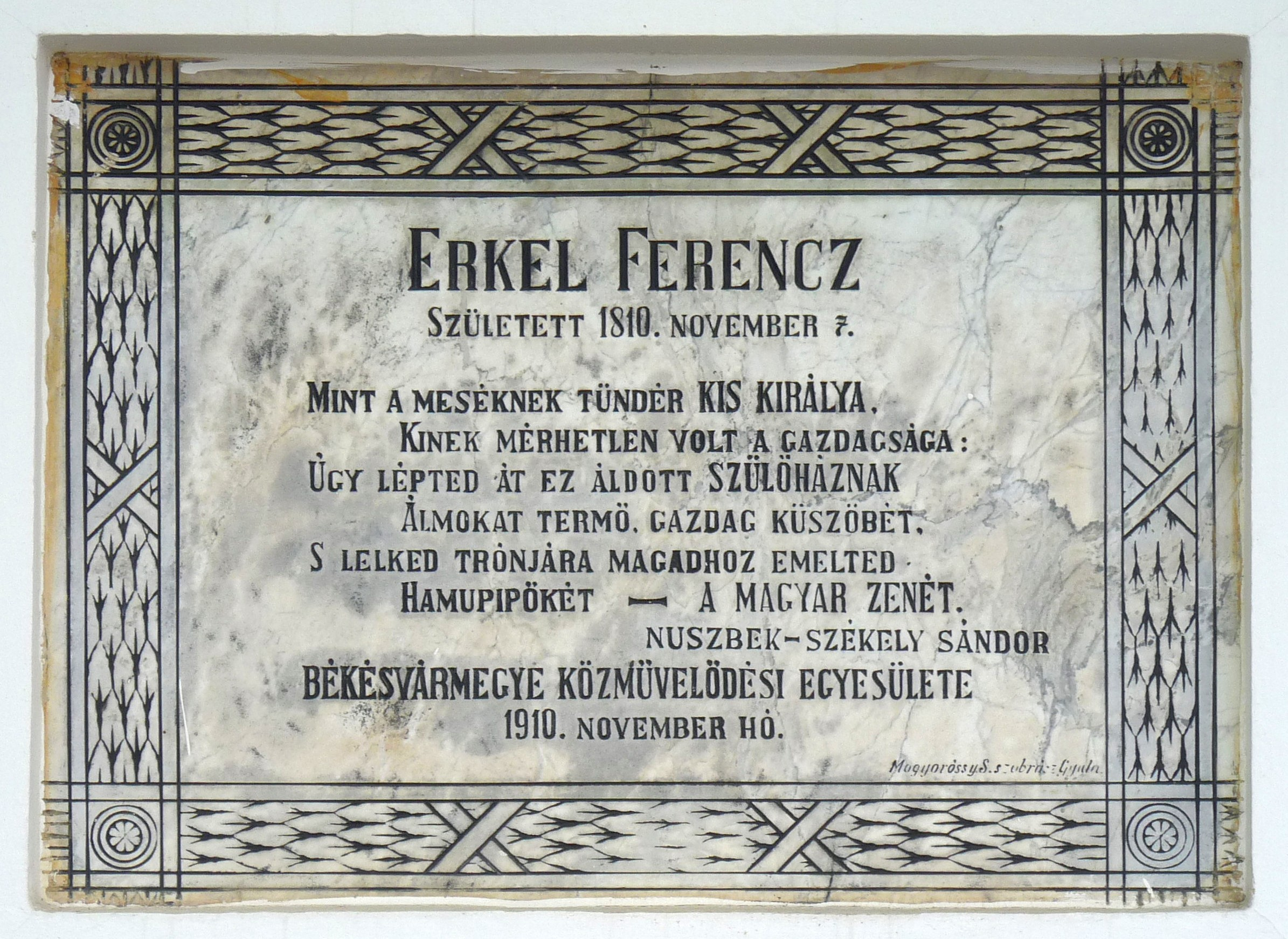
Erkel Ferenc, Apor Vilmos tér 7. alkotó: Mogyoróssy Sándor
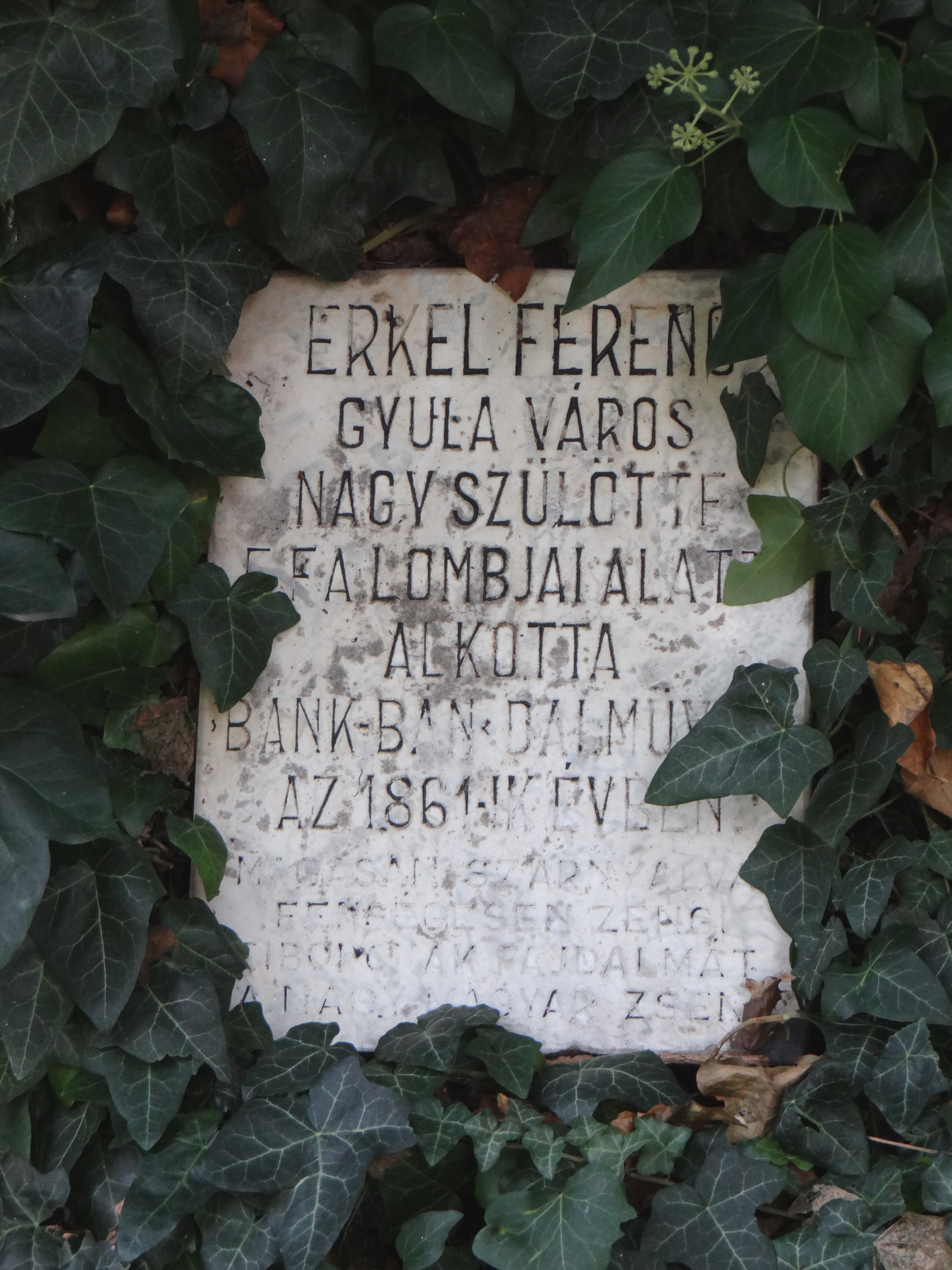
Erkel Ferenc, A Várfürdő parkja
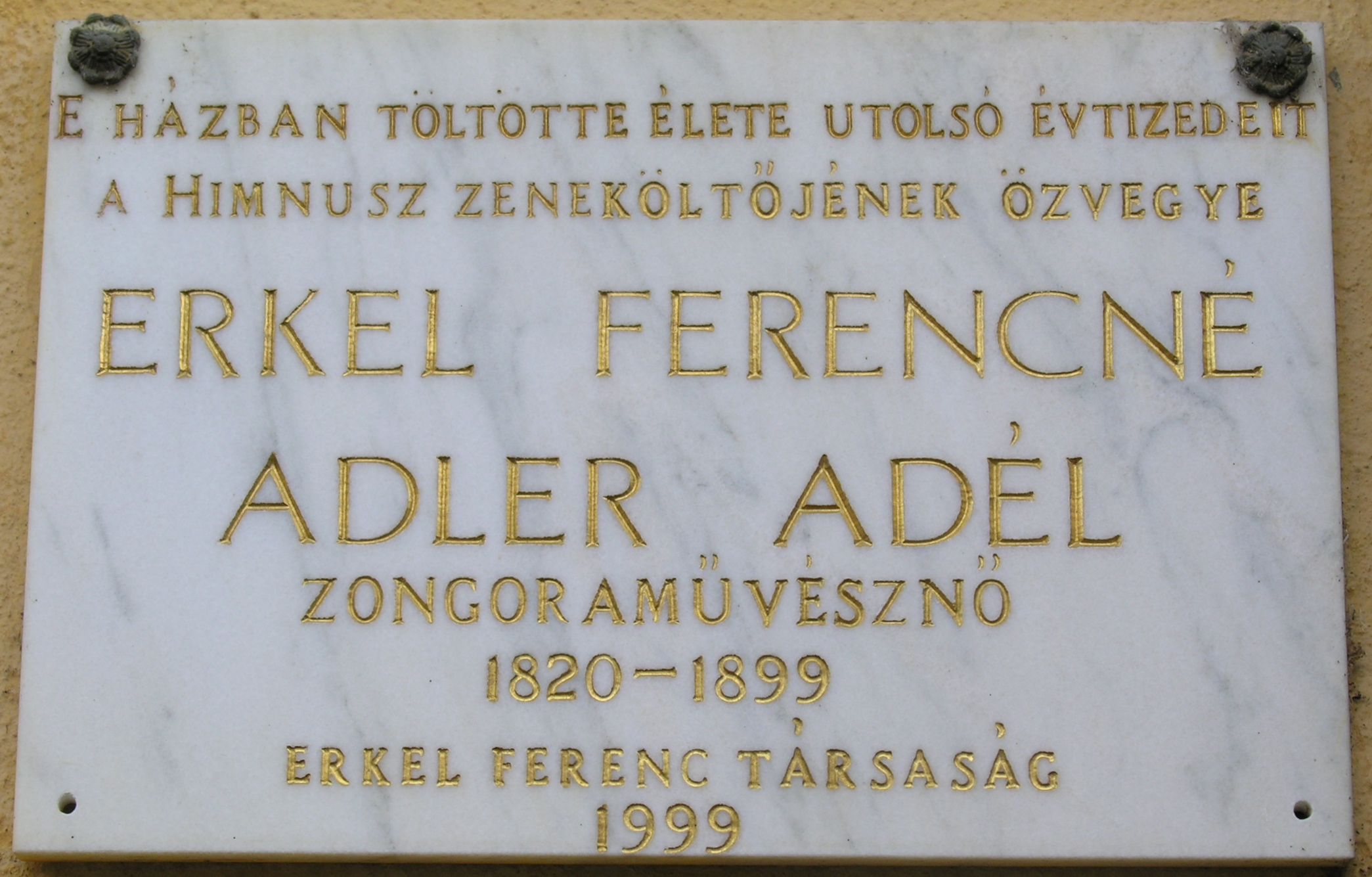
Erkel Ferencné Adler Adél, Kossuth Lajos utca 30.
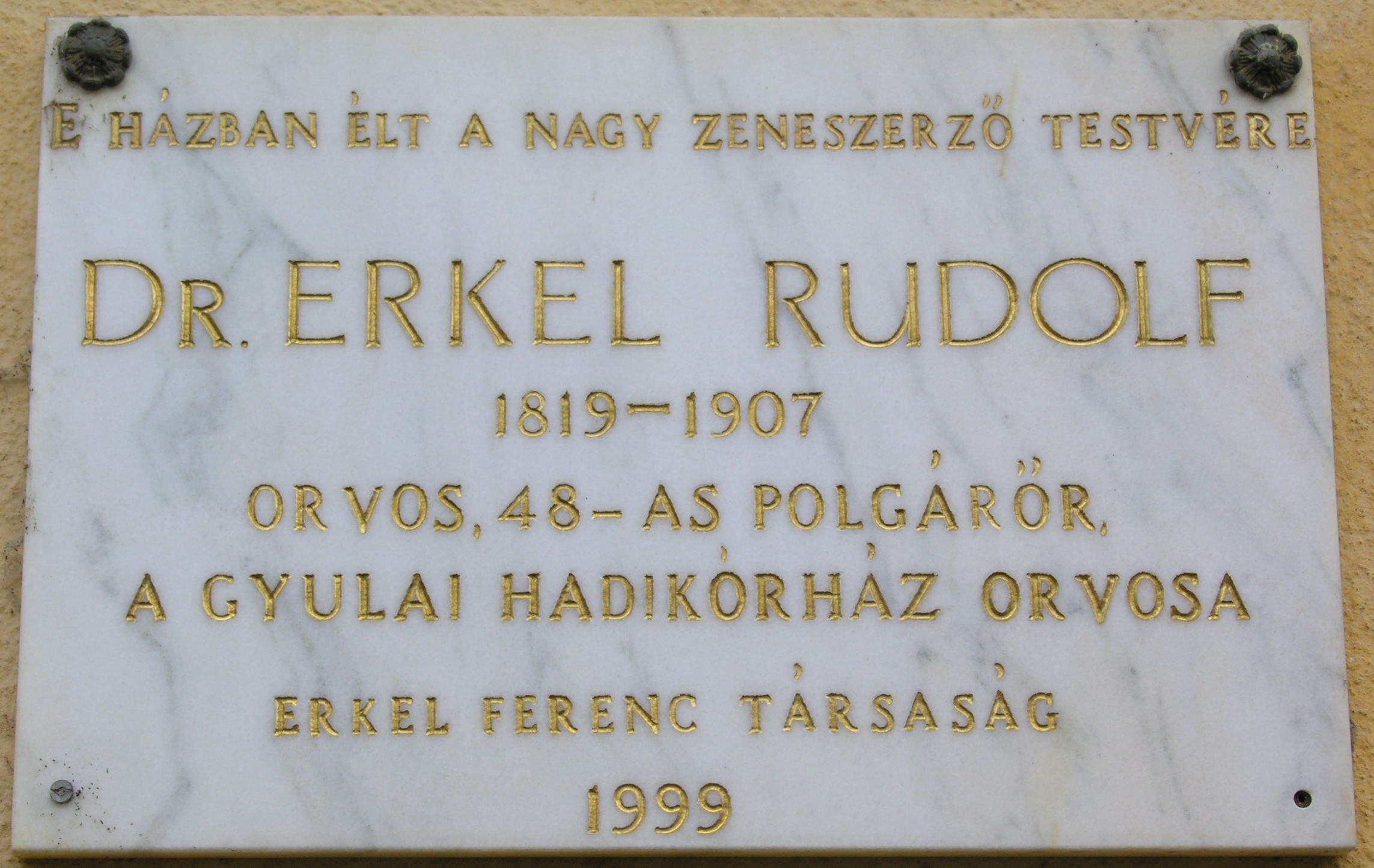
Erkel Rudolf, Kossuth Lajos utca 30.
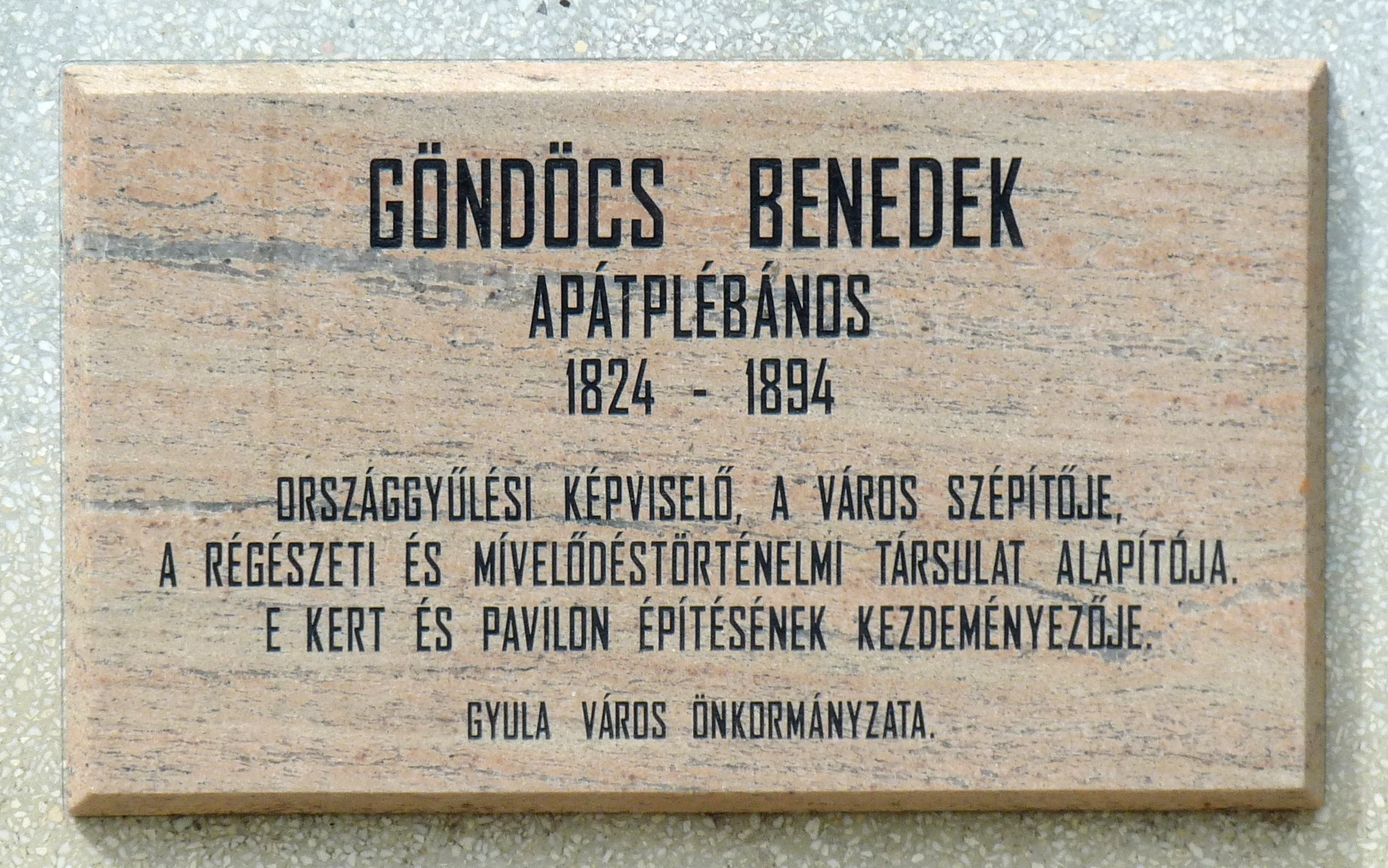
Göndöcs Benedek, Béke sugárút 35.
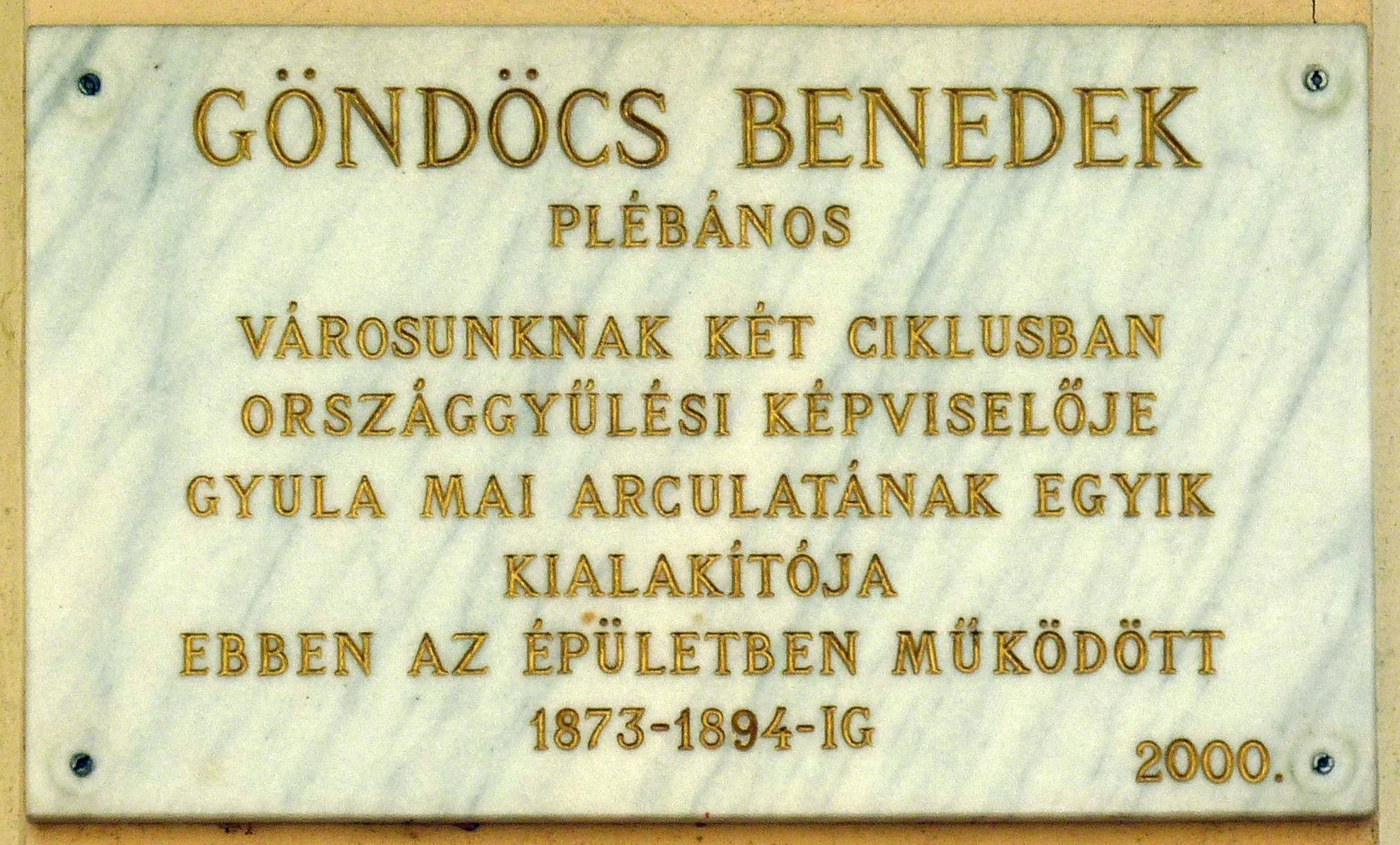
Göndöcs Benedek, Harruckern tér 1.
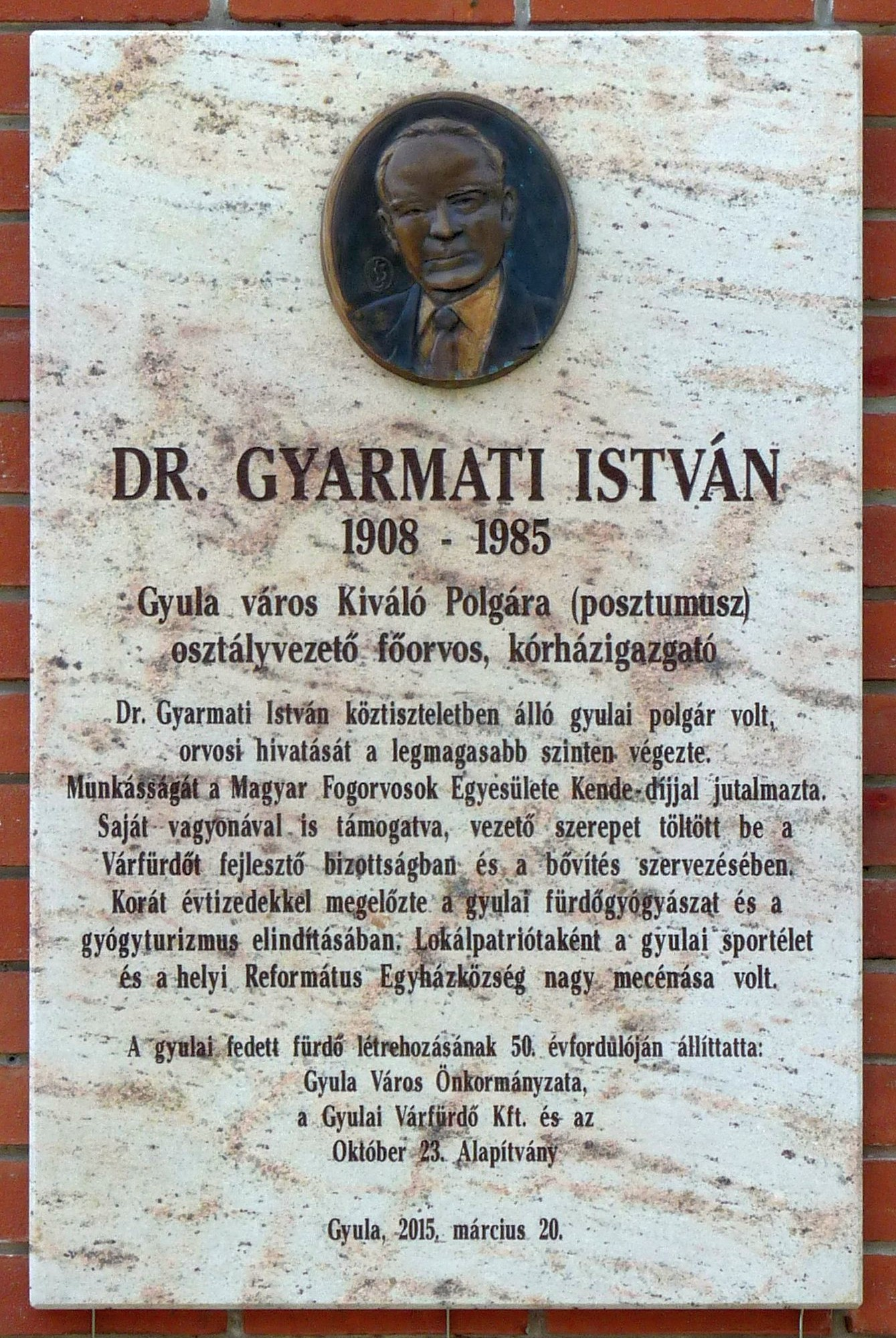
Gyarmati István dr., Várkert utca 2. alkotó: Szőke Sándor
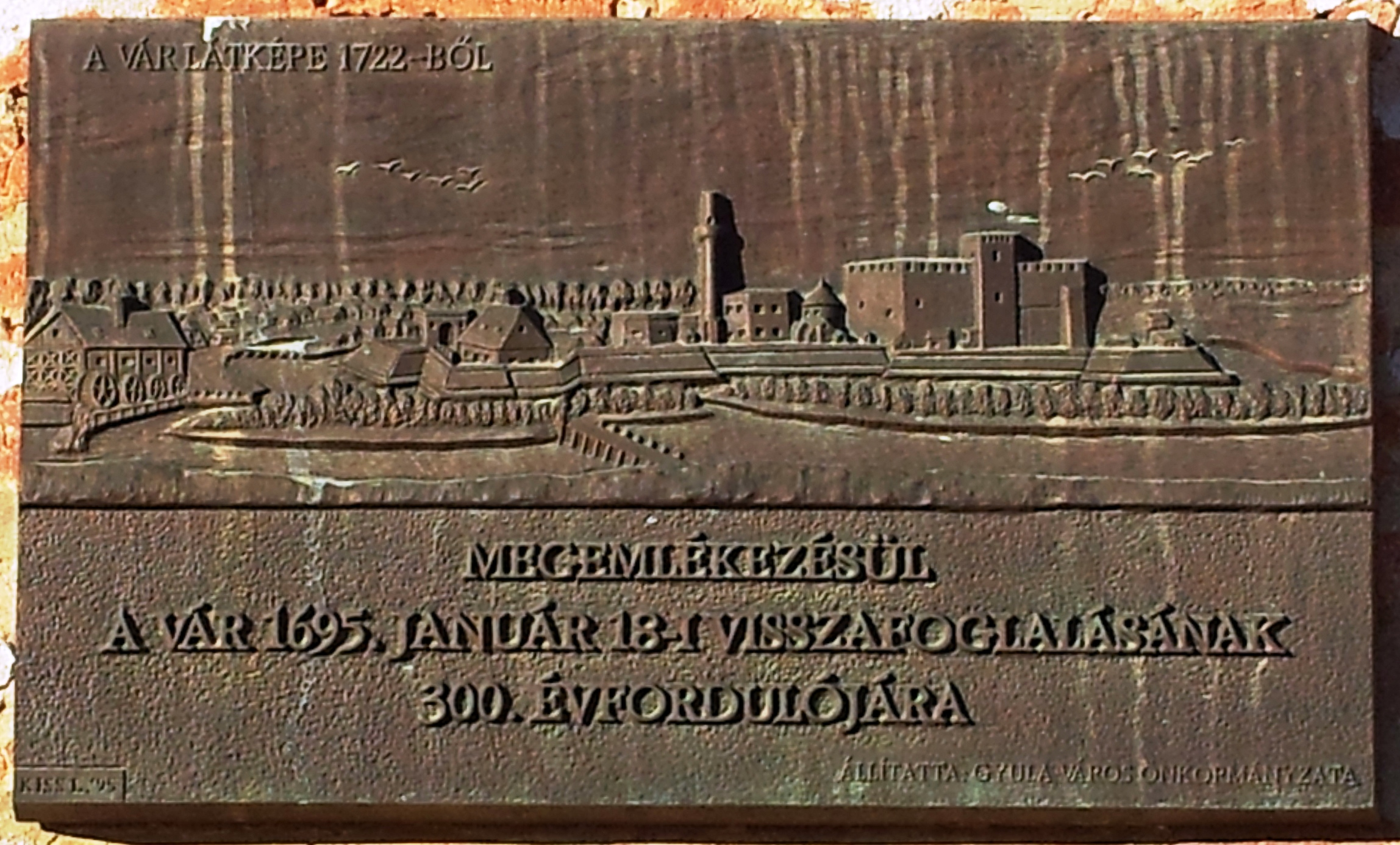
A gyulai vár visszavételének 300. évfordulója, Várfürdő út alkotó: Kiss László György
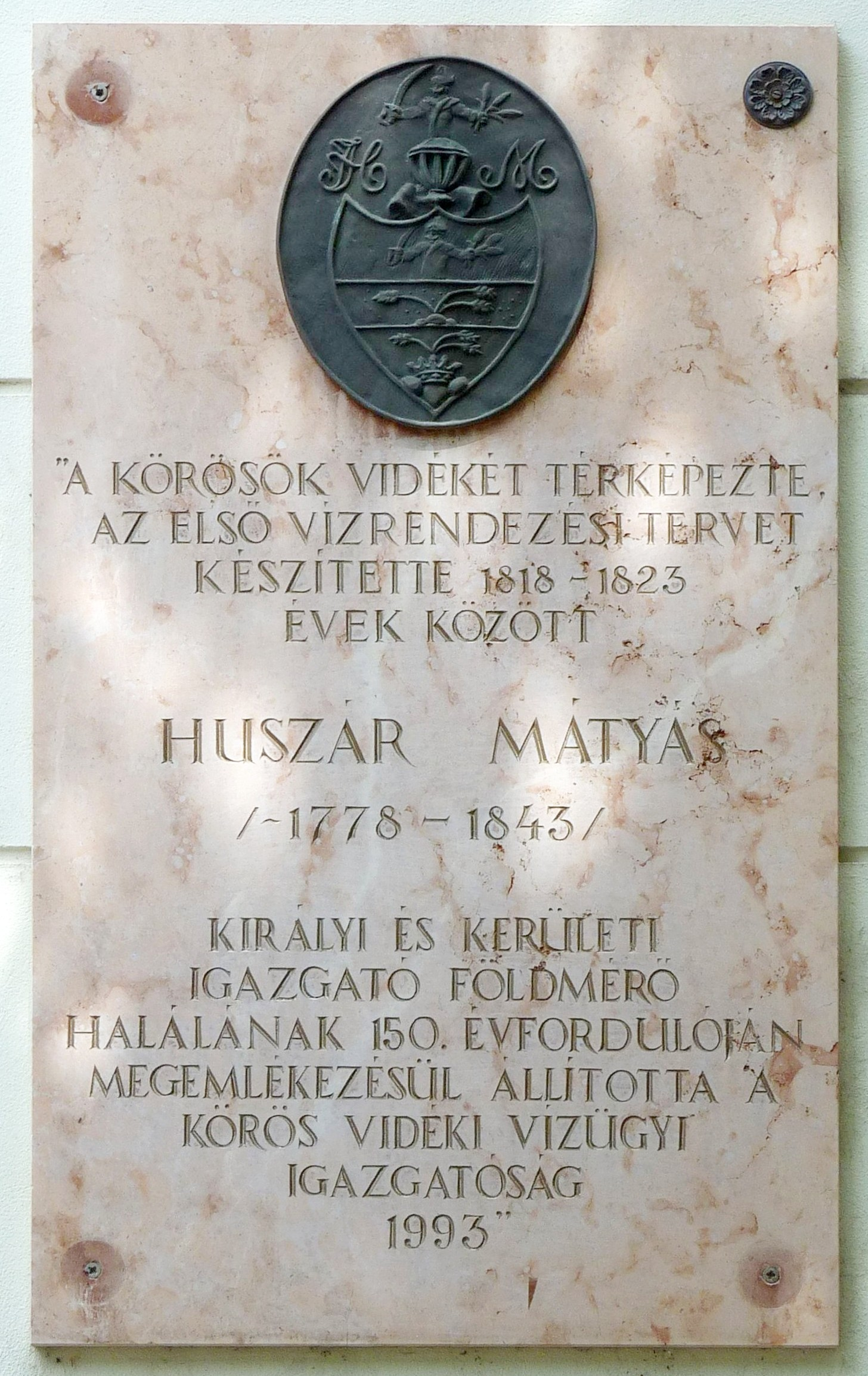
Huszár Mátyás, Városház utca 26. alkotó: Kiss László György
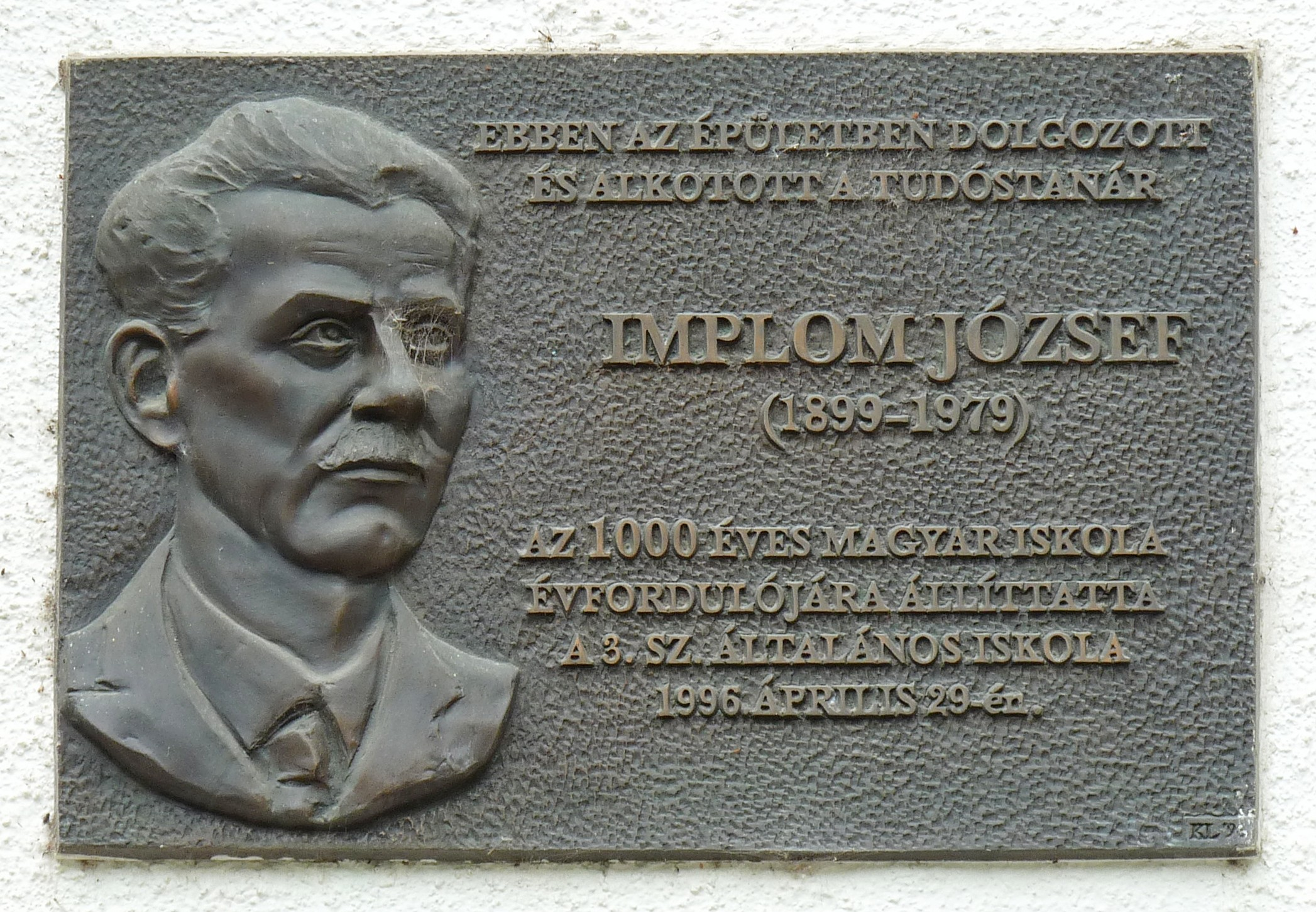
Implom József, Béke sugárút 49. alkotó: Kiss László György
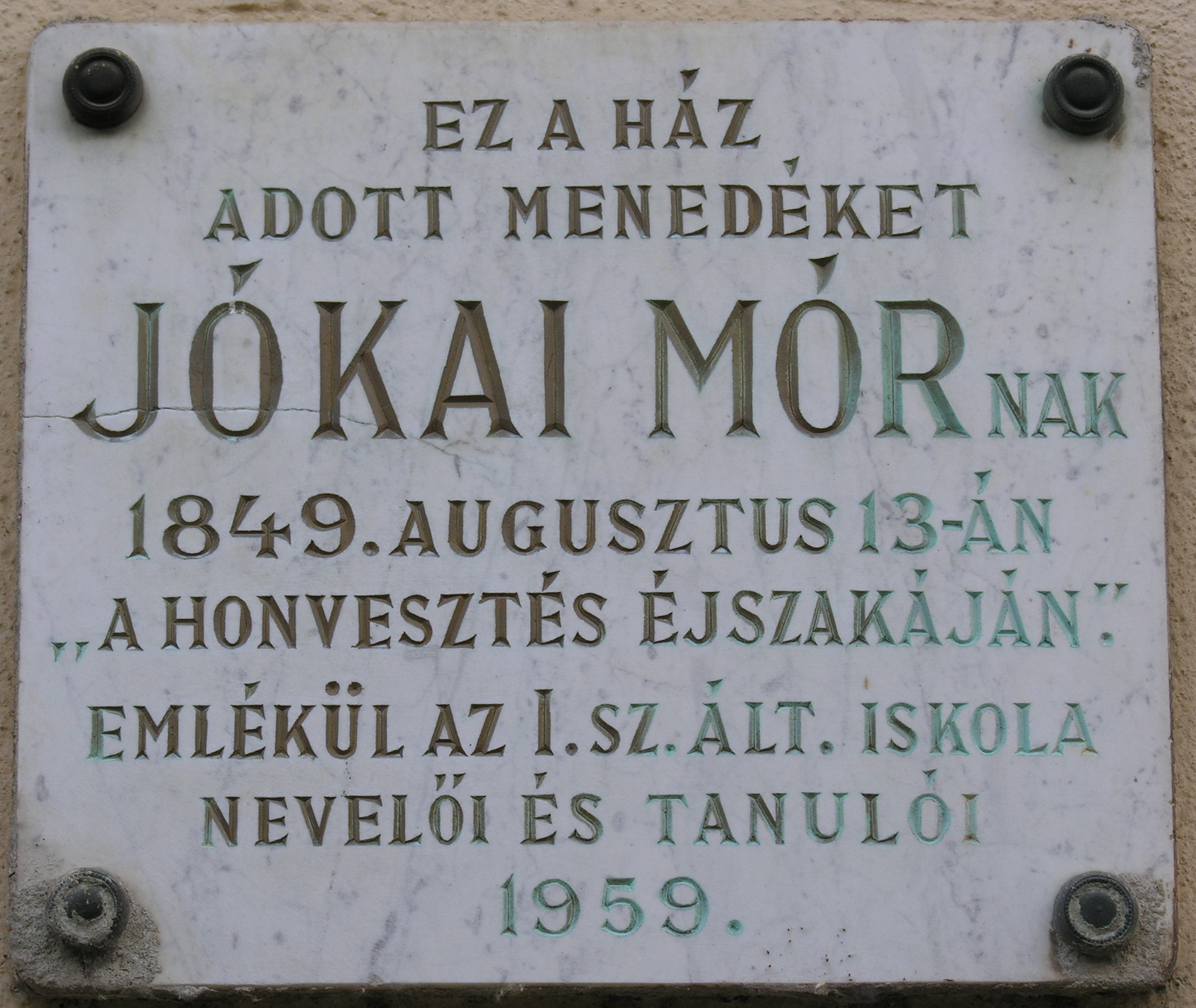
Jókai Mór, Kossuth Lajos utca 30.
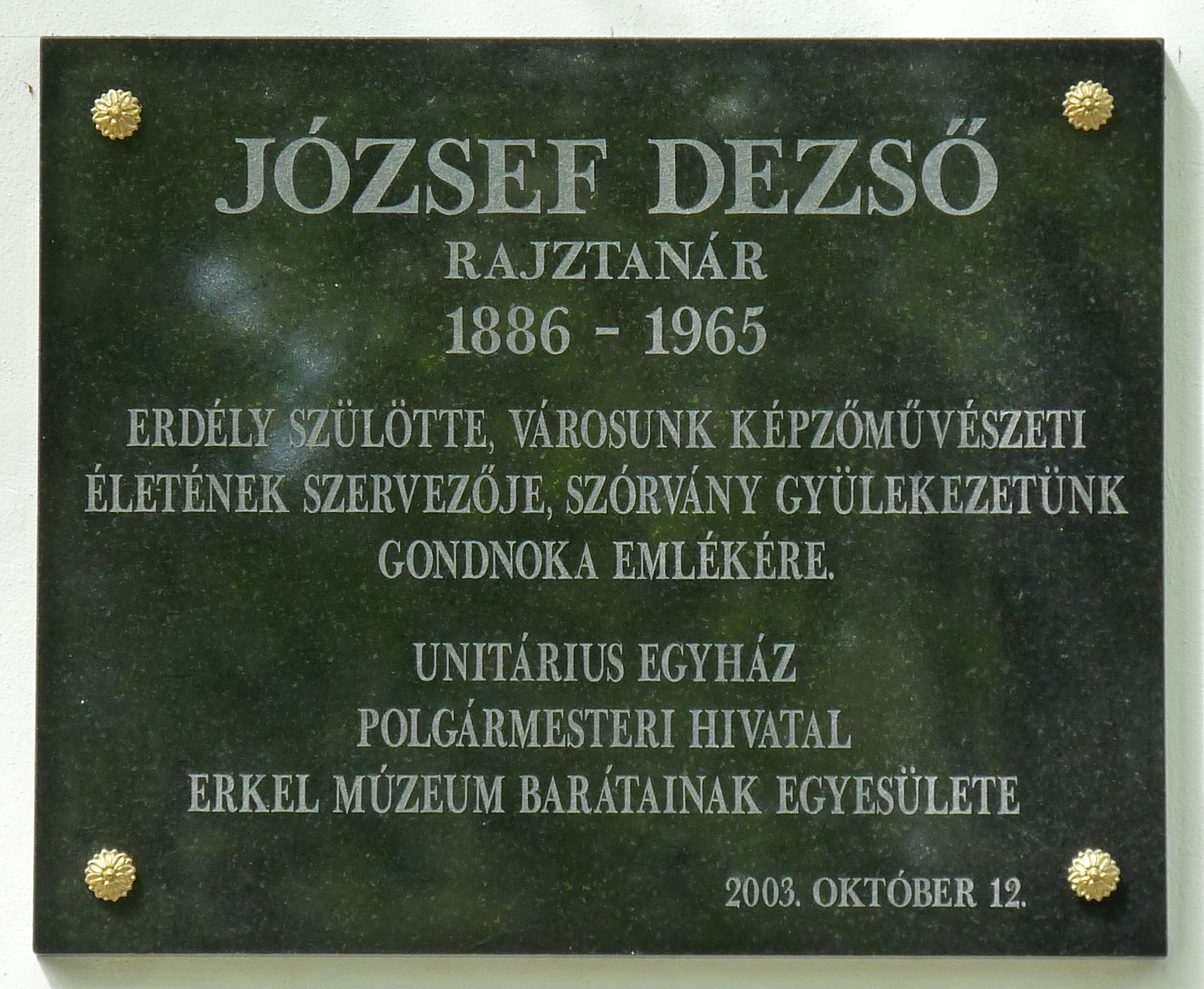
József Dezső, Béke sugárút 35.
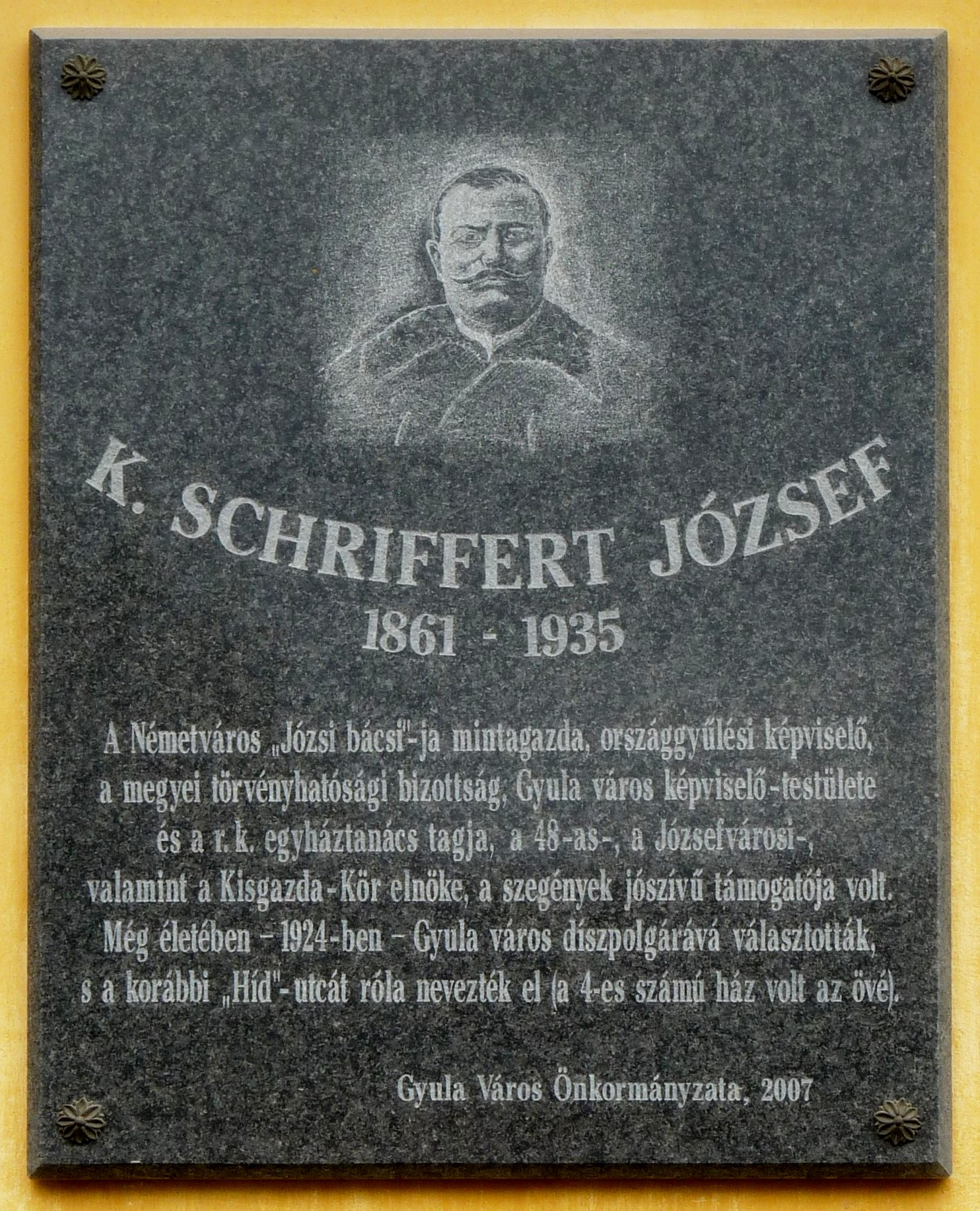
K. Schriffert József, Keleti Schriffert József utca 1.
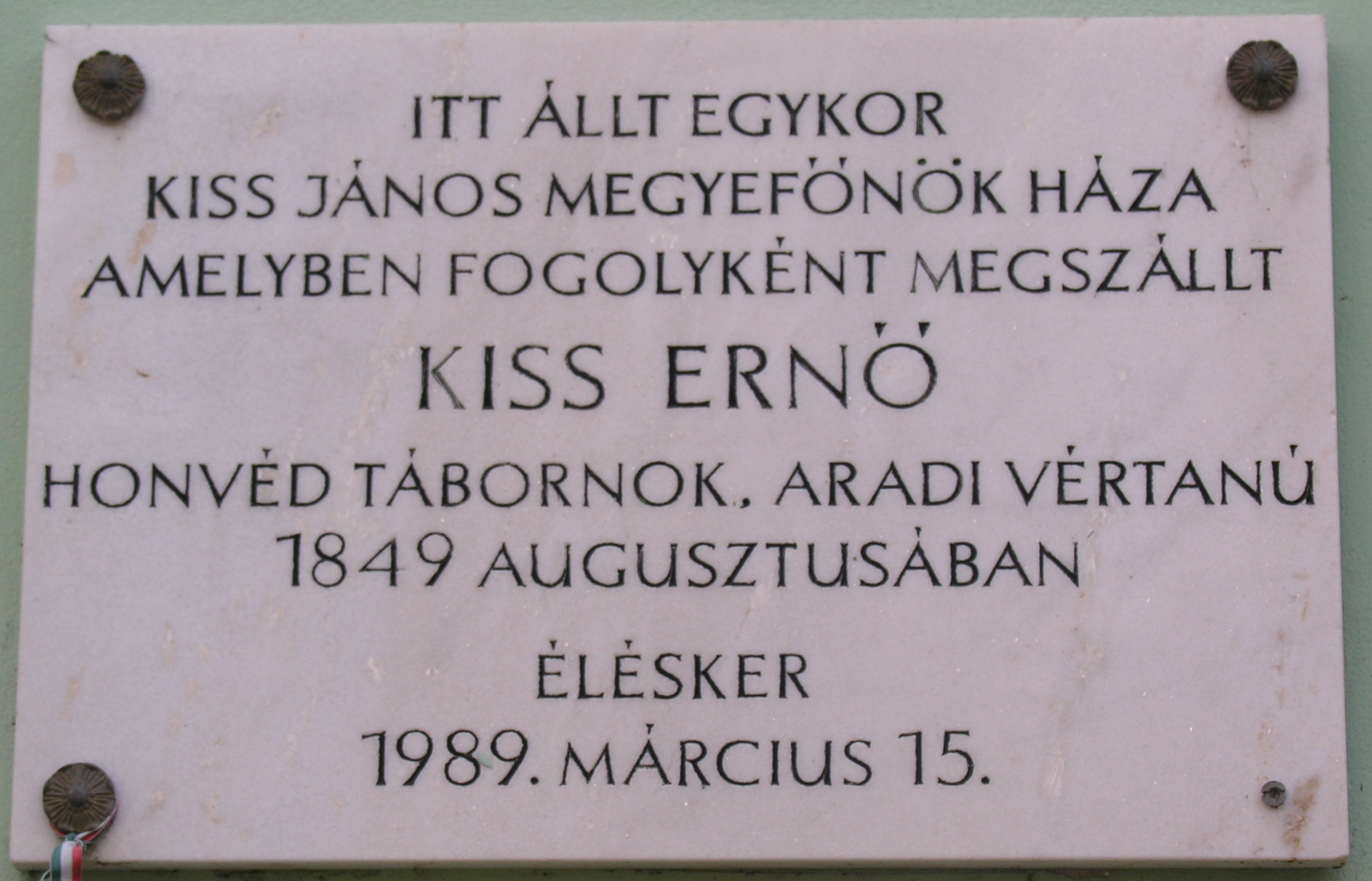
Kiss Ernő, Kossuth Lajos utca 13.
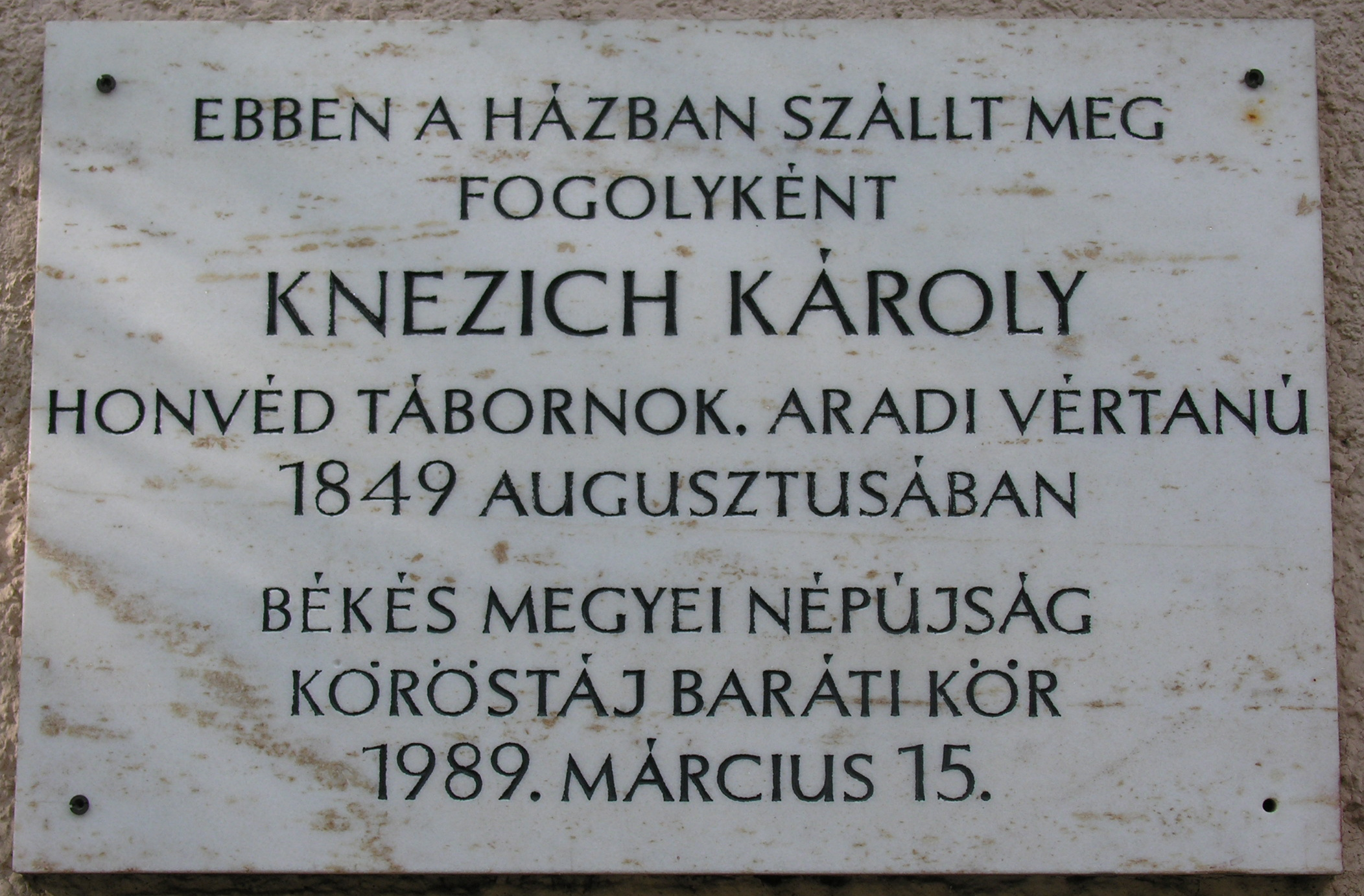
Knezić Károly, Jókai Mór utca 8.
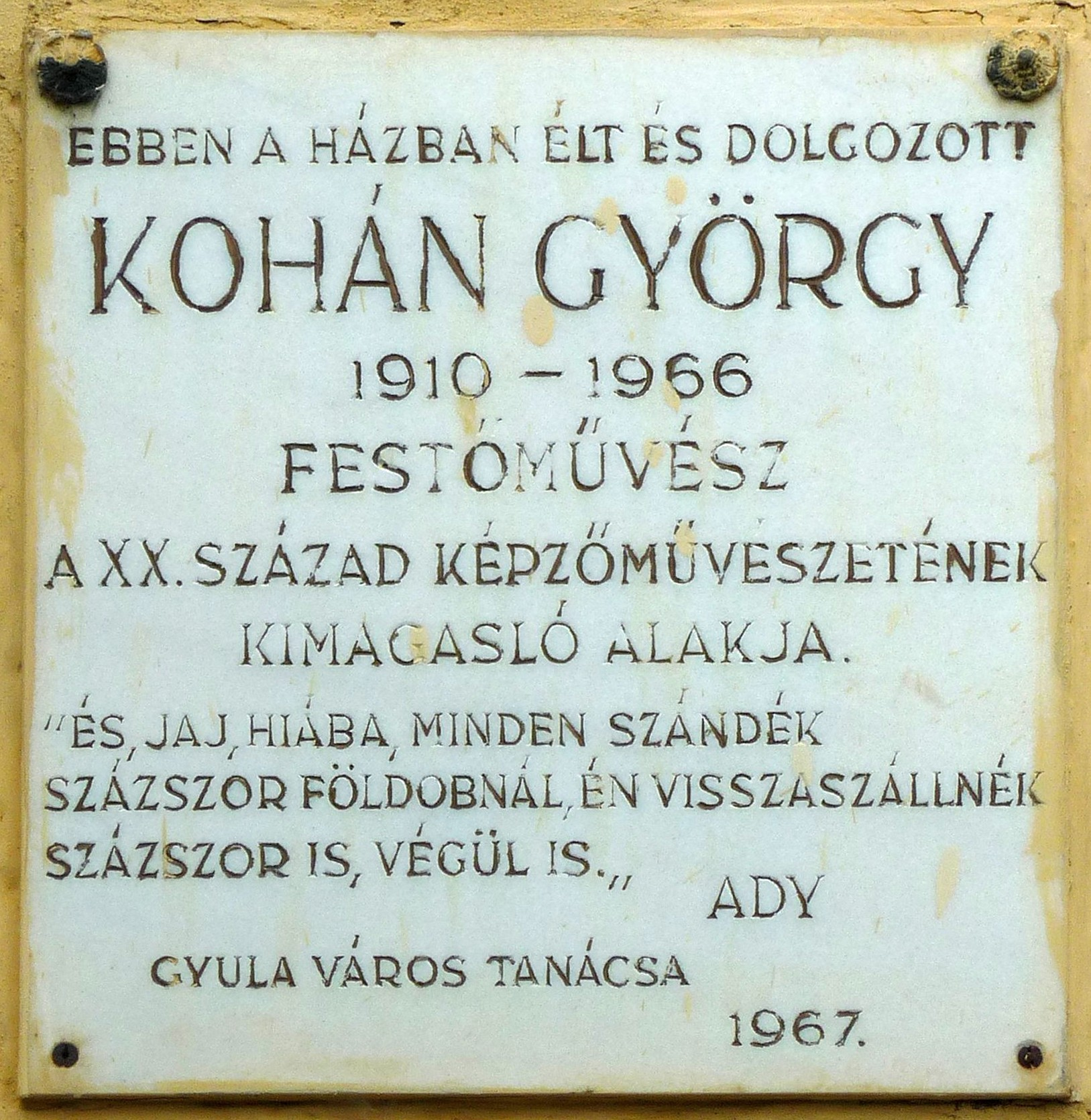
Kohán György, Kerecsényi utca 17.
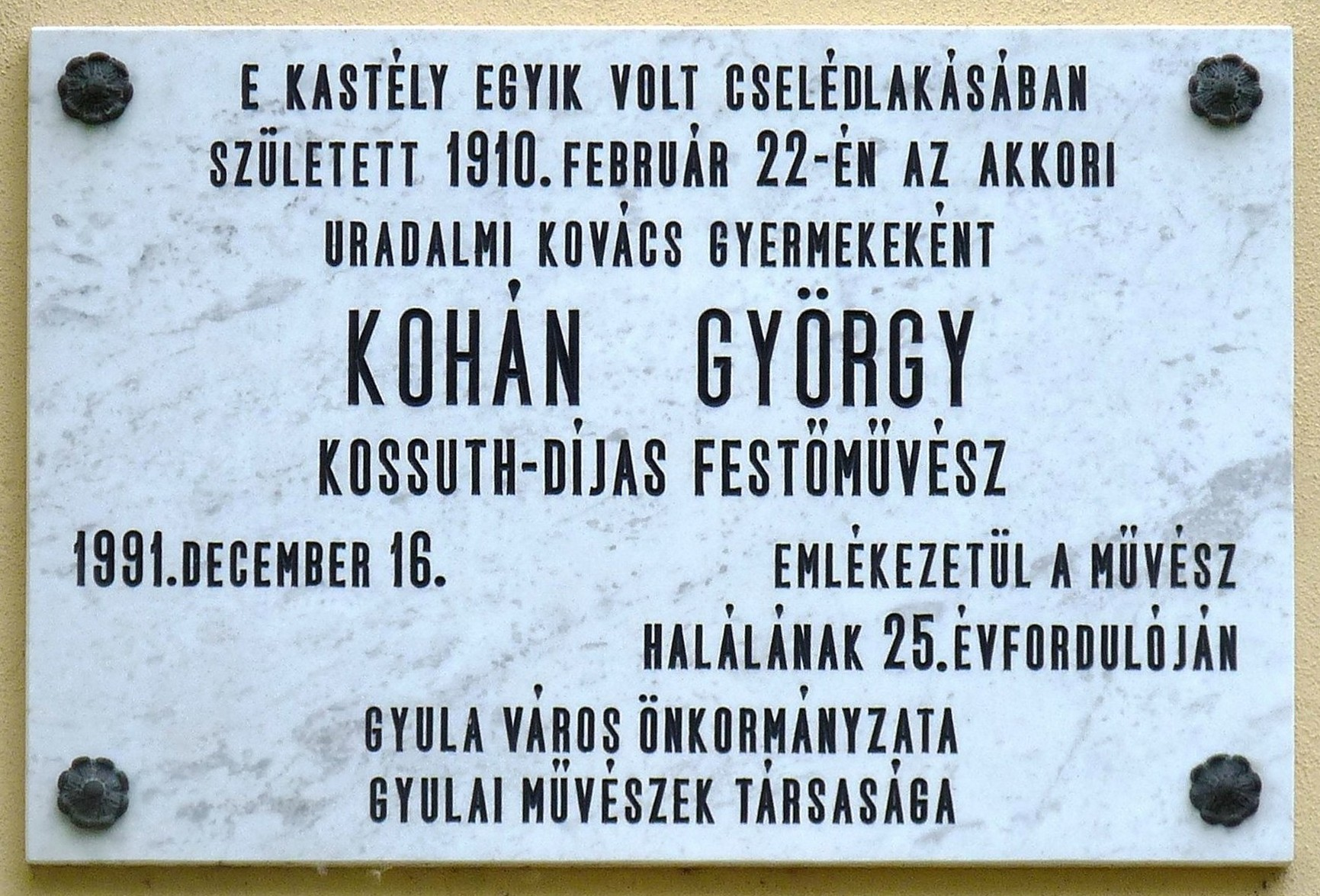
Kohán György, Külterület 4.
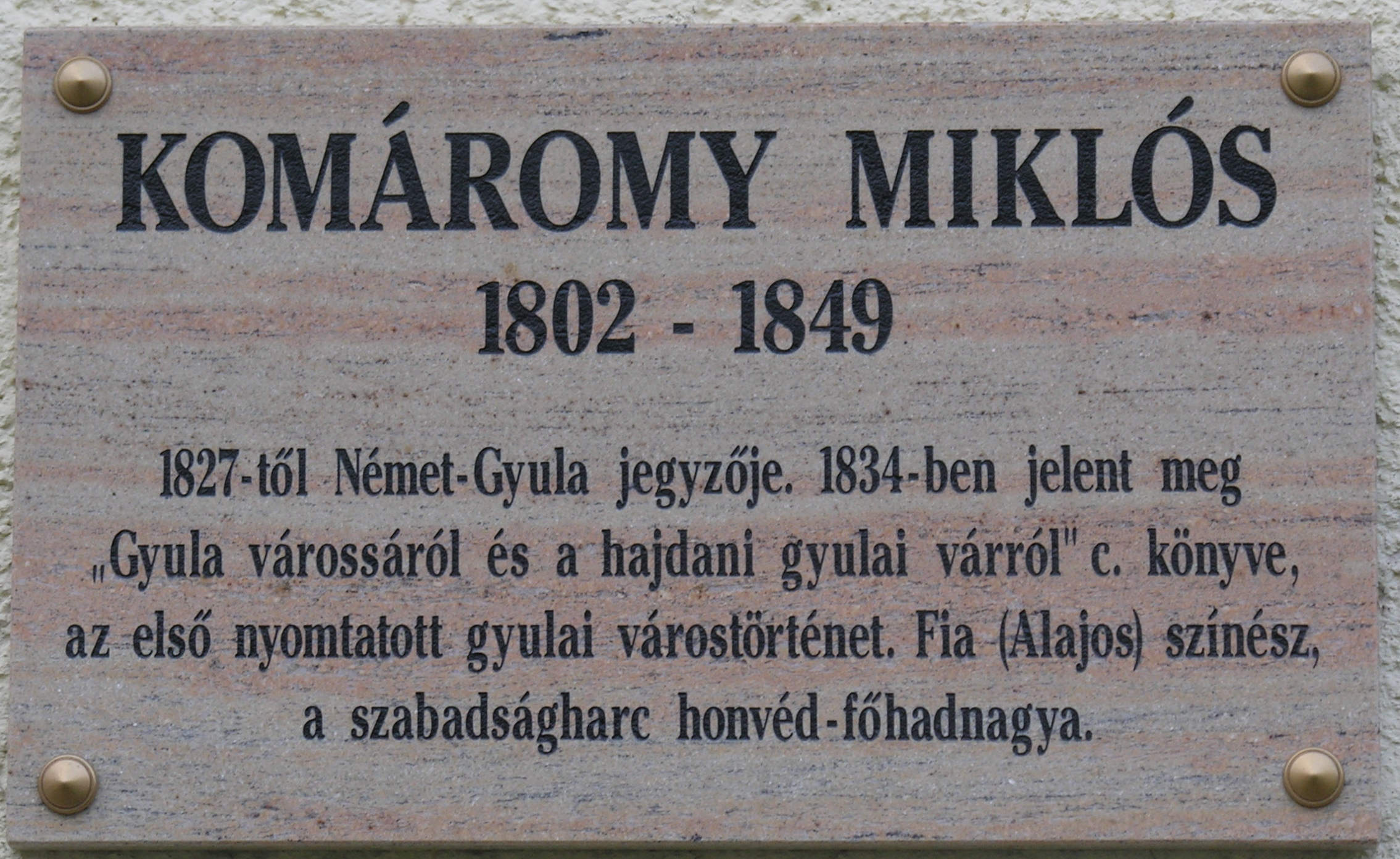
Komáromy Miklós, Komáromy utca 8.
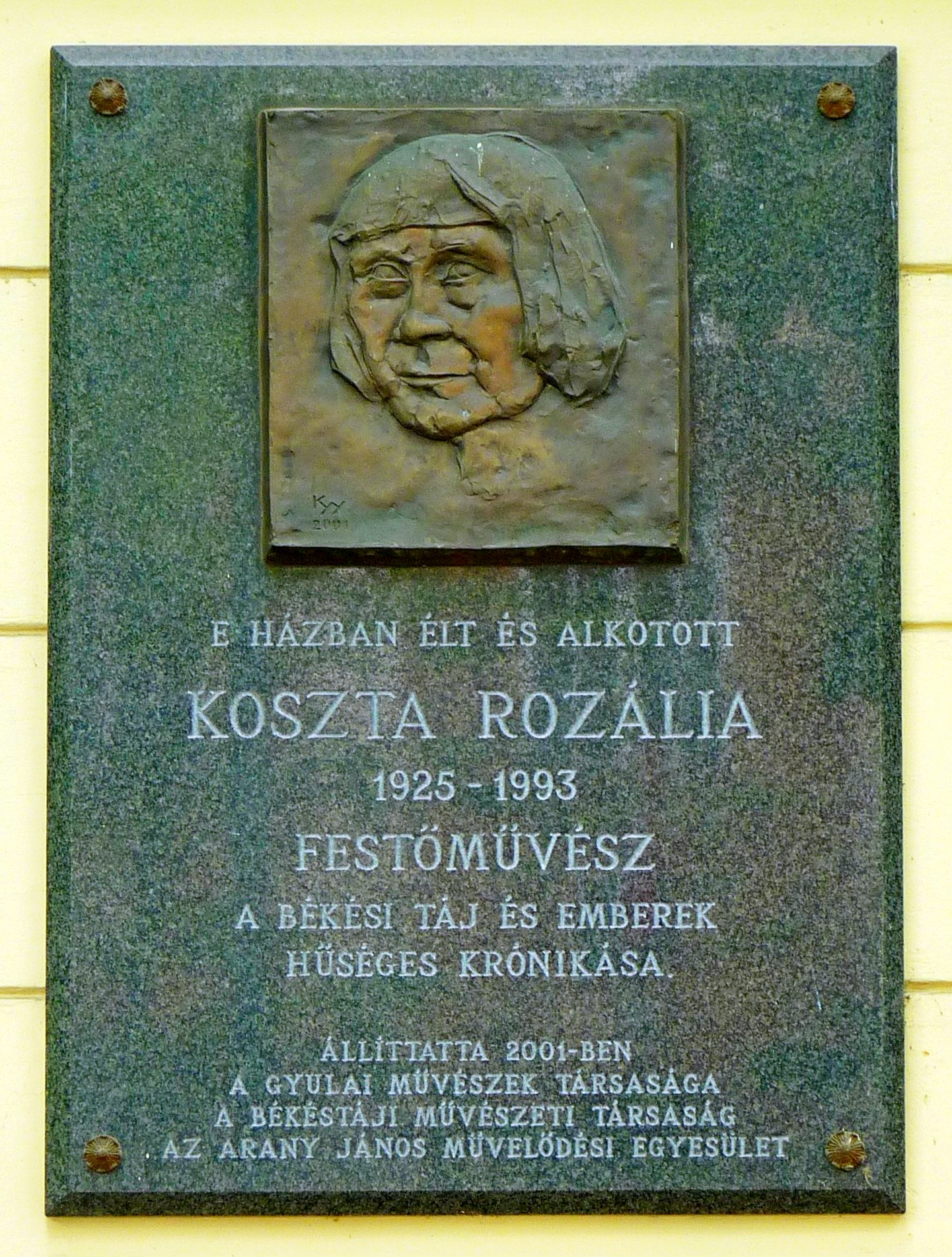
Koszta Rozália, Béke sugárút 48. alkotó: Kiss György
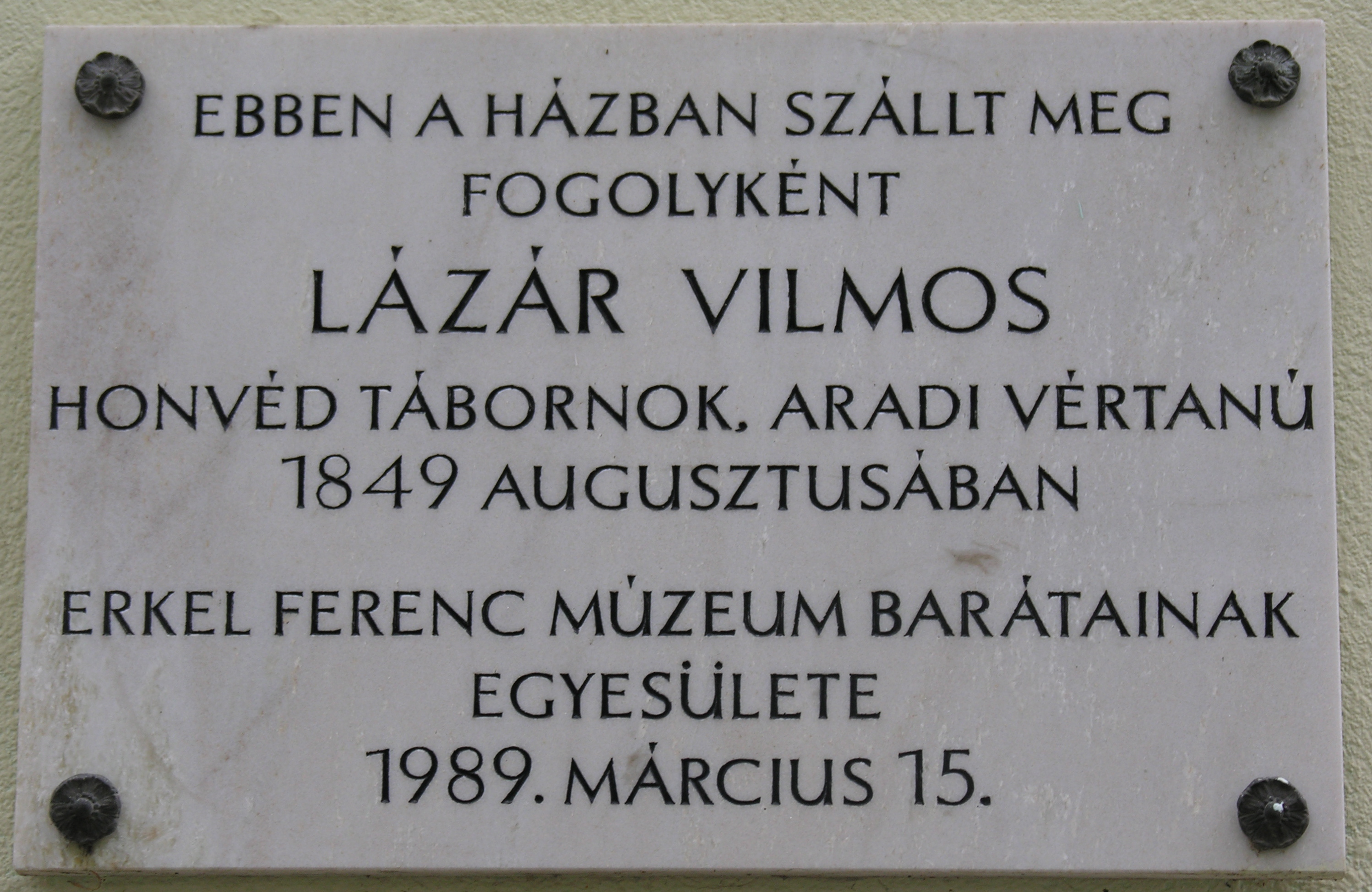
Lázár Vilmos, Kossuth Lajos utca 1/b
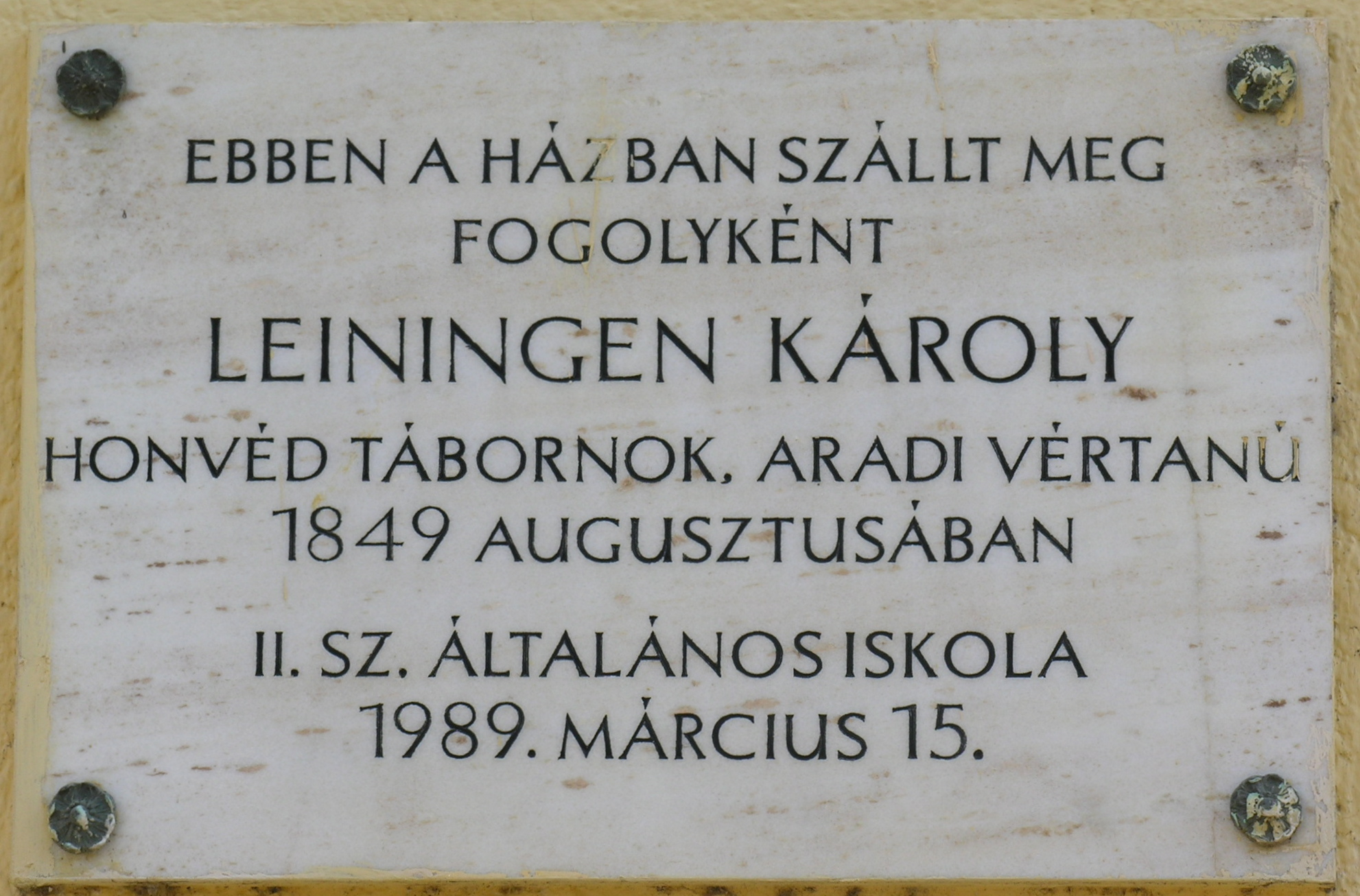
Leiningen-Westerburg Károly, Kossuth Lajos utca 18.
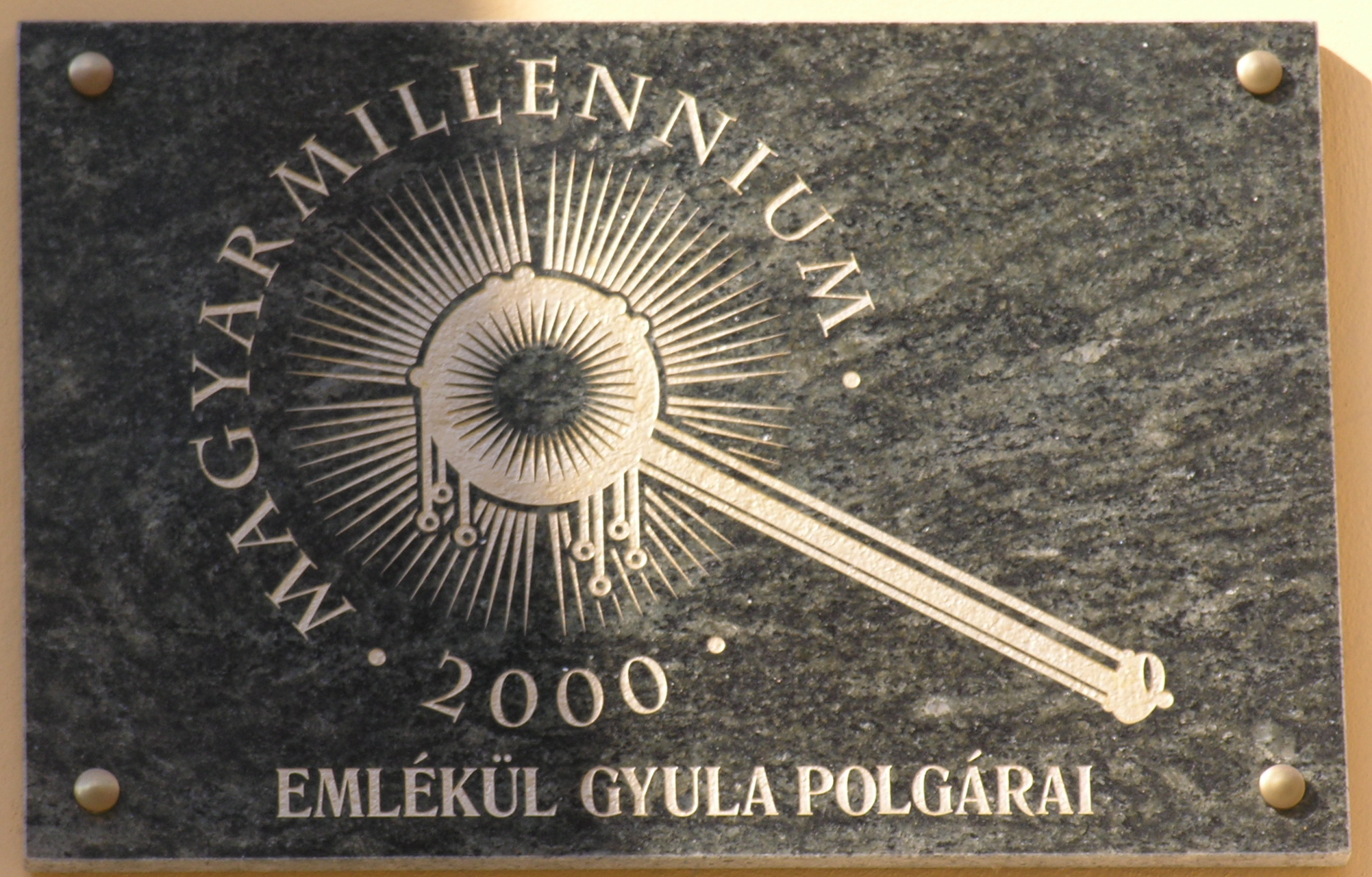
Magyar Millennium, Petőfi tér 3.
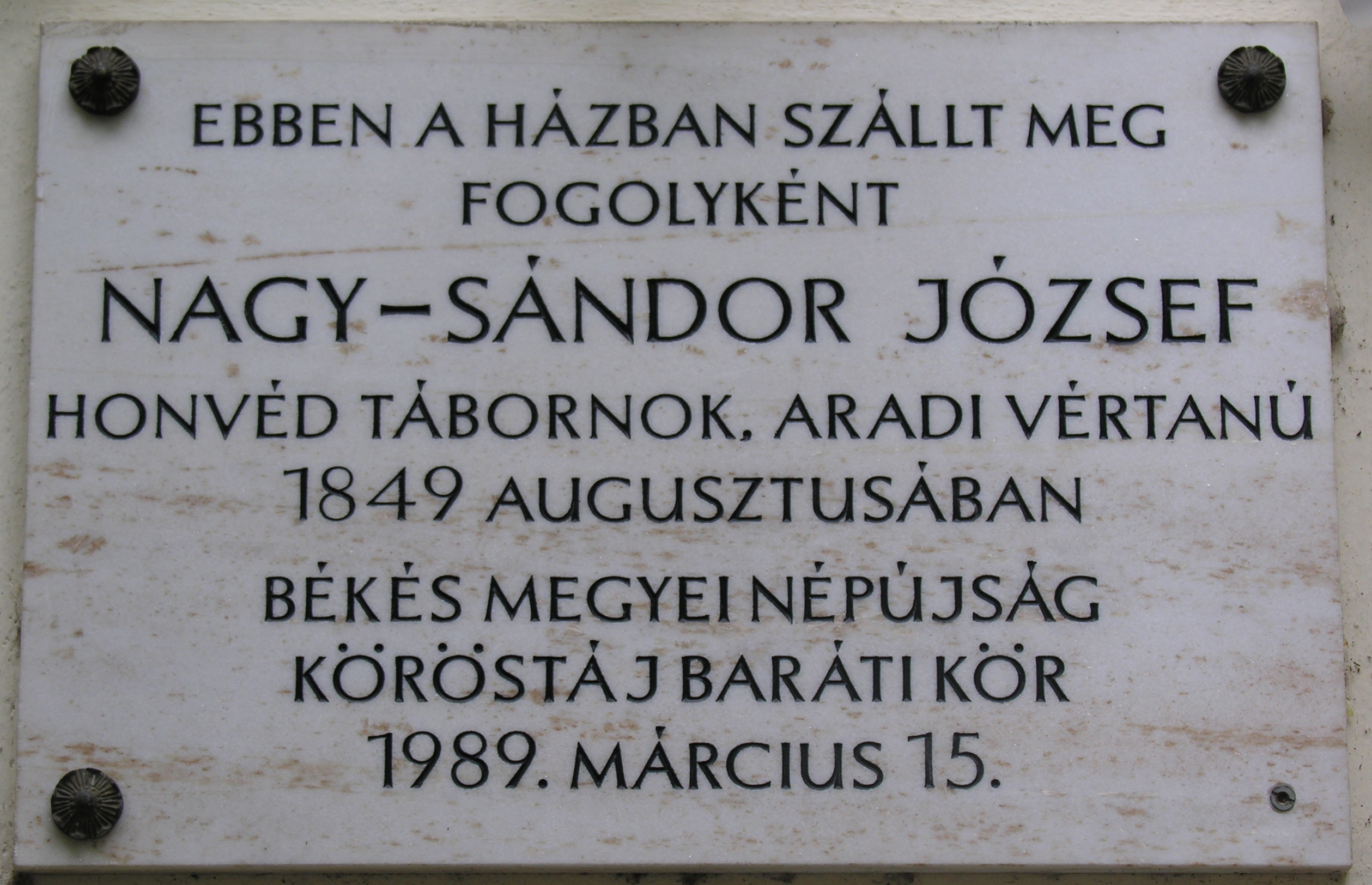
Nagysándor József, Petőfi tér 4.
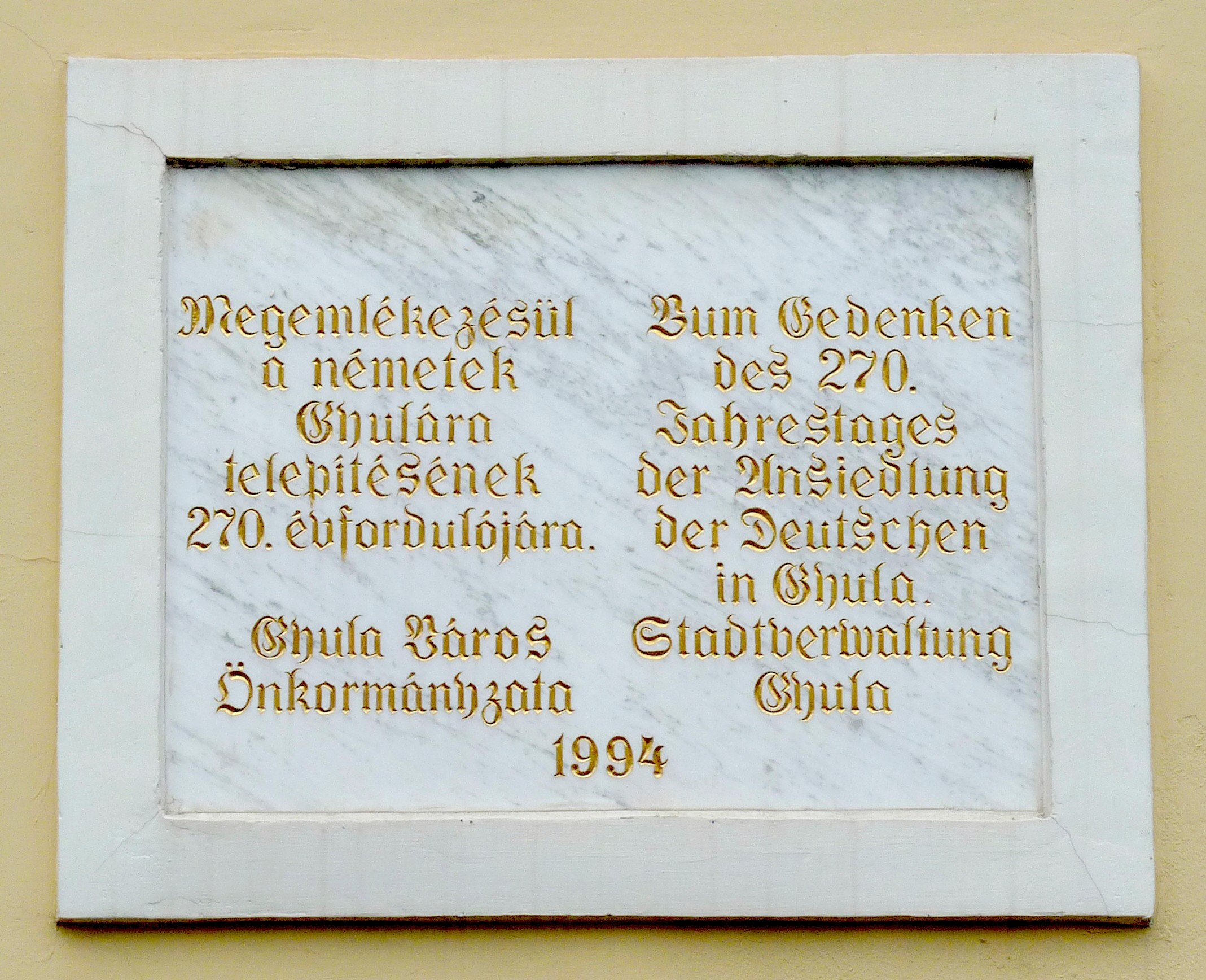
A németek letelepítésének 270. évf., Apor Vilmos tér 1.
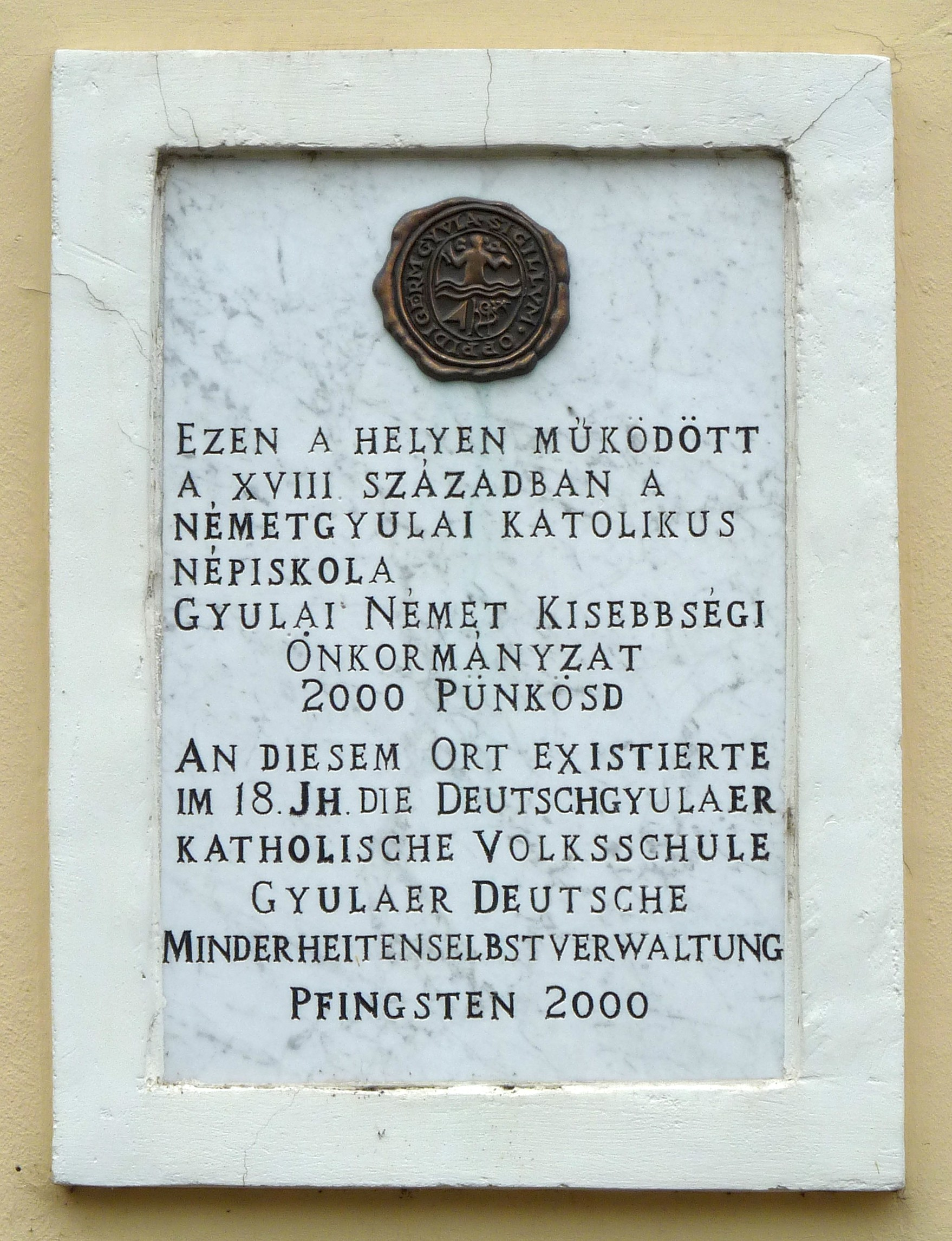
Németgyulai katolikus népiskola, Apor Vilmos tér 1.
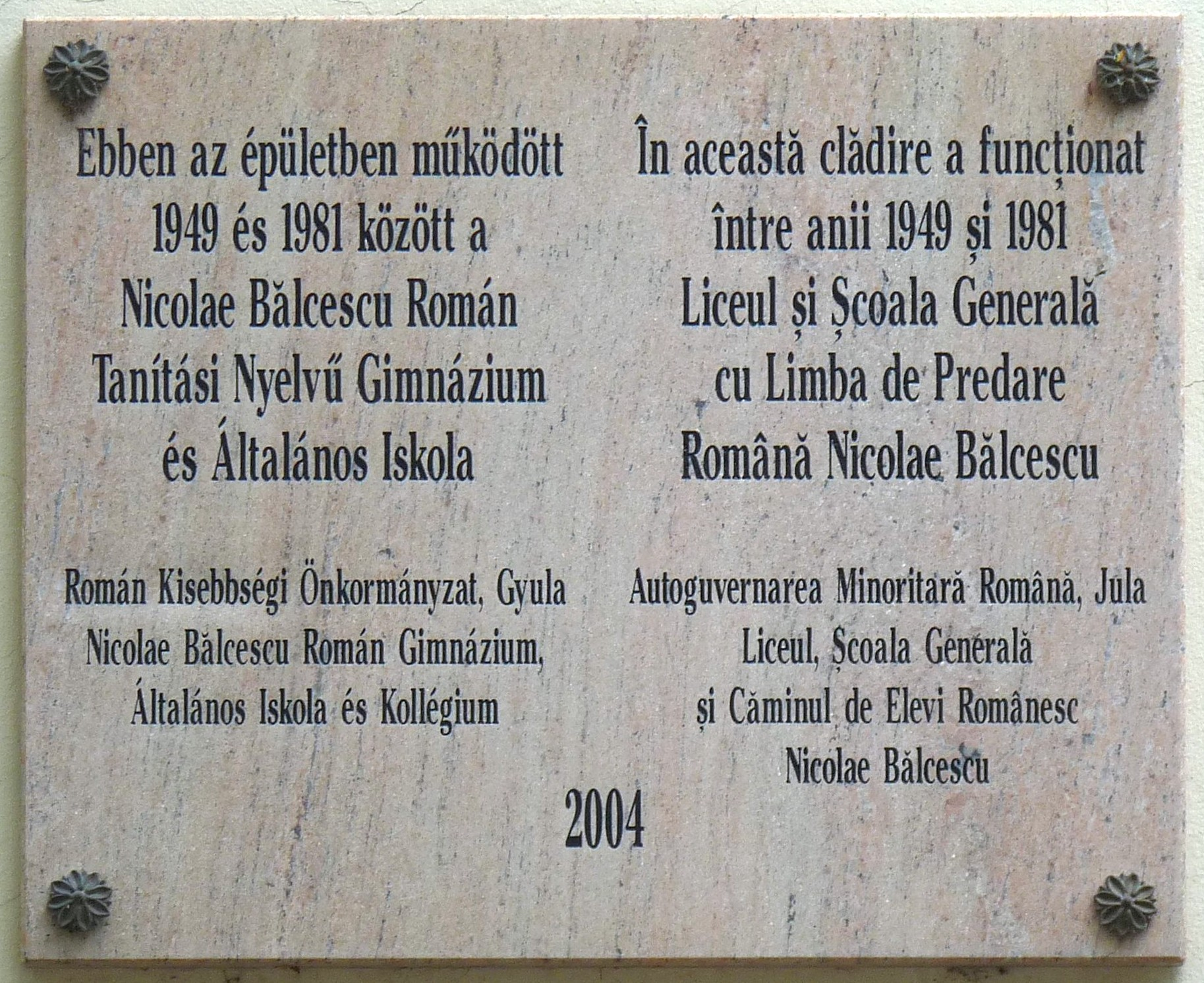
Nicolae Bălcescu Román Tanítási Nyelvű Gimnázium, Városház utca 13.
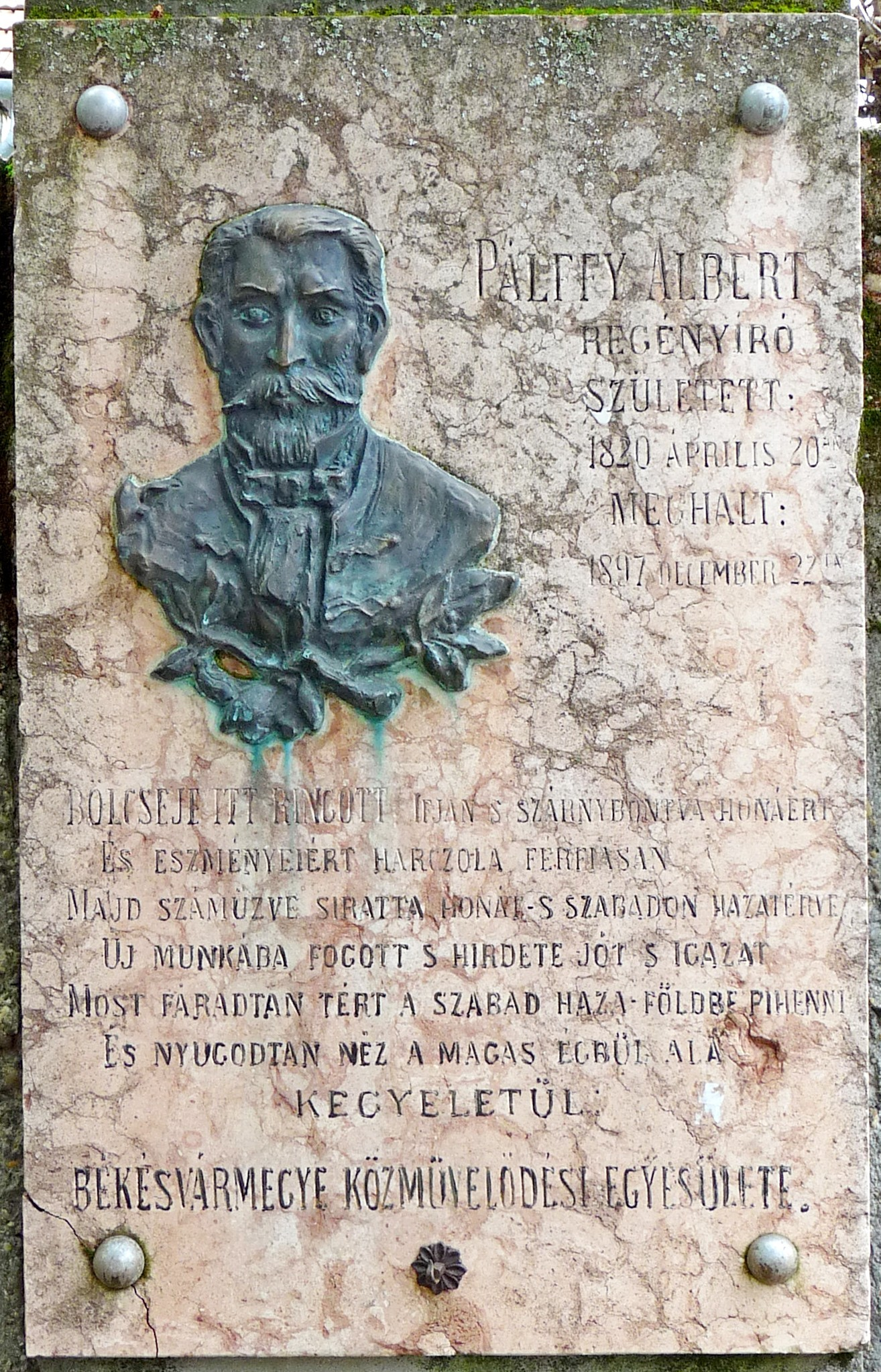
Pálffy Albert, Pálffy utca 5. alkotó: Kallós Ede
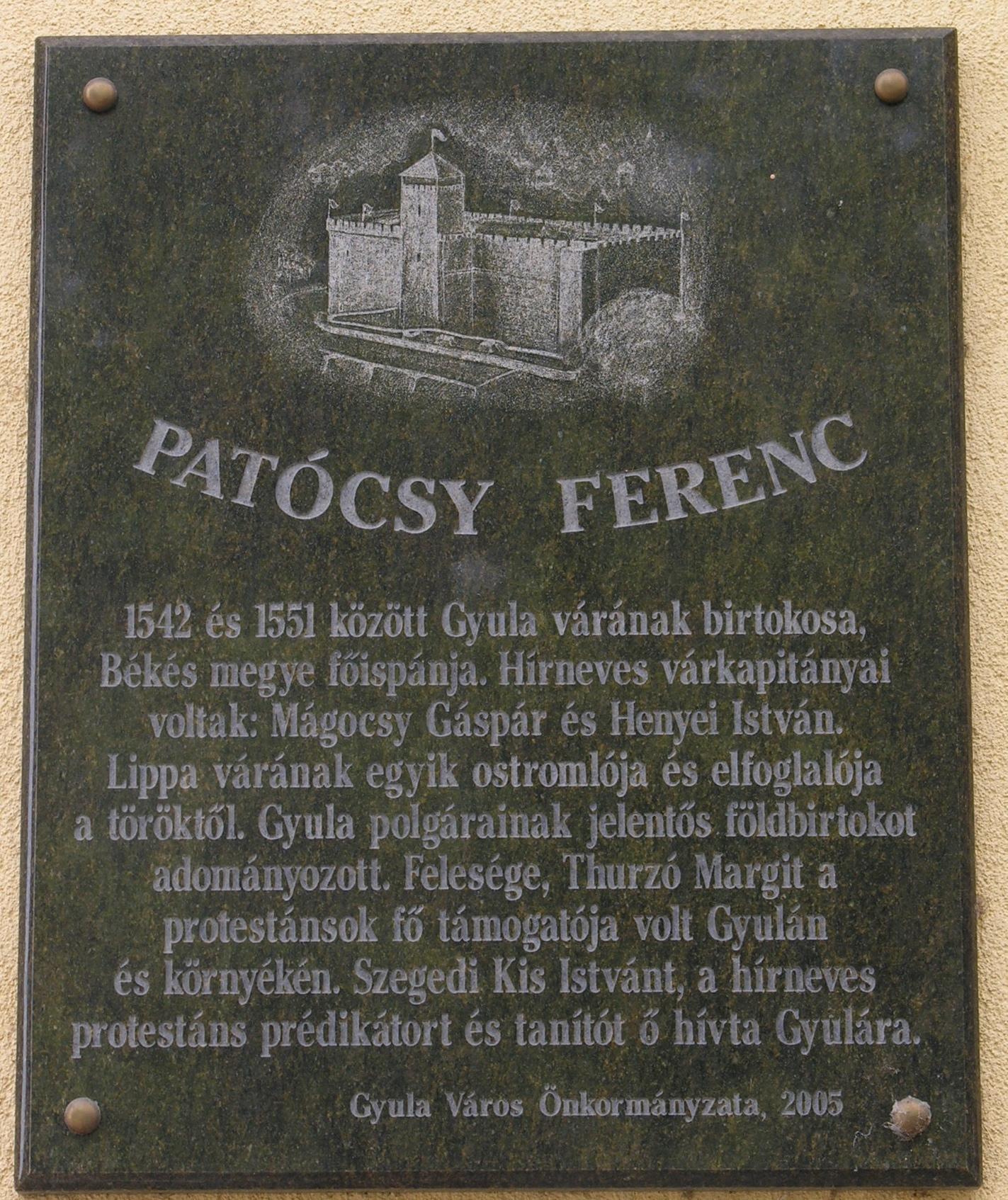
Patócsy Ferenc, Patócsy Ferenc utca 1.
Petik Ambrus, Erkel tér
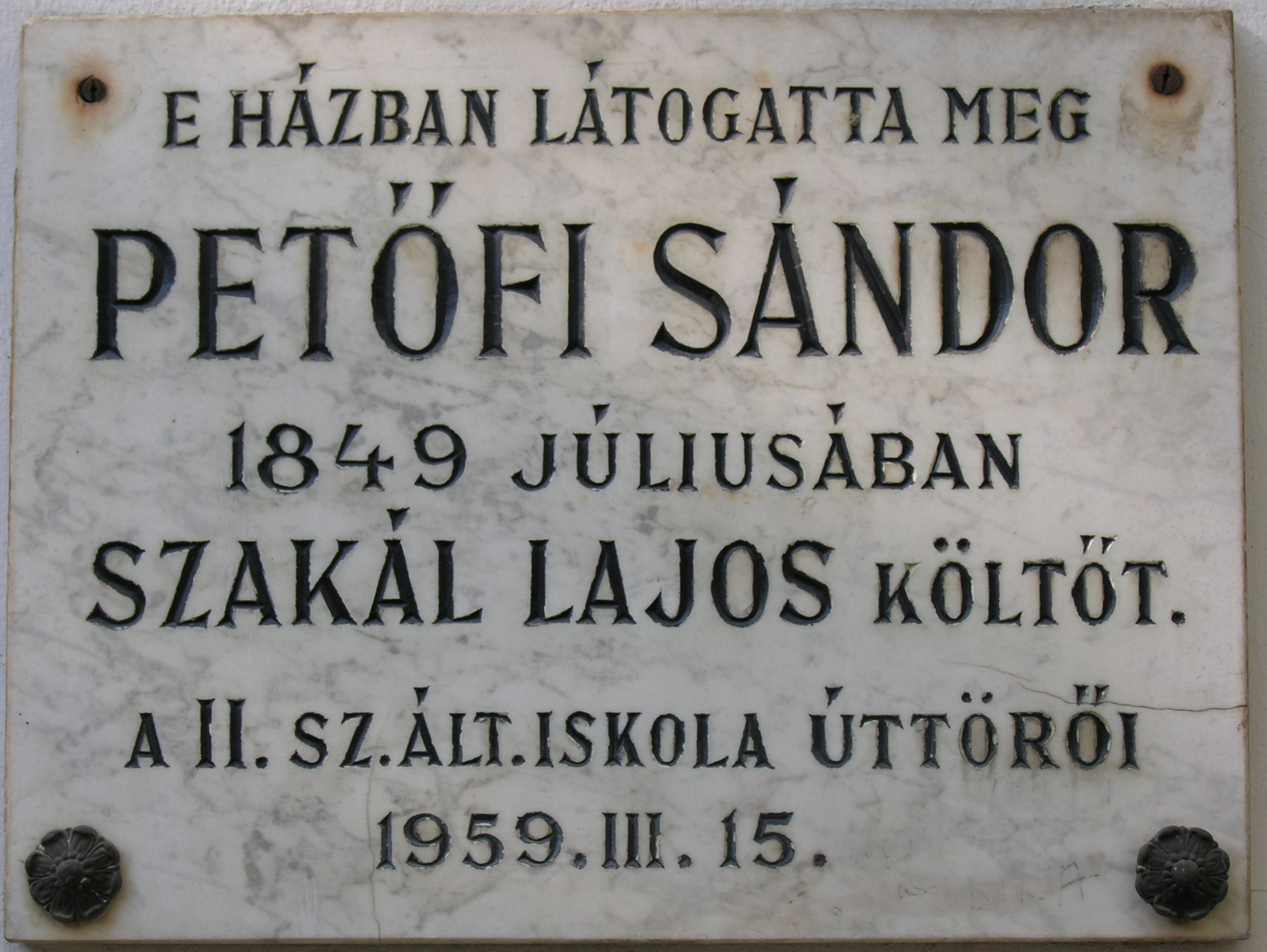
Petőfi Sándor, Jókai Mór utca 4.
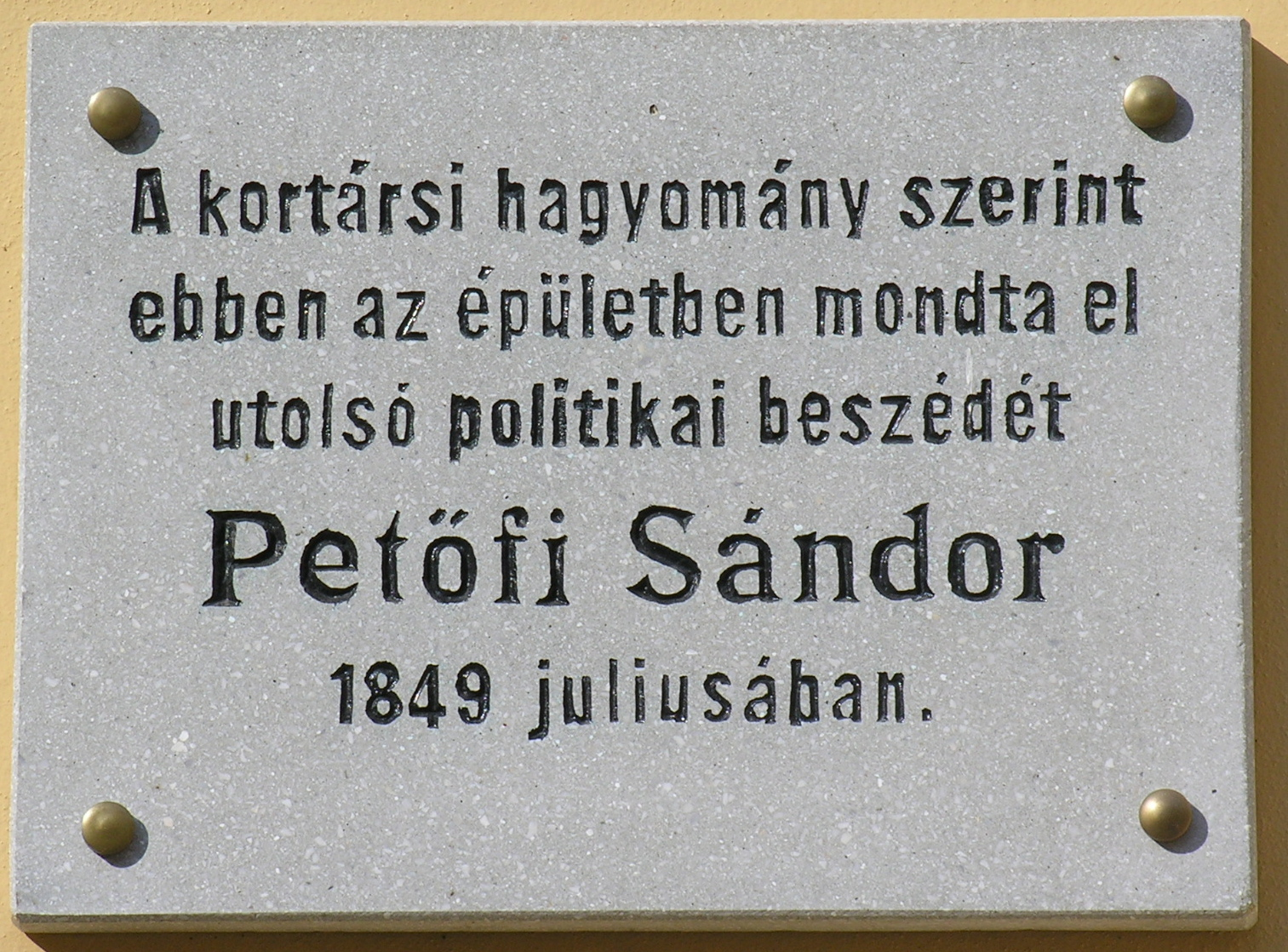
Petőfi Sándor, Petőfi tér 3.
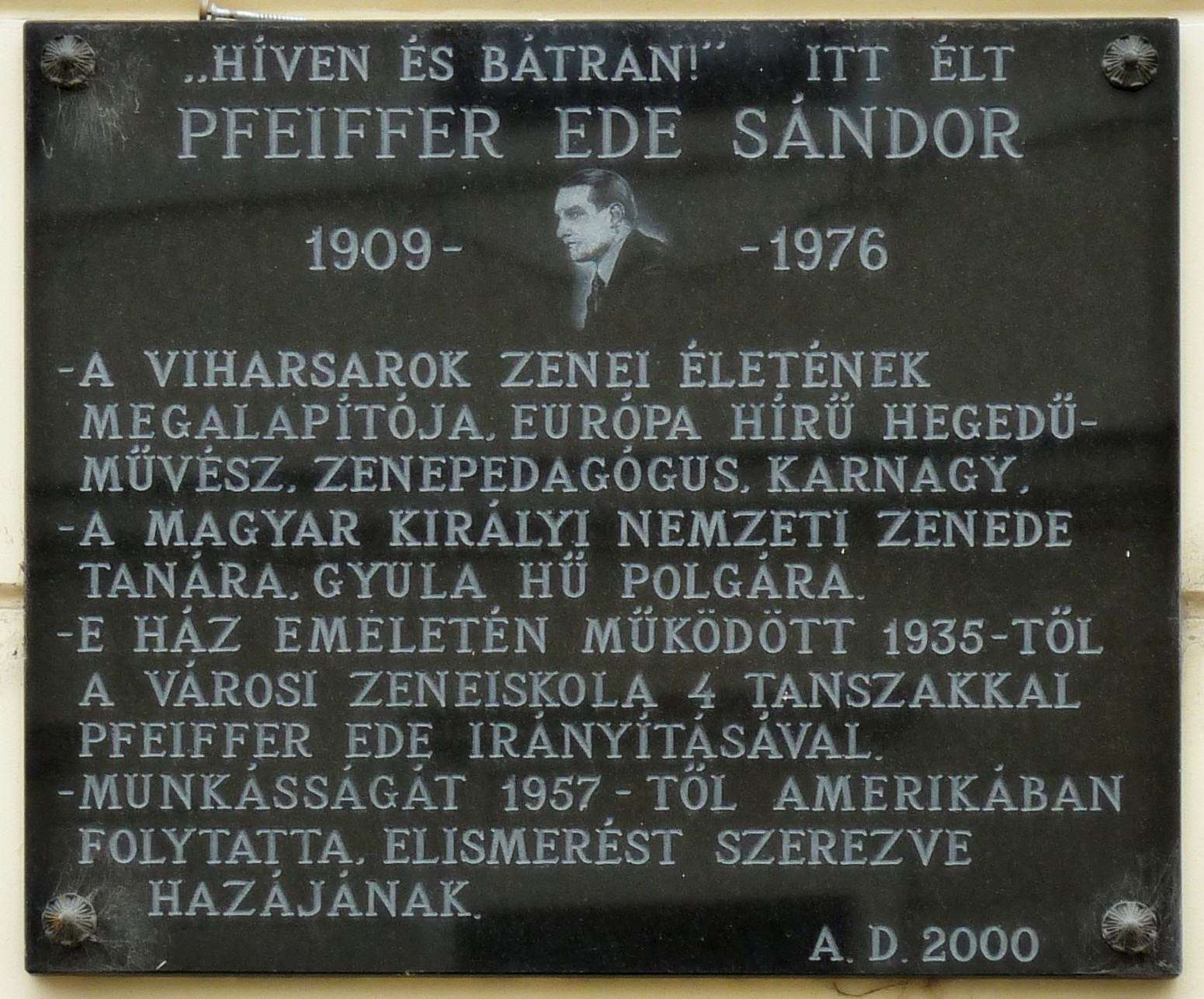
Pfeiffer Ede Sándor, Munkácsy Mihály utca 1.
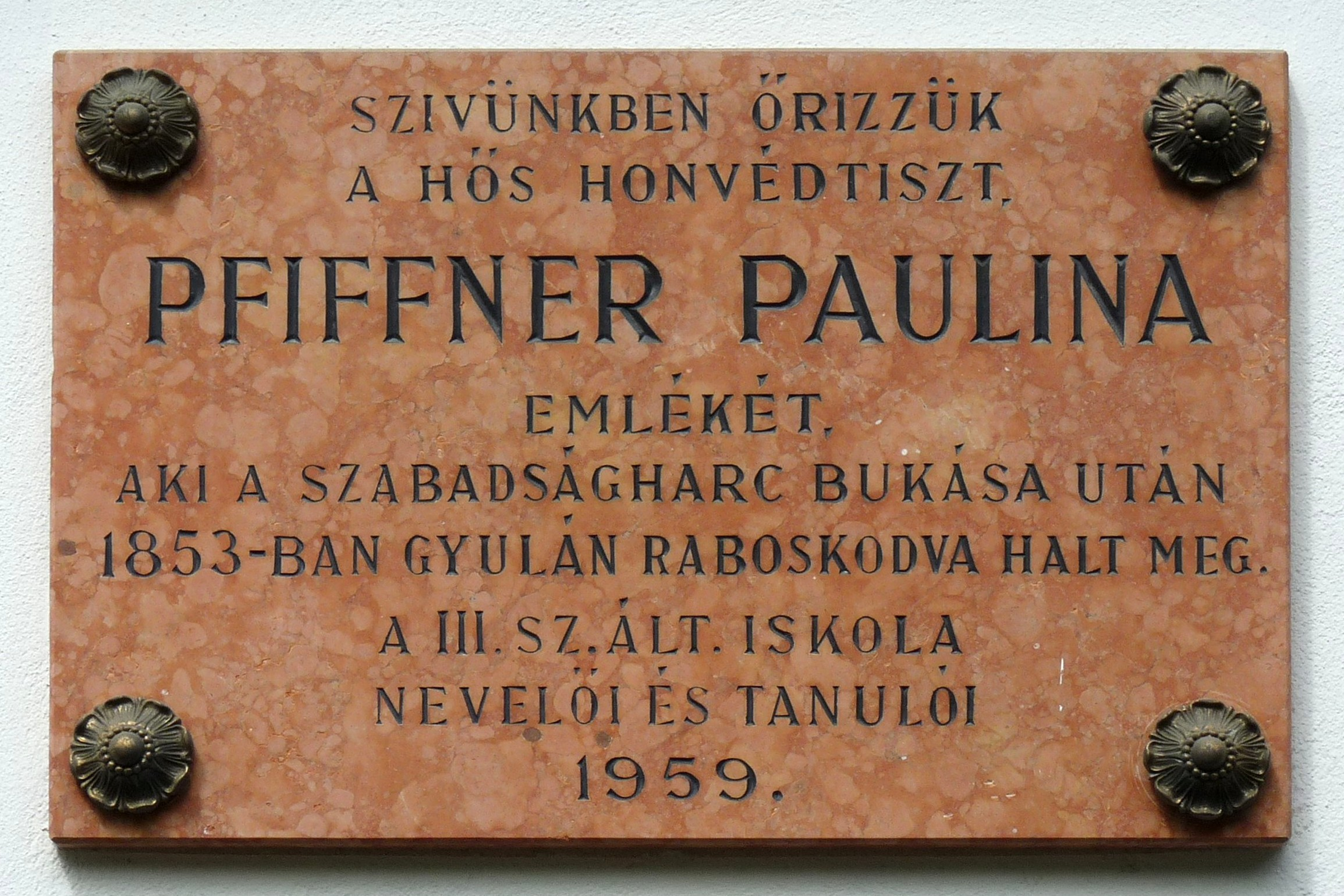
Pfiffner Paulina, Kossuth Lajos utca 36.
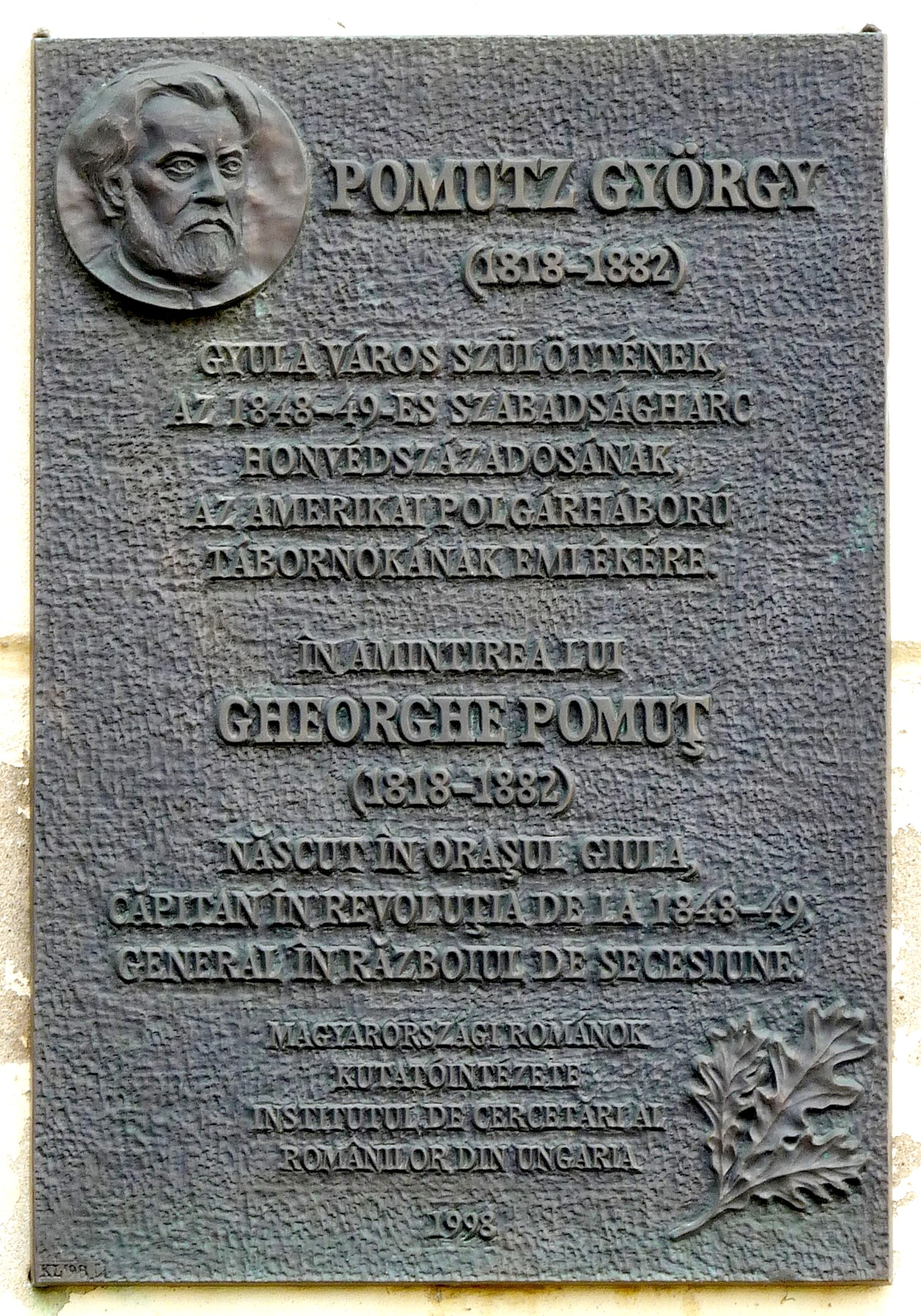
Pomucz György, Kossuth Lajos utca 19. alkotó: Kiss László György
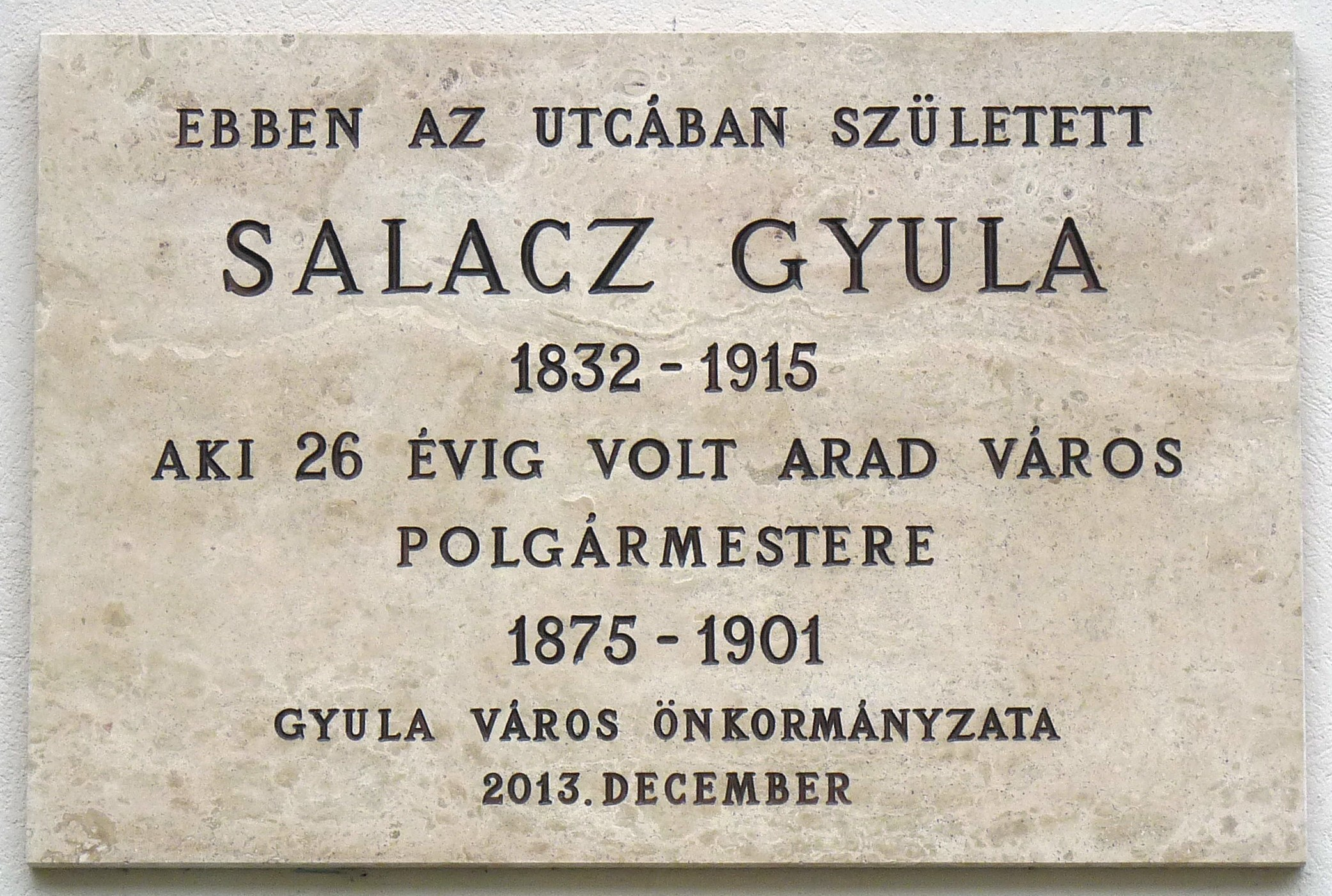
Salancz Gyula, Horváth Ferenc utca 1.
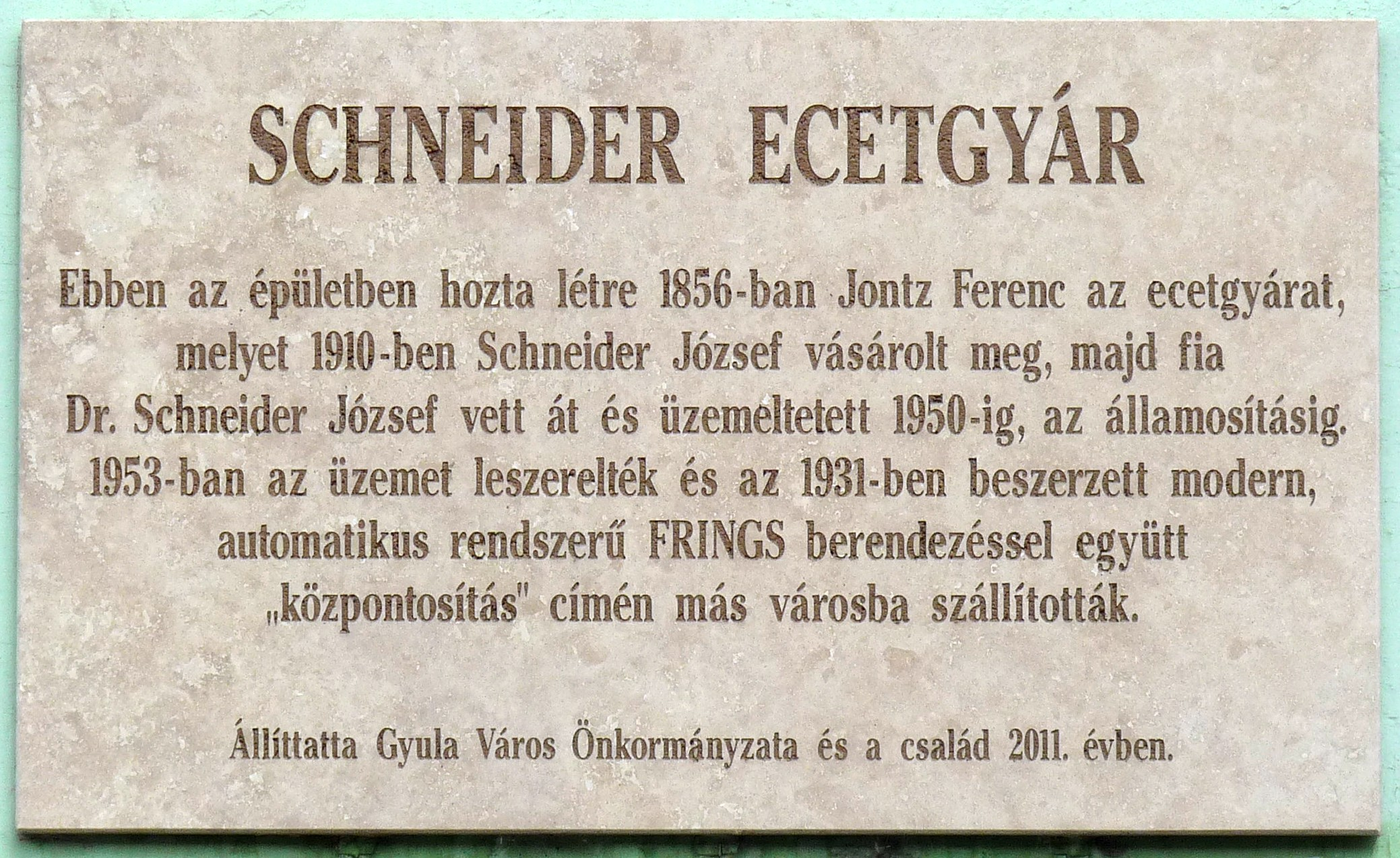
Schneider Ecetgyár, Jókai Mór utca 20.
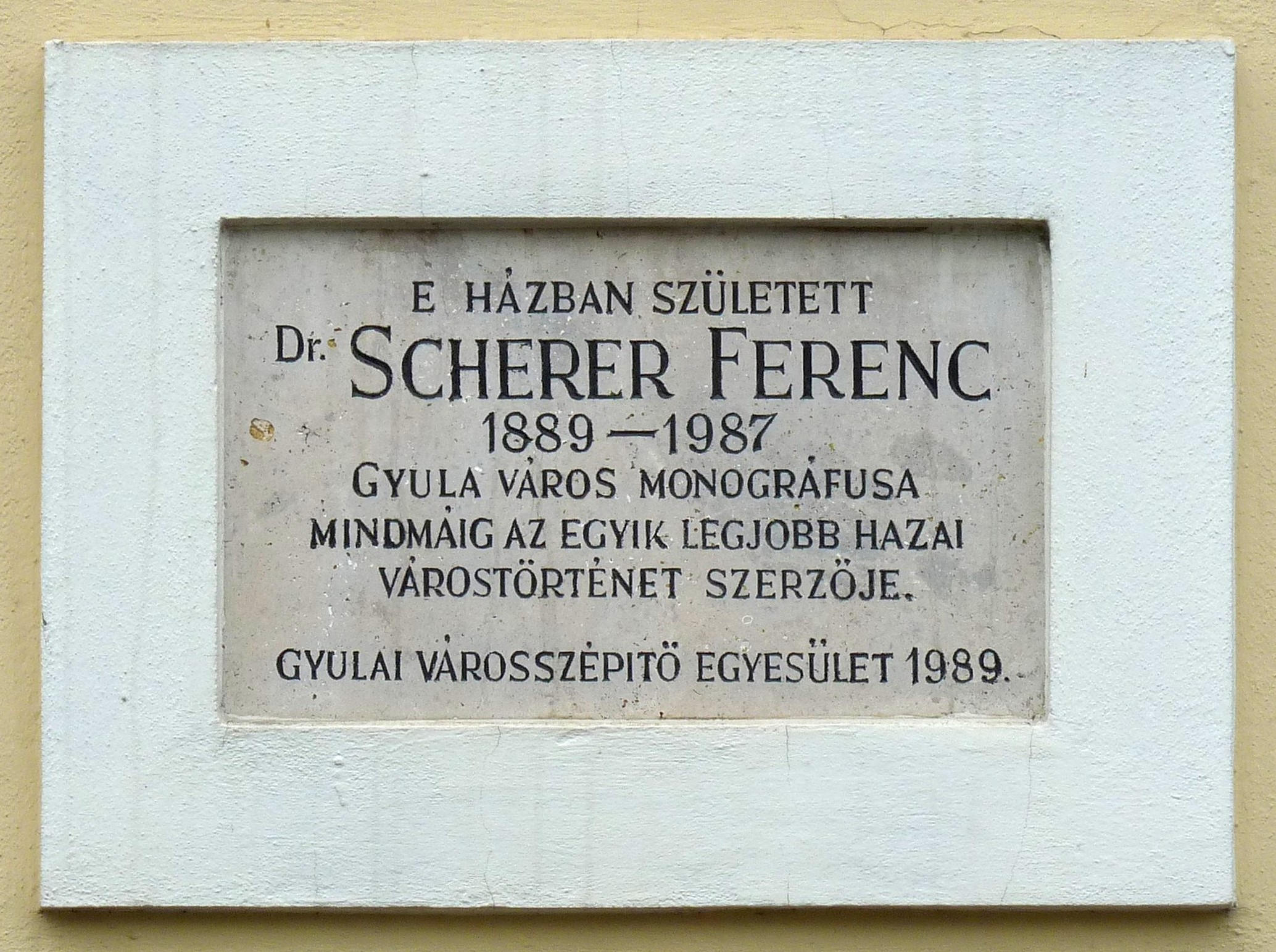
Scherer Ferenc, Apor Vilmos tér 1.
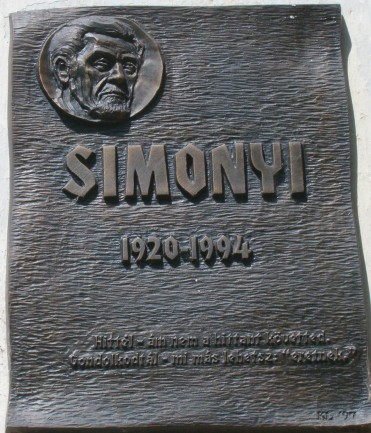
Simonyi Imre, Erkel tér 1. alkotó: Kiss László György
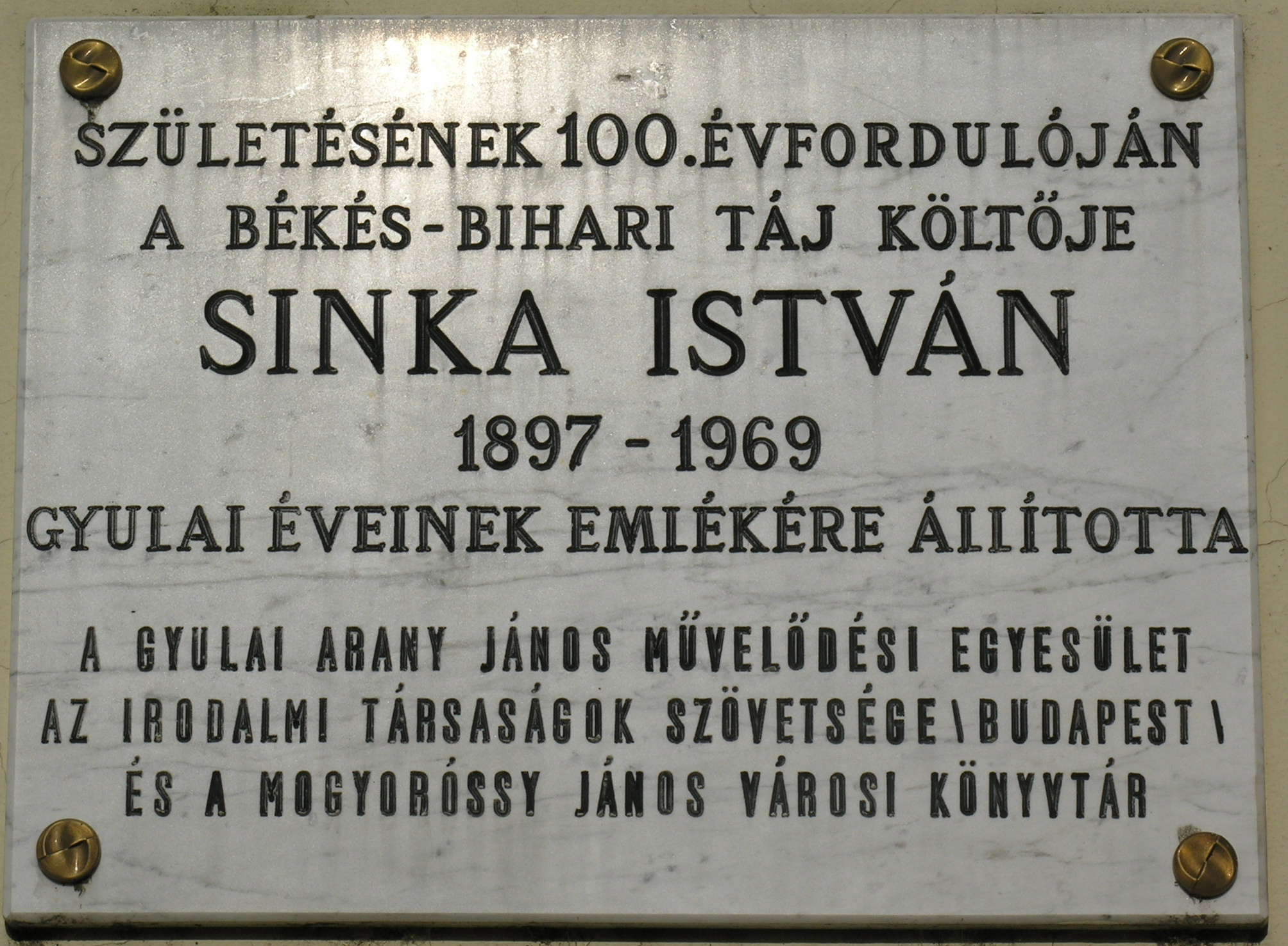
Sinka István, Városház utca 13.
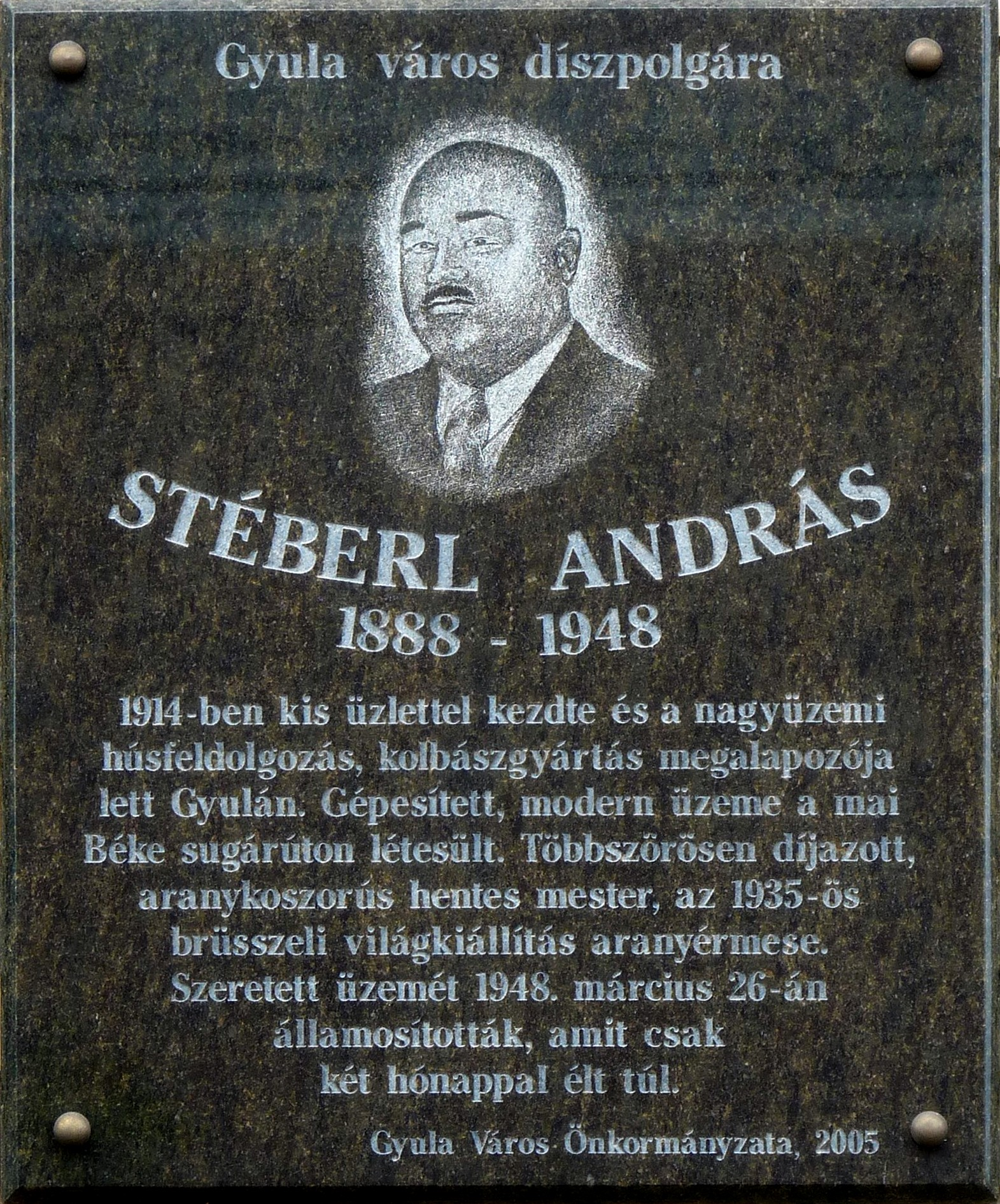
Stéberl András, Stéberl András utca 1.
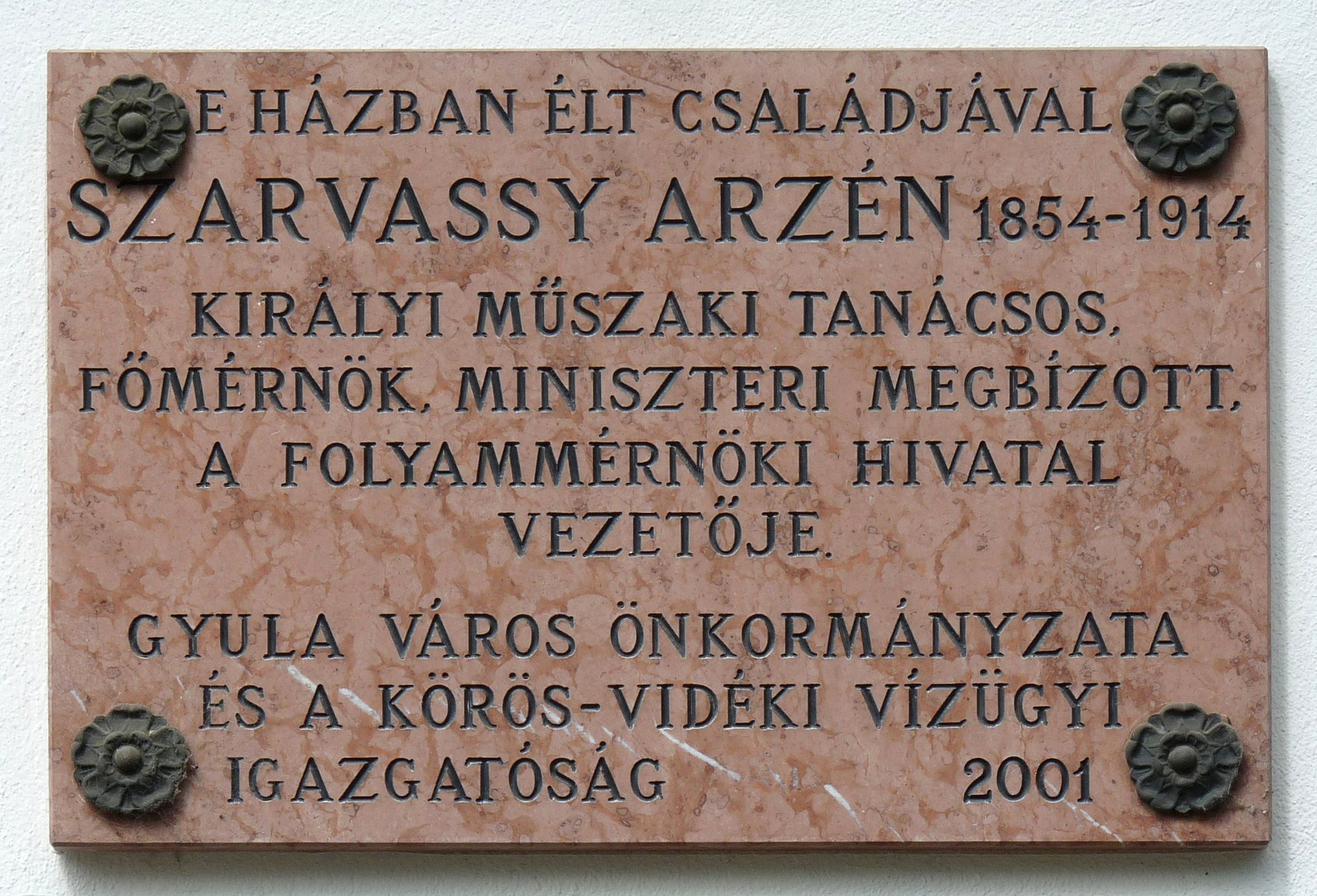
Szarvassy Arzén, Kossuth Lajos utca 36.
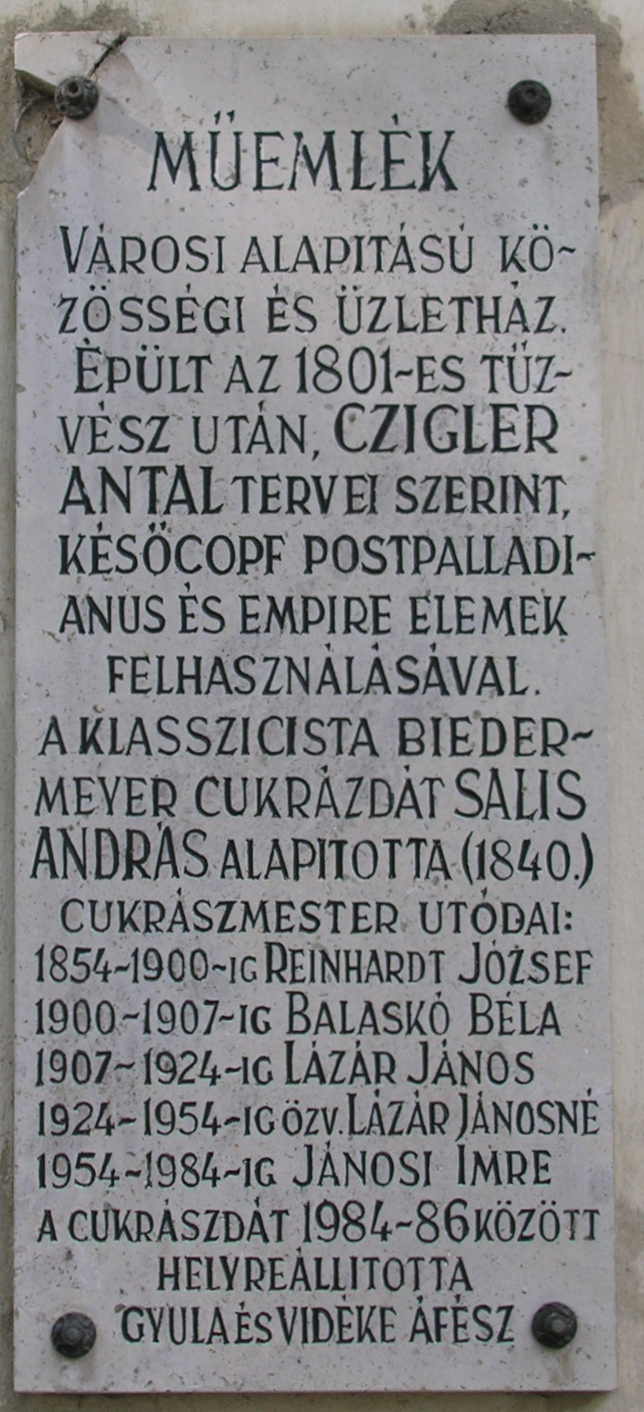
Százéves cukrászda, Erkel tér 1.
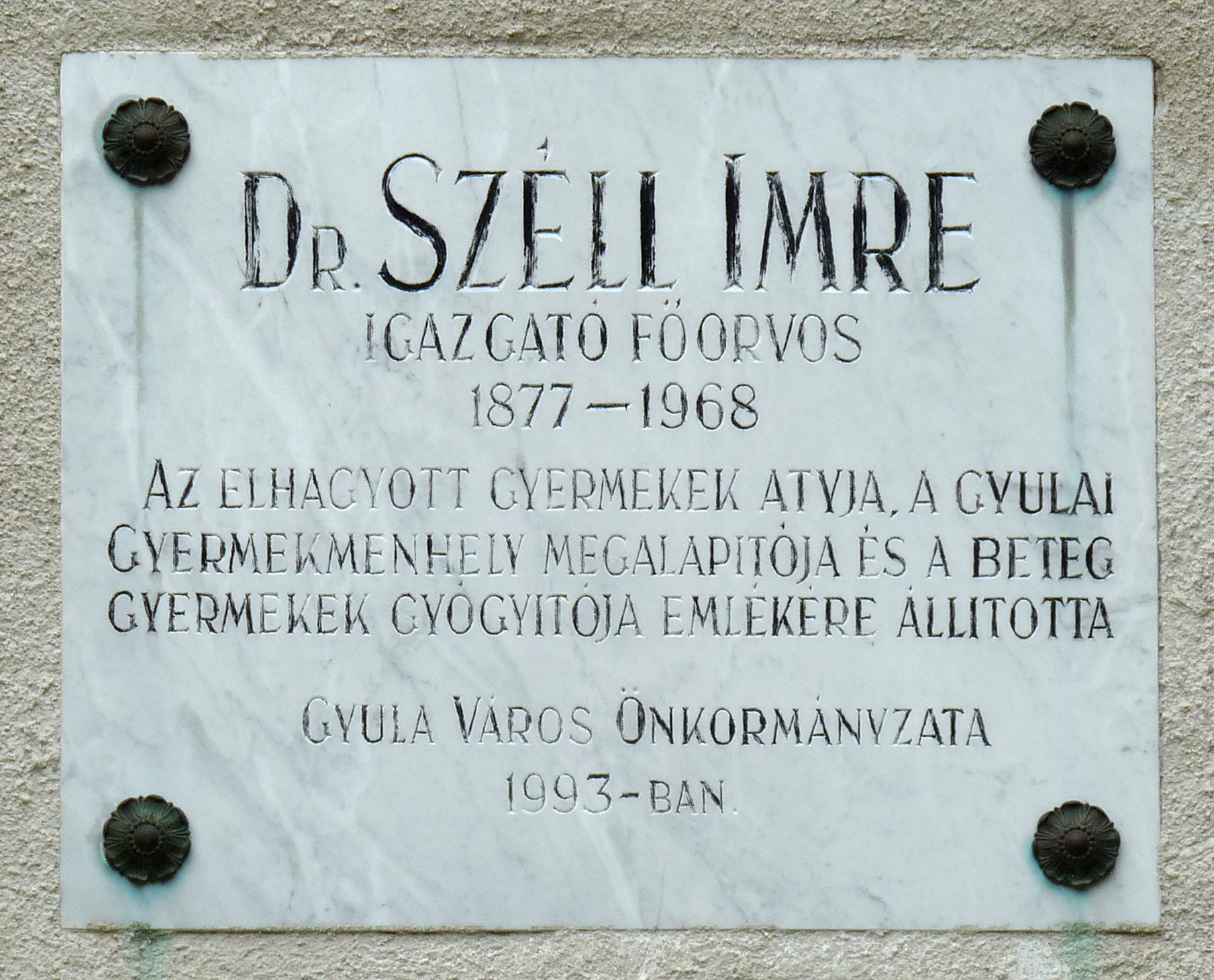
Széll Imre, Kárpát utca 11.
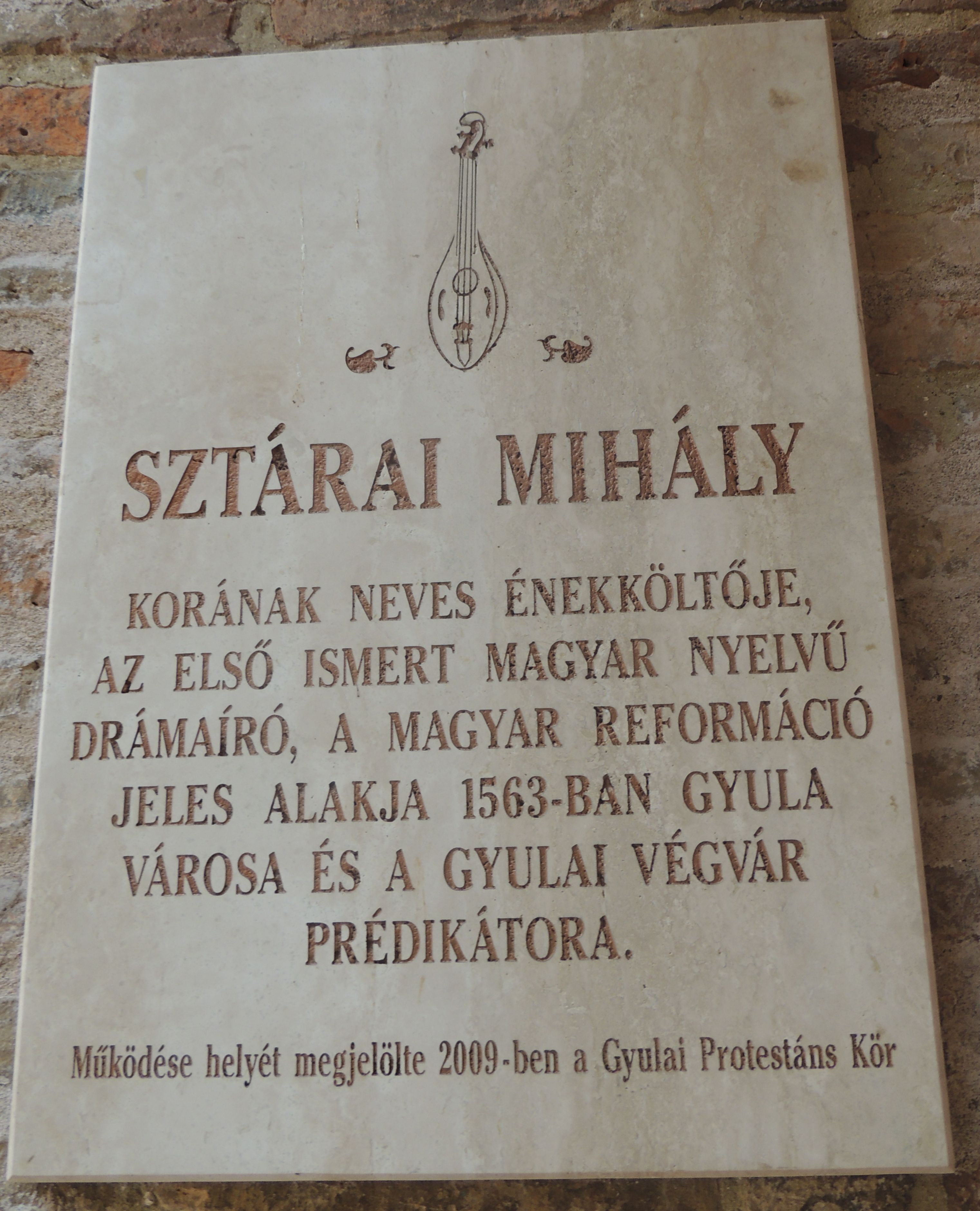
Sztárai Mihály, Várfürdő út
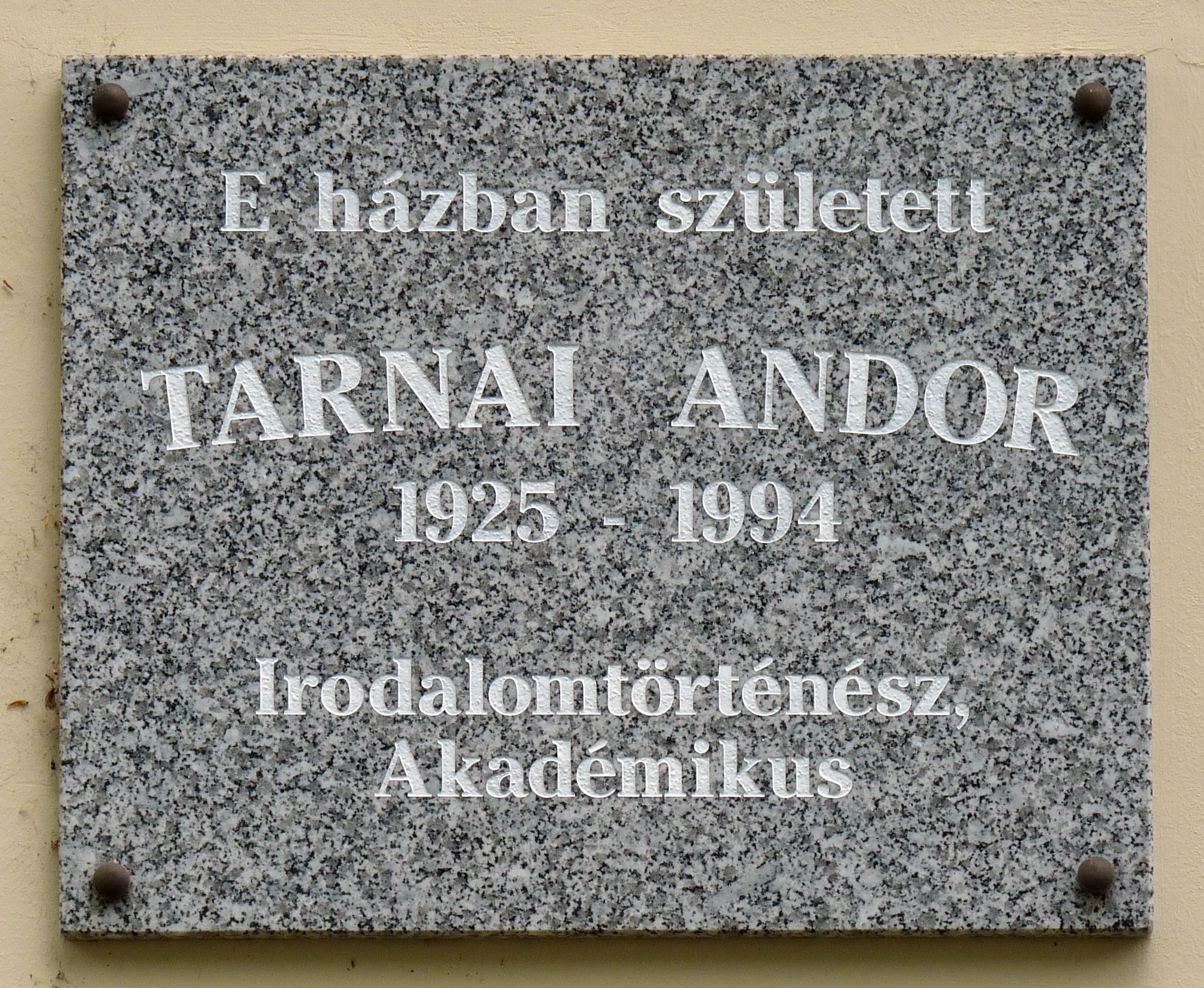
Tarnai Andor, Bodoky utca 17.
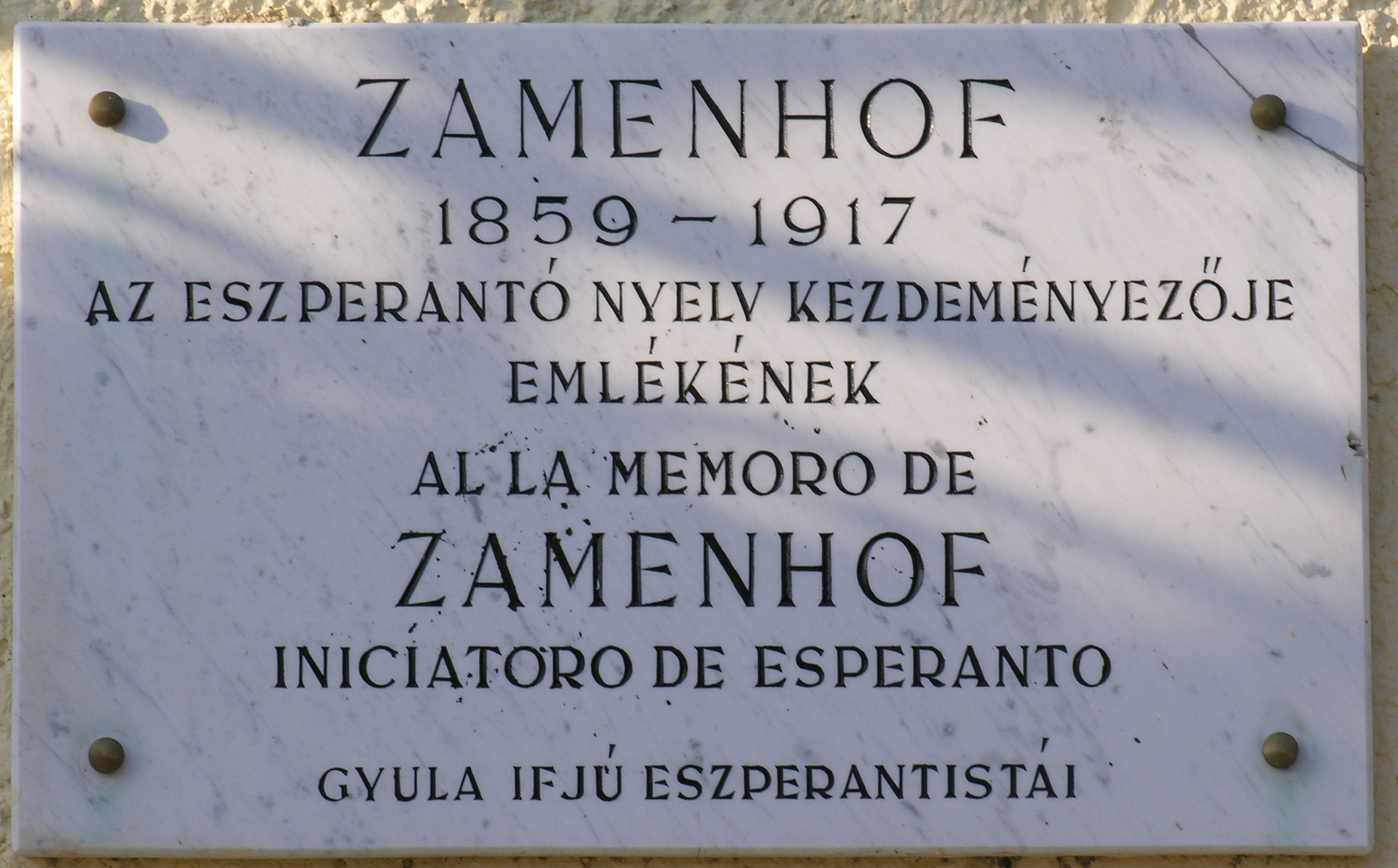
Lazar Markovics Zamenhof, Eszperantó tér 3.
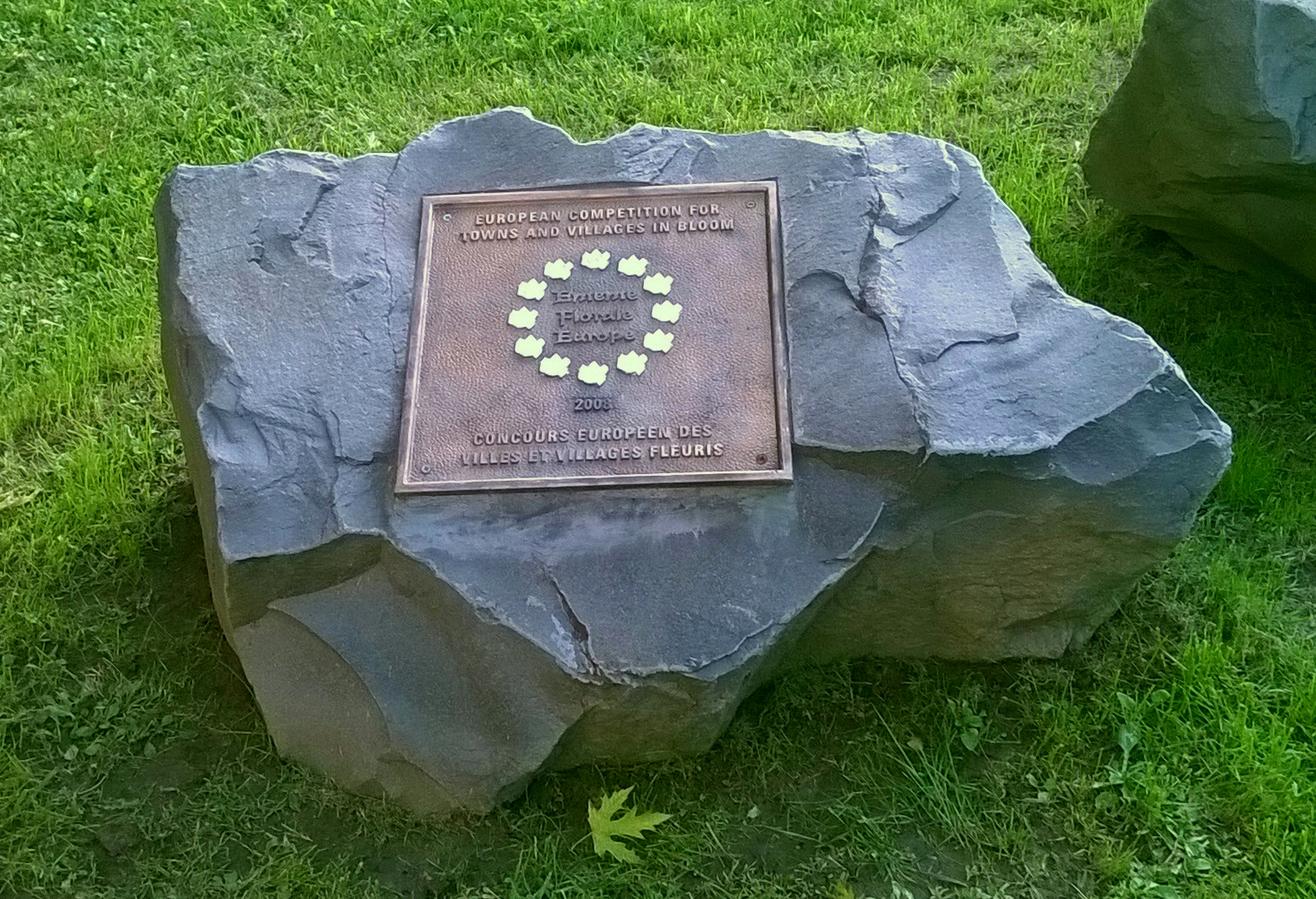
Virágos európai városok és falvak versenye 2008, Harruckern tér
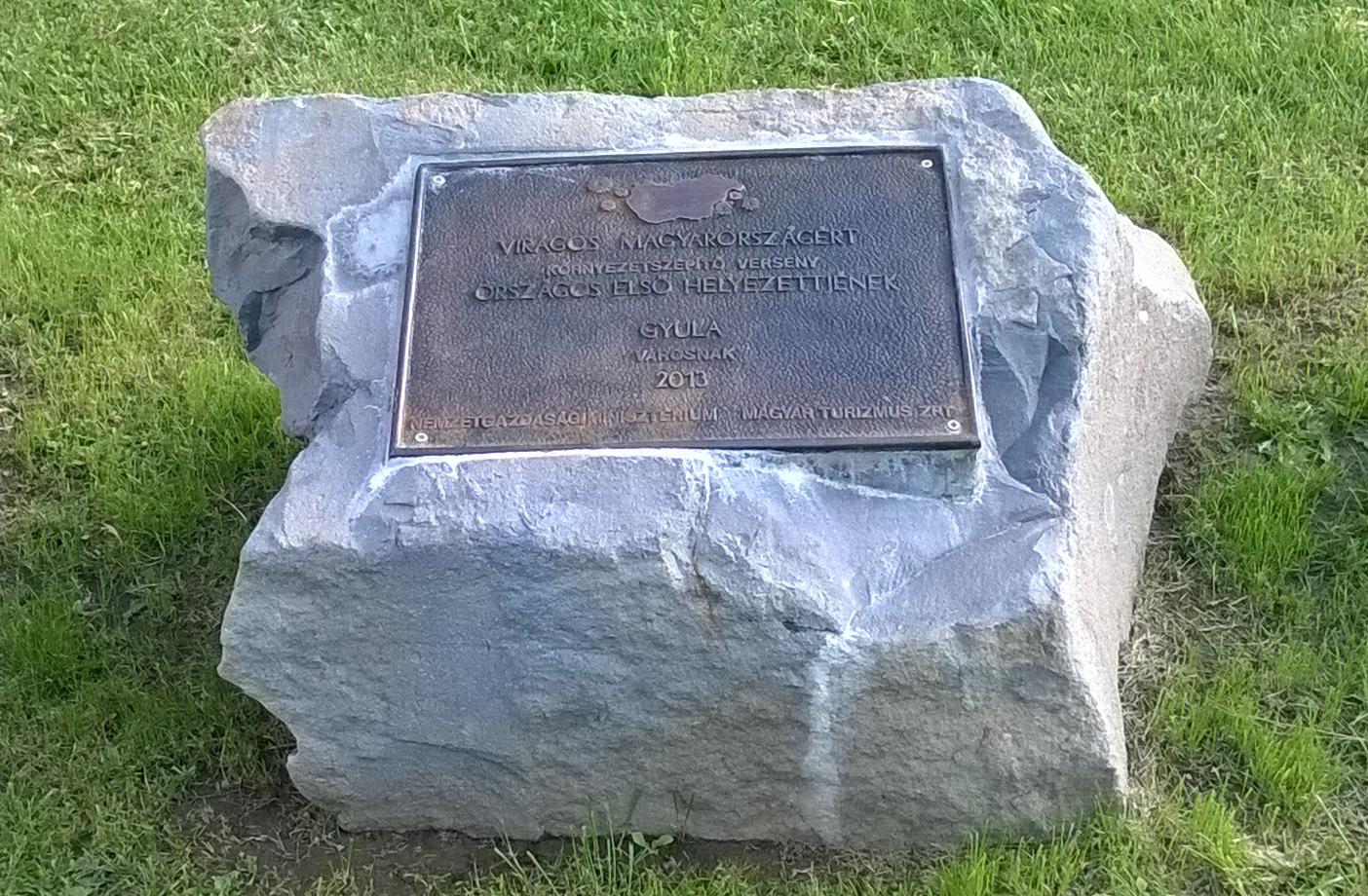
Virágos Magyarországért 2013, Harruckern tér
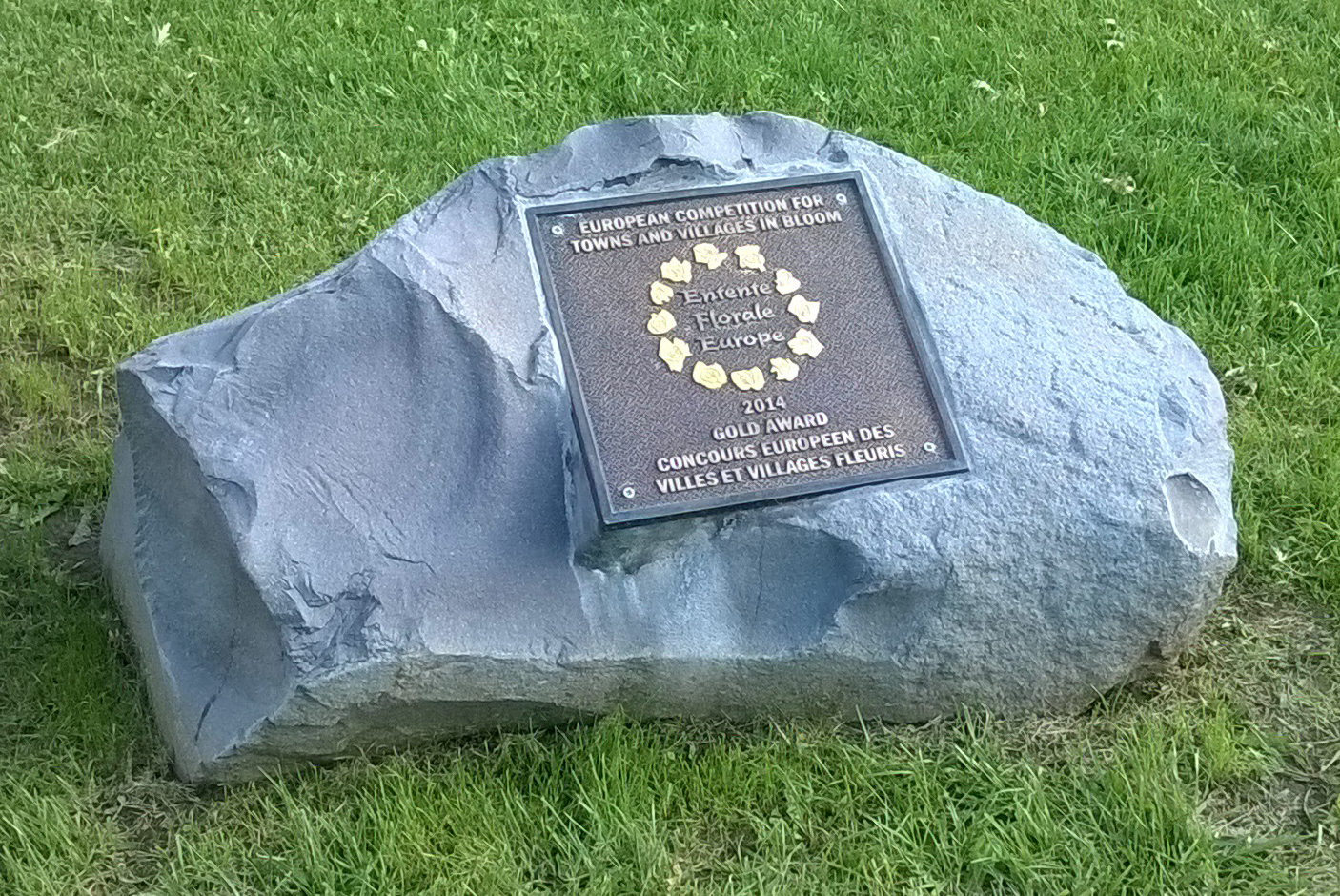
Virágos európai városok és falvak versenye 2014, Harruckern tér
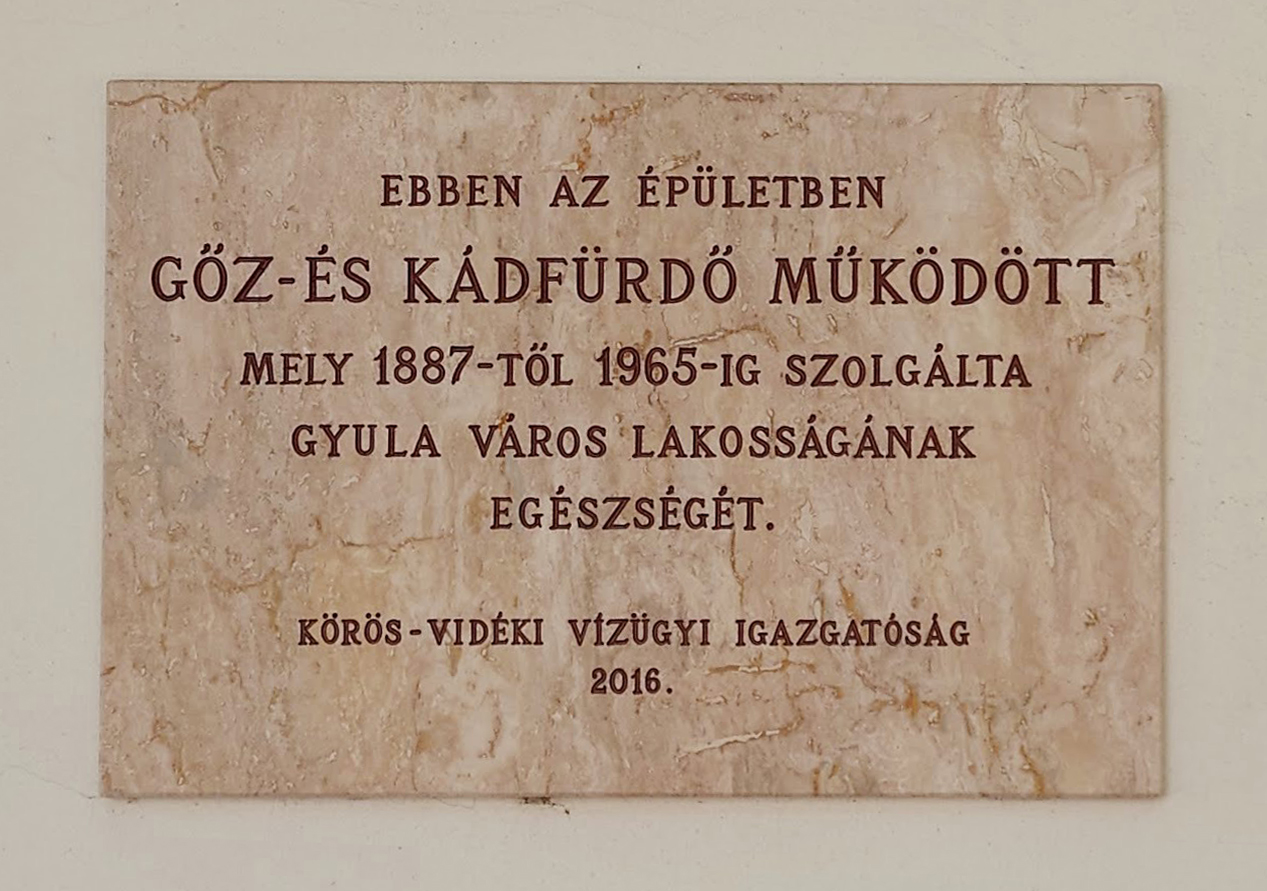
Fürdő emléktábla, Városház utca 25.

## Utcaindex
| Apor Vilmos tér (1.) németek letelepítésének 270. évf., németgyulai katolikus népiskola, Scherer Ferenc (7.) Erkel Ferenc Baross utca (2.) Baross Gábor, Baross László Bartók Béla utca (3.) egykori zsinagóga Béke sugárút (35.) Göndöcs Benedek, József Dezső (48.) Koszta Rozália (49.) Állami Tanítóképző és Óvónőképző Intézet, Implom József Blanár László utca (1.) Bródy Imre, Blanár László Bodoky utca (9.) Bodoky Károly (17.) Tarnai Andor Dürer Albert utca (1.) Albrecht Dürer Erkel tér (–) Petik Ambrus (1.) Százéves cukrászda, Simonyi Imre Eszperantó tér (3.) Lazar Markovics Zamenhof Harruckern tér (–) Apor Vilmos, Deák János (1.) Göndöcs Benedek, Apor Vilmos Horváth Ferenc utca (1.) Salancz Gyula Illyés Gyula utca (7.) Bay Zoltán Jókai Mór utca (4.) Petőfi Sándor (8.) Knezić Károly (20.) Schneider Ecetgyár Kárpát utca (11.) Széll Imre | Keleti Schriffert József utca (1.) K. Schriffert József Kerecsényi utca (17.) Kohán György Komáromy utca (8.) Komáromy Miklós Kossuth Lajos utca (1/b) Leiningen-Westerburg Károly (13.) Kiss Ernő (18.) Lázár Vilmos (19.) Pomucz György (24.) 1. sz. általános iskola (30.) Jókai Mór, Erkel Ferencné Adler Adél, Erkel Rudolf (36.) Pfiffner Paulina, Szarvassy Arzén Külterület (4.) Kohán György Munkácsy Mihály utca (1.) Pfeiffer Ede Sándor Pálffy utca (1.) Aulich Lajos (5.) Pálffy Albert Patócsy Ferenc utca (1.) Patócsy Ferenc Petőfi tér (3.) Petőfi Sándor, Magyar Millennium (4.) Nagysándor József Stéberl András (1.) Stéberl András Várfürdő-park (–I Erkel Ferenc Várfürdő út (–) A gyulai vár visszavételének 300. évfordulója, Sztárai Mihály Várkert utca (2.) Gyarmati István dr. Városház utca (13.) Az 1. világháború hősei, Nicolae Bălcescu Román Tanítási Nyelvű Gimnázium, Sinka István (25.) Gőz- és kádfürdő emléktábla (26.) Huszár Mátyás |